# Liste der Baudenkmäler in Sulzfeld am Main
Auf dieser Seite sind die Baudenkmäler in der unterfränkischen Gemeinde Sulzfeld am Main zusammengestellt. Diese Tabelle ist eine Teilliste der Liste der Baudenkmäler in Bayern. Grundlage ist die Bayerische Denkmalliste, die auf Basis des Bayerischen Denkmalschutzgesetzes vom 1. Oktober 1973 erstmals erstellt wurde und seither durch das Bayerische Landesamt für Denkmalpflege geführt wird. Die folgenden Angaben ersetzen nicht die rechtsverbindliche Auskunft der Denkmalschutzbehörde.
 Diese Liste gibt den Fortschreibungsstand vom 20. Februar 2024 wieder und enthält 78 Baudenkmäler.

## Ensemble Ortskern Sulzfeld am Main

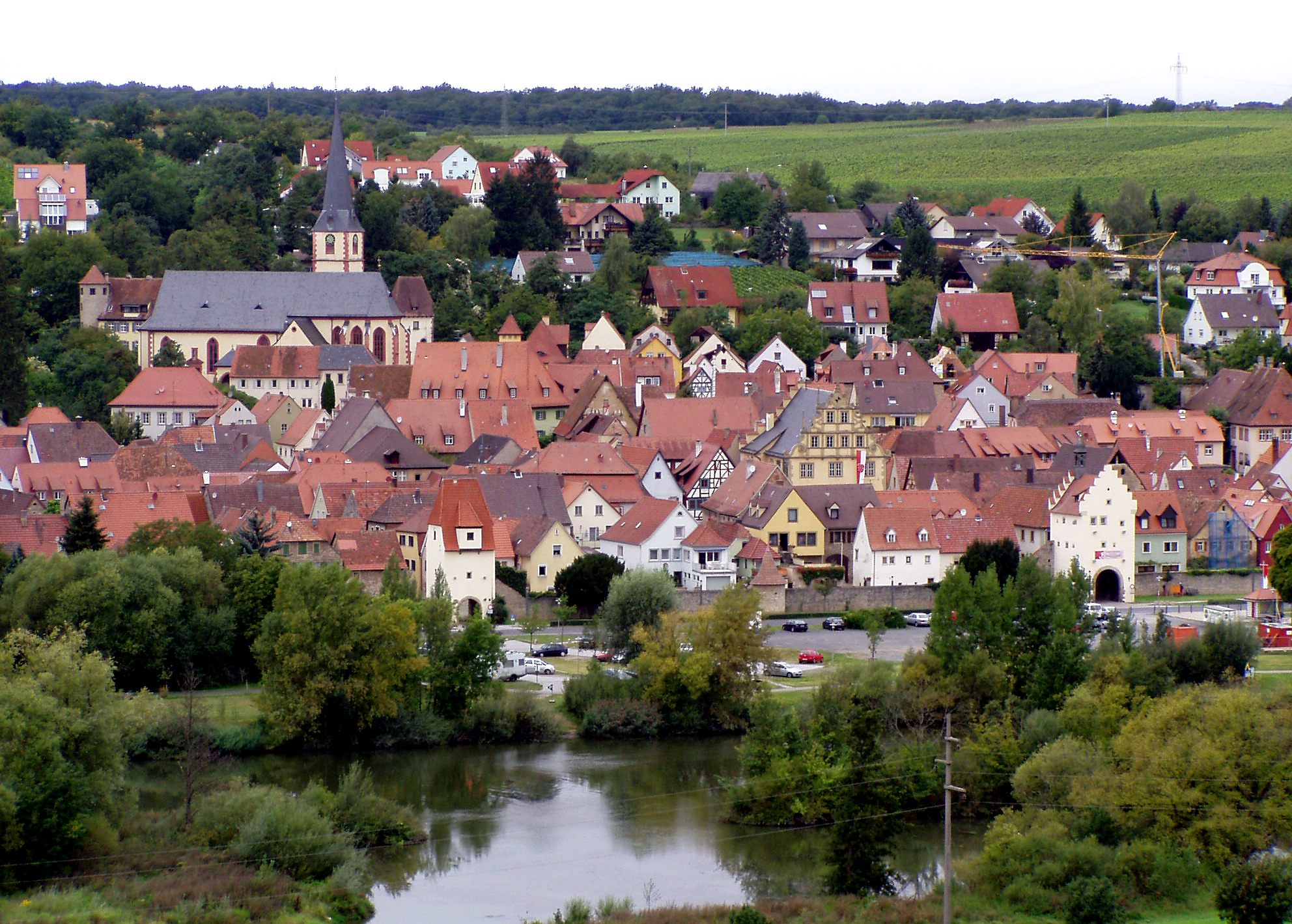
Sulzfeld am Main von Osten

Das Ensemble umfasst den Ort innerhalb seiner spätmittelalterlichen Befestigungslinie unter Einschluss des unmittelbar vor der Ortsmauer liegenden Geländestreifens. – Der 915 zum ersten Mal erwähnte, im Laufe des Mittelalters auf die jetzige Größe angewachsene und im Spätmittelalter umwehrte Weinort baut sich auf dem rechten Mainufer am Hang auf. Die Ortsstruktur zeigt einige Eigentümlichkeiten, die Sulzfeld unter den Mainstädtchen und -weinbauerndörfern hervorstechen lassen: Die Hauptdurchgangsstraße führt nicht durch den Ortskern, sondern verläuft an der mainseitigen Ortsmauer vorbei; nur ein abzweigender Verbindungsweg von sekundärer Bedeutung, die Straße nach Erlach, durchquert das Ortsgebiet vom Main- zum Faltertor (Kettengasse). Dies hat zur Folge, dass der Ort keine übergeordnete Hauptstraße und auch keinen Marktplatz als Mittelpunkt besitzt, sondern sich scheinbar regellos aus einem Gewirr gleichwertiger Gassen zusammensetzt. In Wahrheit lässt sich aus dem Grundriss ein klares Ordnungsnetz herauslesen, das aus drei untereinander parallelen, den Hang senkrecht zu den Höhenlinien erklimmenden Gassenzügen und diese untereinander quer verbindenden Gässchen besteht; die vom Maintor zum Faltertor zielende Durchgangsstraße nach Erlach (Kettengasse) zeigt einen mehrfach gebrochenen, zum übrigen Gassennetz schräg gerichteten Verlauf; in der Nähe des Maintors liegt exzentrisch der nur mäßig große, annähernd quadratische Marktplatz. Die nicht nach dem rechten Winkel ausgelegten Gabelungen und Kreuzungen ergeben, verbunden mit den teilweise beträchtlichen Niveauunterschieden, Ecklösungen von malerischem Reiz. Die Gassen sind durchwegs mit alter Pflasterung versehen. Der Ort ist in einem unregelmäßigen Fünfeck ummauert, dessen Spitze die höchste Hangstelle einnimmt und dessen gelängte Basisseite parallel zum Main verläuft. Monumentale Schwerpunkte klerikaler und säkularer Macht bilden die ehem. Würzburgische Kellerei, die an einer platzartigen Erweiterung der Kettengasse eine zentrale Stelle innerhalb des Ortsbereichs einnimmt, das Rathaus am Marktplatz, dessen hoher Spätrenaissance-Giebel die Dachlandschaft weithin überragt, sowie der auf dem höchsten Erhebungspunkt gelegene Pfarrbezirk mit der beherrschenden Pfarrkirche aus der Julius-Echter-Zeit. Der von Weinbau und Landwirtschaft geprägte Ort besitzt eine kleinteilige Hofbebauung, bei der sich die Wohnhäuser, dem fränkischen Hoftypus gemäß, meist giebelseitig zur Straße wenden, begleitet von einem seitlichen, freistehenden Tor, das den Zugang zu den rückwärtigen Wirtschaftsgebäuden bildet. In den ansteigenden Gassen ergeben sich geschlossen wirkende, rhythmische Reihungen solcher Hofstirnseiten, während in den Quergässchen die unregelmäßige Setzung verschiedenartiger Baukörper vorherrschend ist. Die Häuser sind oft noch Fachwerkbauten des 17. und 18. Jahrhunderts, vielfach mit zugeputzten Obergeschossen. Sie sind meist schlicht, aufwendigere Gestaltungen sind selten. Unter den Privatbauten hervorzuheben sind die Häuser Langgasse 14 mit massiver Giebelseite, Schwalbenschwanzgiebel und profilierten Fensterrahmungen, bezeichnet 1568 sowie Papiusgasse 7, ein stattlicher Walmdachbau des 17./18. Jahrhunderts. Die Bebauung ist durchsetzt mit Häusern aus der 1. Hälfte des 19. Jahrhunderts in der landschaftstypischen Kalkbruchsteinbauweise. Für die Straßenbilder wichtig sind die zahlreichen barocken Hausfiguren, die vielfach beherrschend an Hausecken auf Konsolen angebracht sind. Die Geschlossenheit der Ortsstruktur, die weitgehend intakte, historische Bebauung, verbunden mit einer adäquaten Nutzung (Weinbau, Landwirtschaft) machen aus Sulzfeld a. Main ein besonders sinnfälliges Ortsensemble. Hervorzuheben sind weiterhin die landschaftsgebundene Fernwirkung des Ortsbildes und die unmittelbare Beziehung des Städtchens zum Main, die sich im breiten, unbebauten Ländestreifen zwischen Ortsmauer und Fluss kundtut. Umgrenzung: mainseitige Durchgangsstraße (Kitzingen-Segnitz) – Raiffeisenstraße – Rand des nordwestlichen Ortsgrabens – Fußweg entlang der Nordostseite der Ortsbefestigung. Aktennummer: E-6-75-170-1.

## Ortsbefestigung
Die Ortsmauer ist auf einer Länge von ca. 900 m mit drei Toren und 18 Türmen fast vollständig erhalten. Sie wurde im 15. Jahrhundert errichtet und  unter Julius Echter von Mespelbrunn am Ende des 16. Jahrhunderts erneuert. Aktennummer: D-6-75-170-2.
Beginnend an der Maingasse im Nordosten besteht die Ortsbefestigung im Uhrzeigersinn aus folgenden Objekten.
- Maingasse 22a: Östlicher Eckturm (Lage)
- Maingasse, entlang des Straßenzuges: Ortsmauer, 15./16. Jahrhundert (Lage)
- Maingasse 20a: Kuckucksnest, Befestigungsturm mit aufgesetzter Walmdachstube, zum Wohnturm ausgebaut, 15./16. Jahrhundert (Lage)
- Maingasse 15a: Oberes Maintor, Torturm mit Treppengiebeln und Dachreiter, bezeichnet „1573“, hölzerner Treppenaufgang bezeichnet „1737“ (Lage)
- Maingasse 11a: Stumpf eines runden Befestigungsturms mit Kegeldach, 15./16. Jahrhundert (Lage)
- Maingasse 9a: Friesentor, Torturm mit Halbwalmdach und Zwerchhäusern, hölzerner Treppenaufgang, 15./16. Jahrhundert (Lage)
- Maingasse 5a: Runder Befestigungsturm mit hohem Kegeldach 15./16. Jahrhundert (Lage)
- Maingasse 5: Ortsmauer, 15./16. Jahrhundert (Lage)
- Maingasse 4: Ortsmauer, 15./16. Jahrhundert (Lage)
- Maingasse 4: Südlicher Eckturm, Befestigungsturm, 15./16. Jahrhundert (Lage)

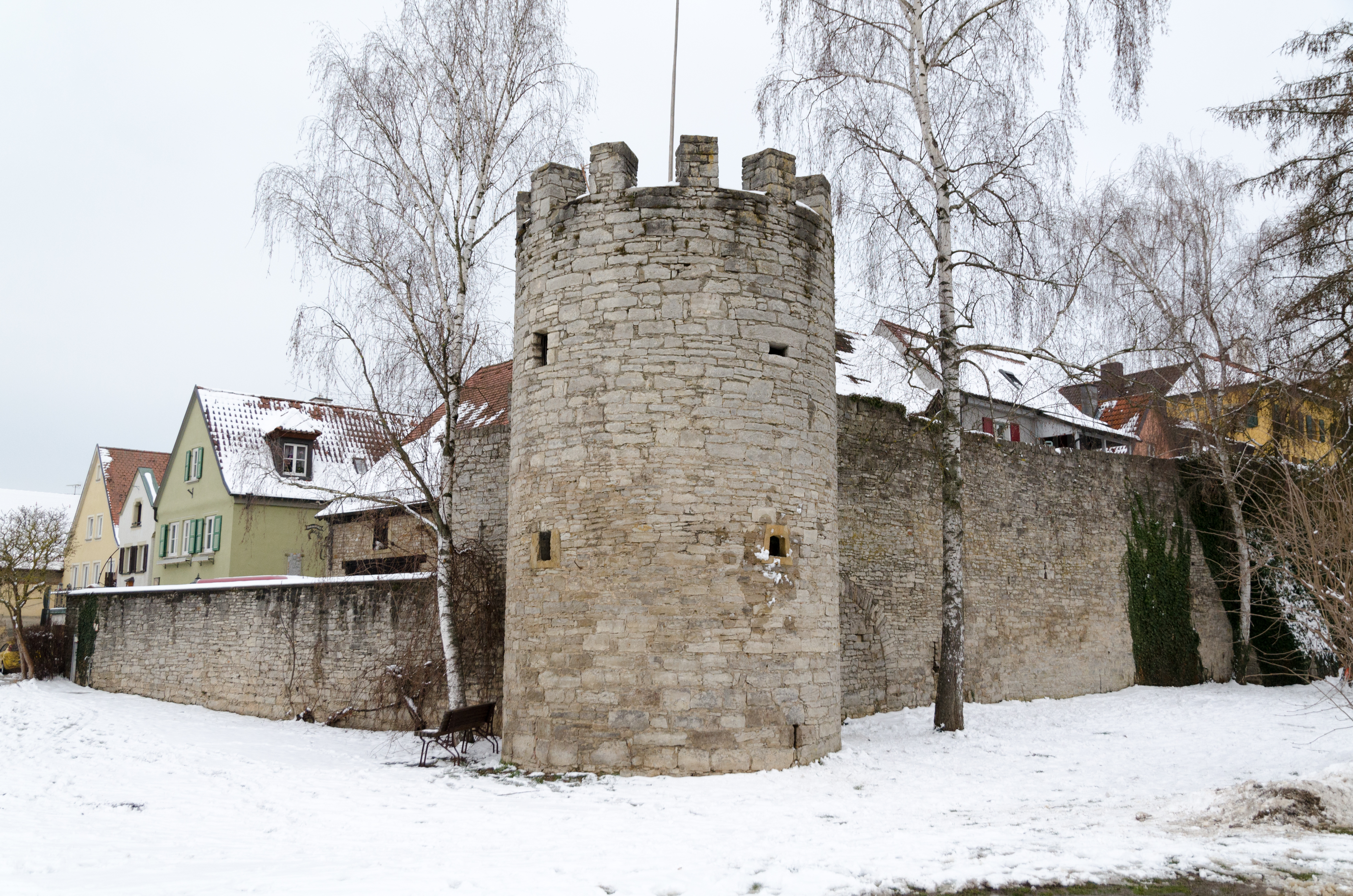
Mauerturm Maingasse 22a weitere Bilder
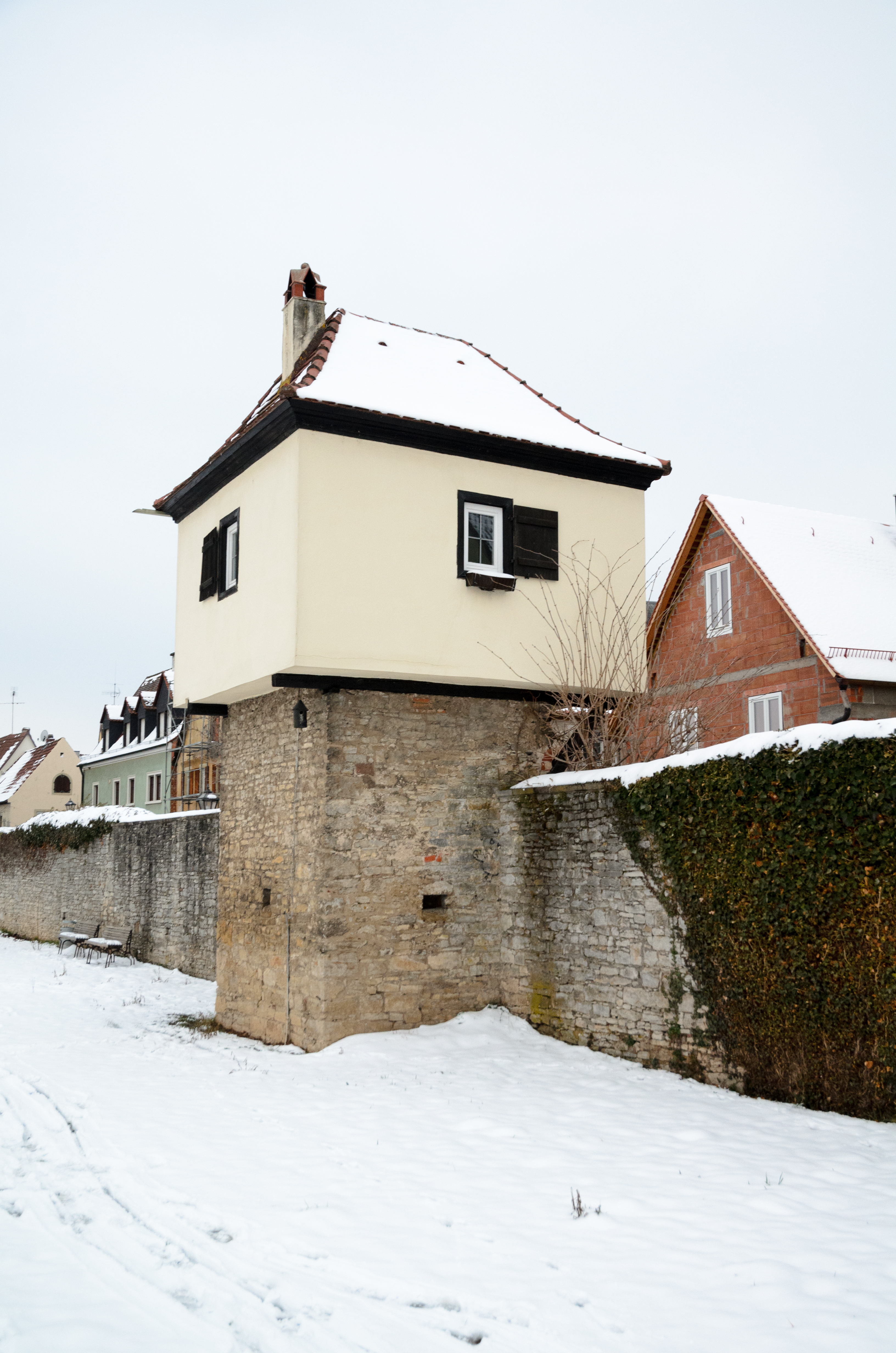
Mauerturm Kuckucksnest weitere Bilder
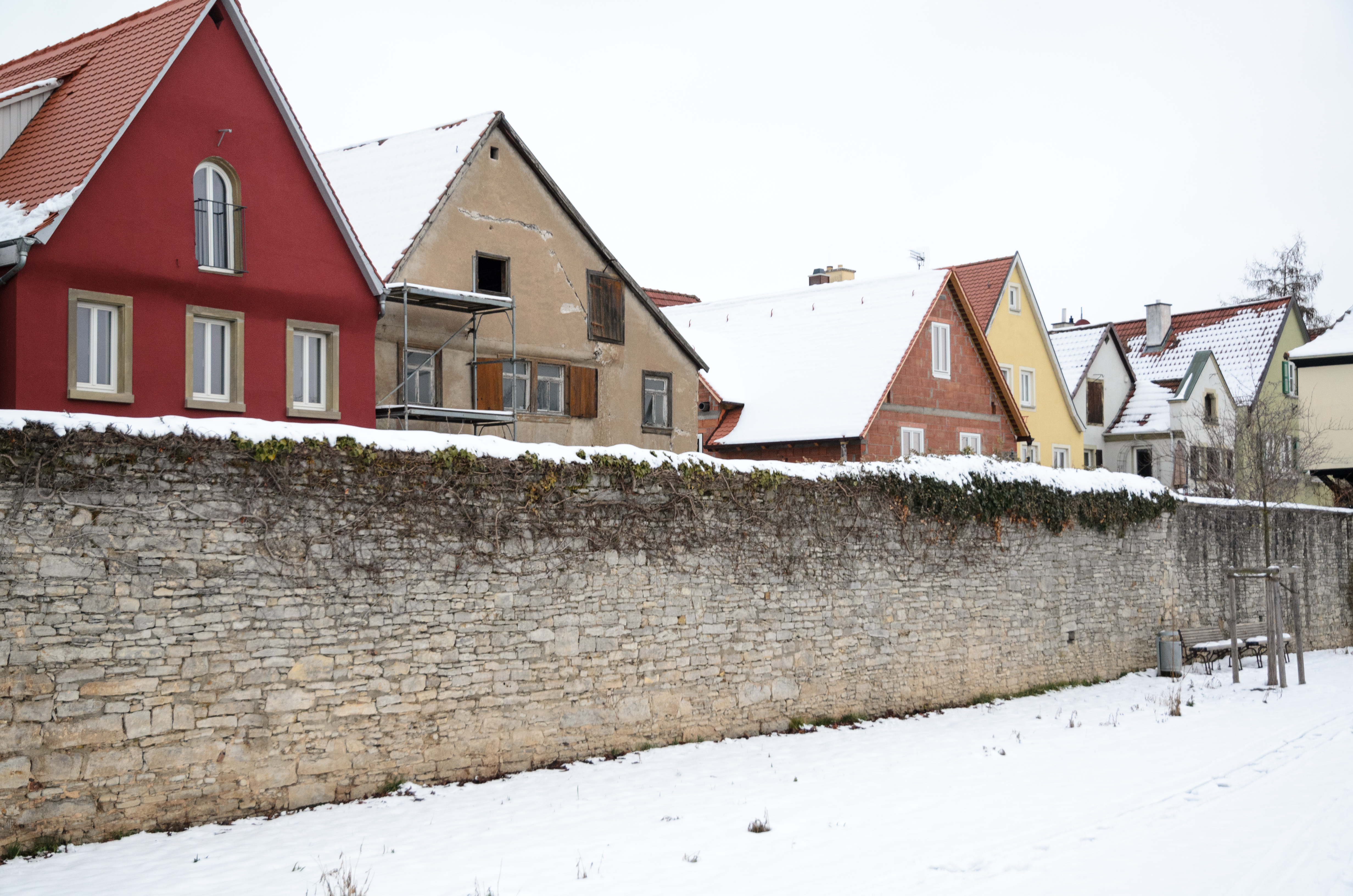
Ortsmauer bei Maingasse 18, 19 weitere Bilder
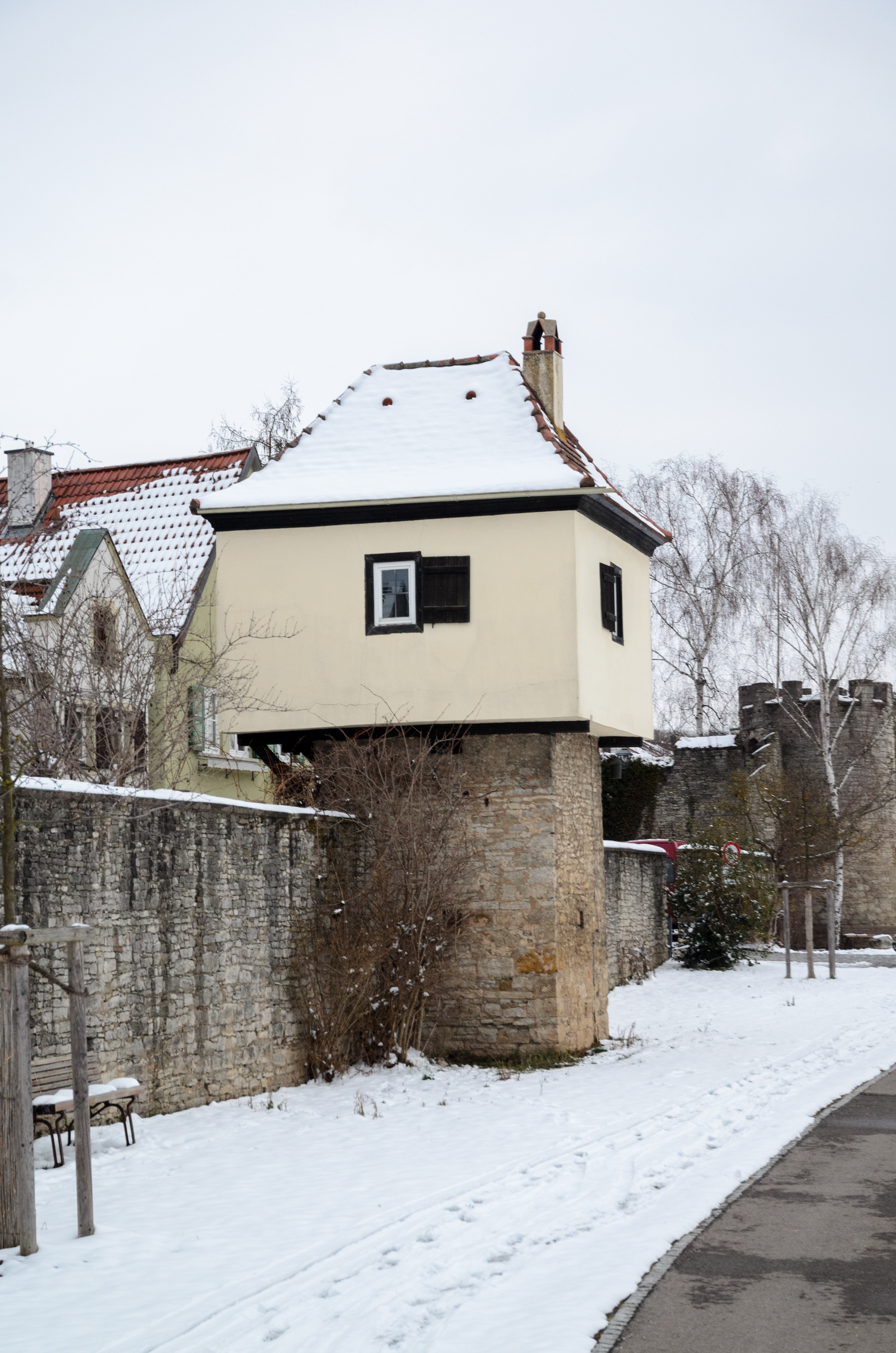
Mauerturm Kuckucksnest weitere Bilder
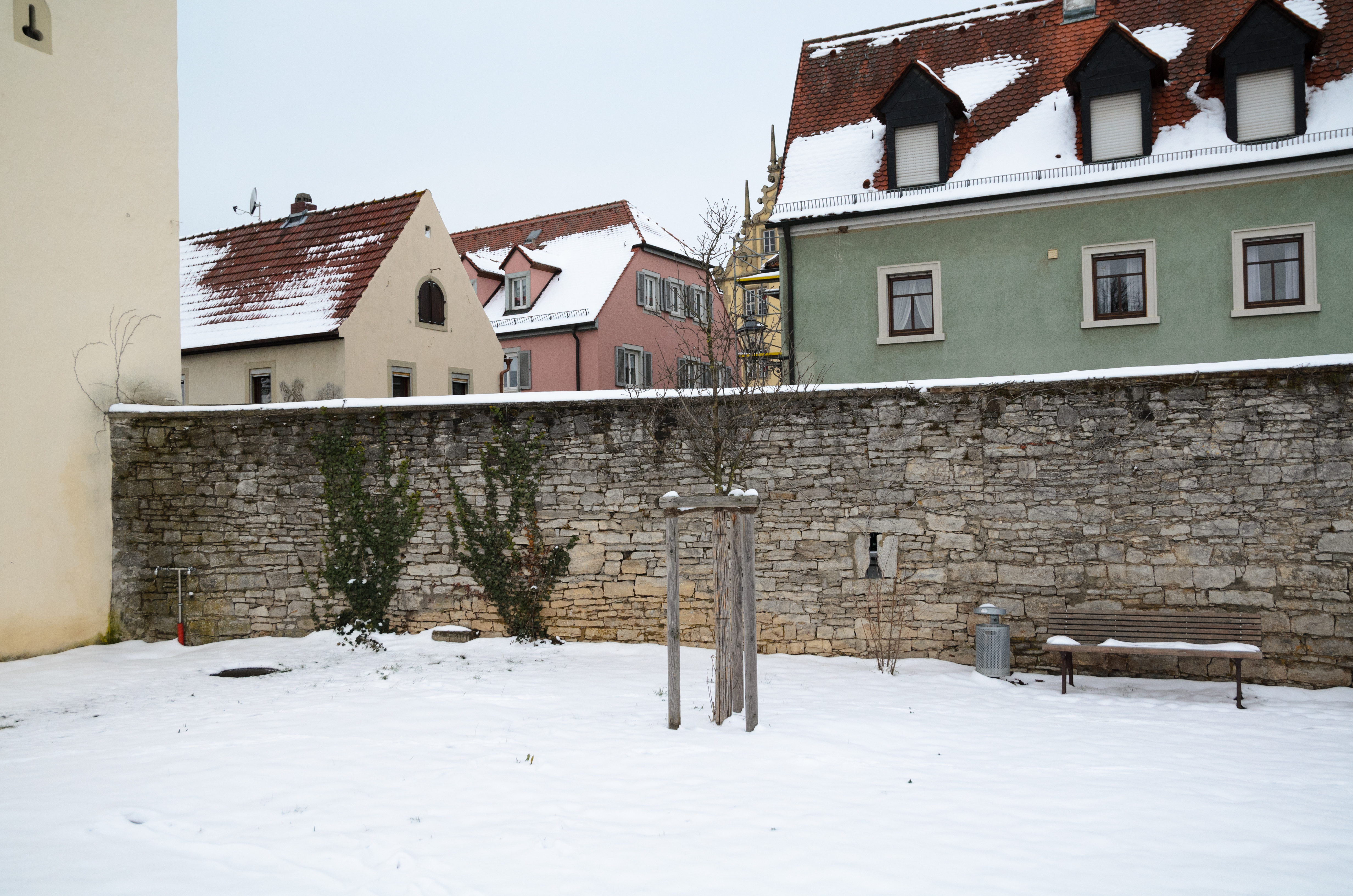
Ortsmauer bei Maingasse 16 weitere Bilder
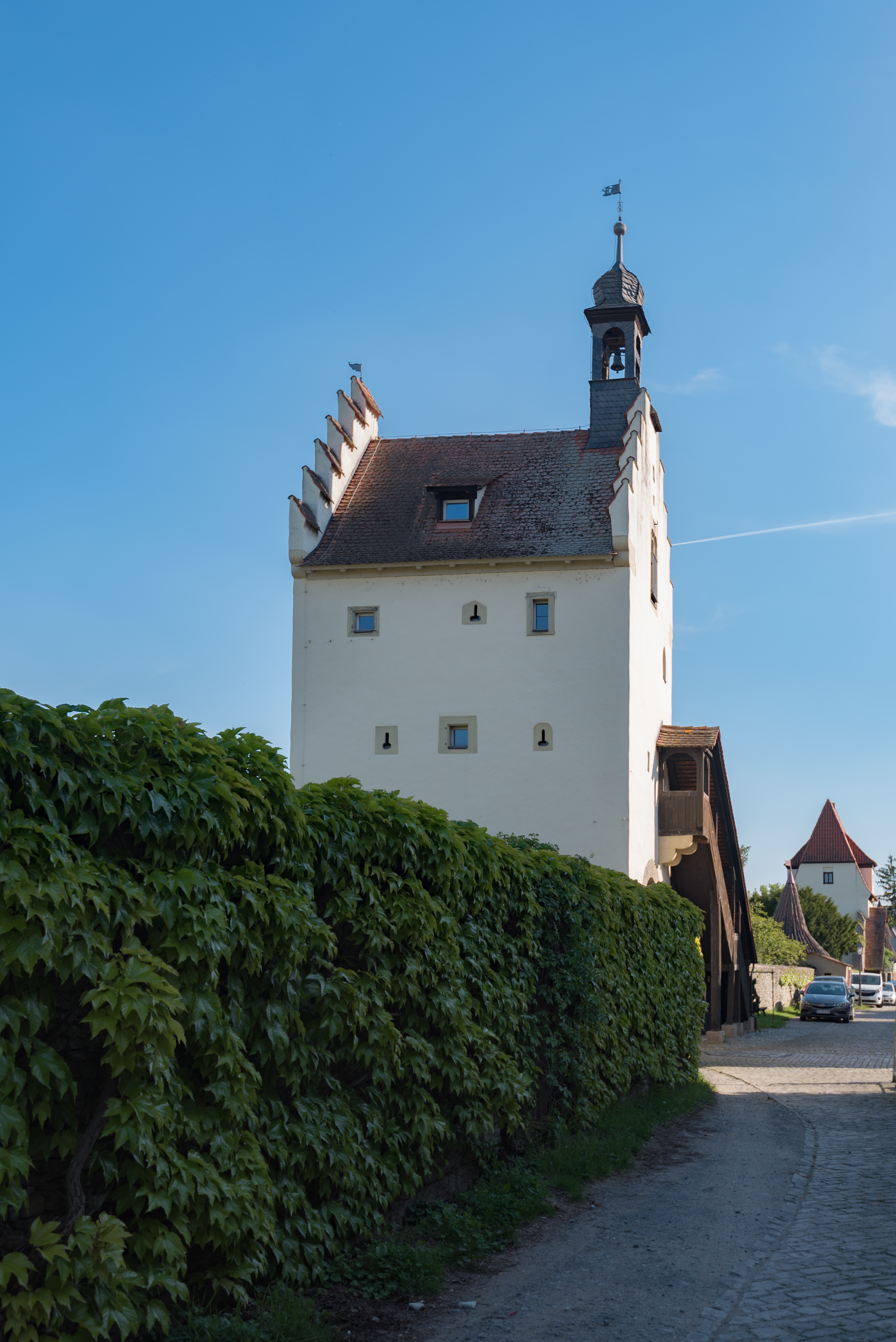
Oberes Maintor, von Norden weitere Bilder
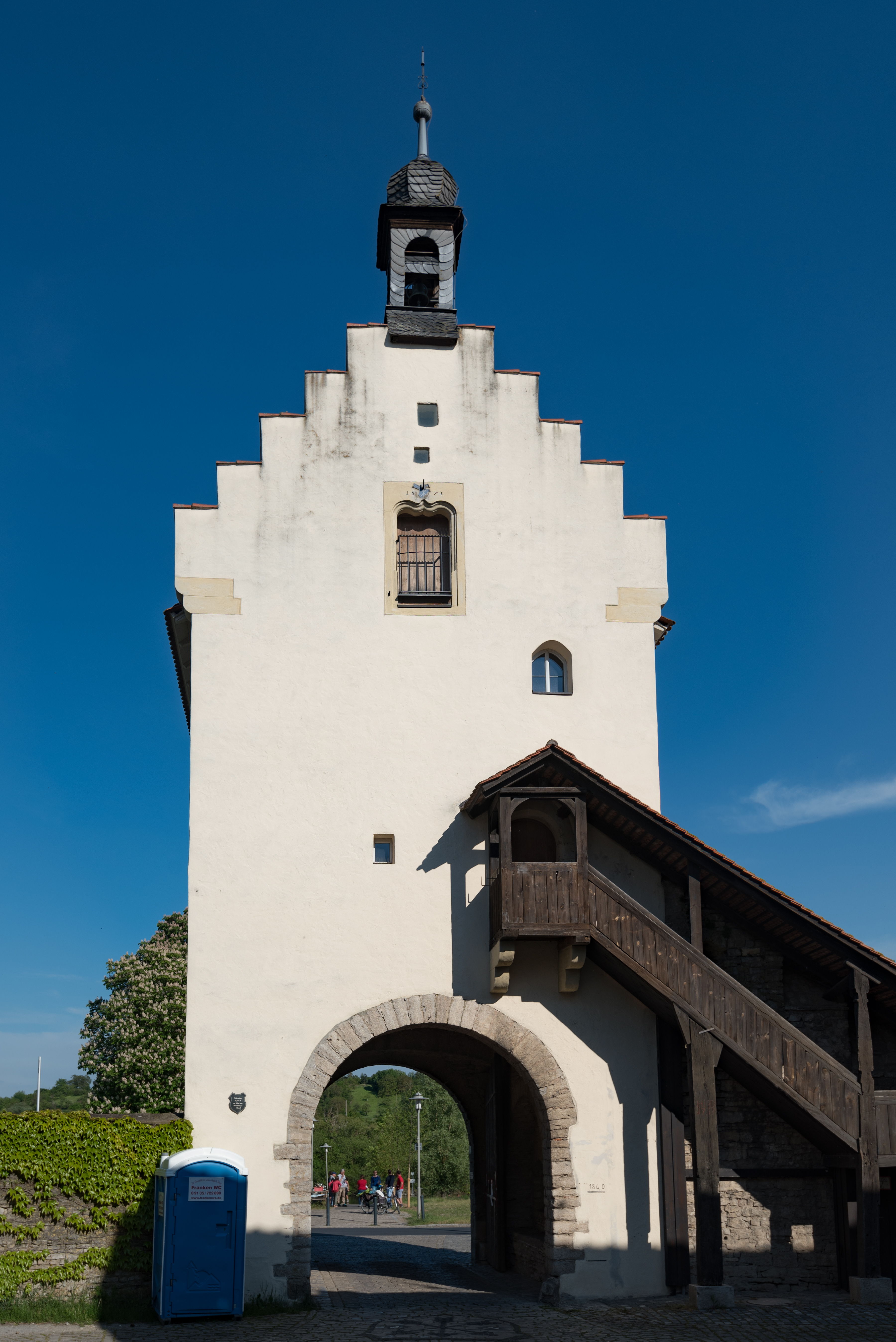
Oberes Maintor, von Westen weitere Bilder
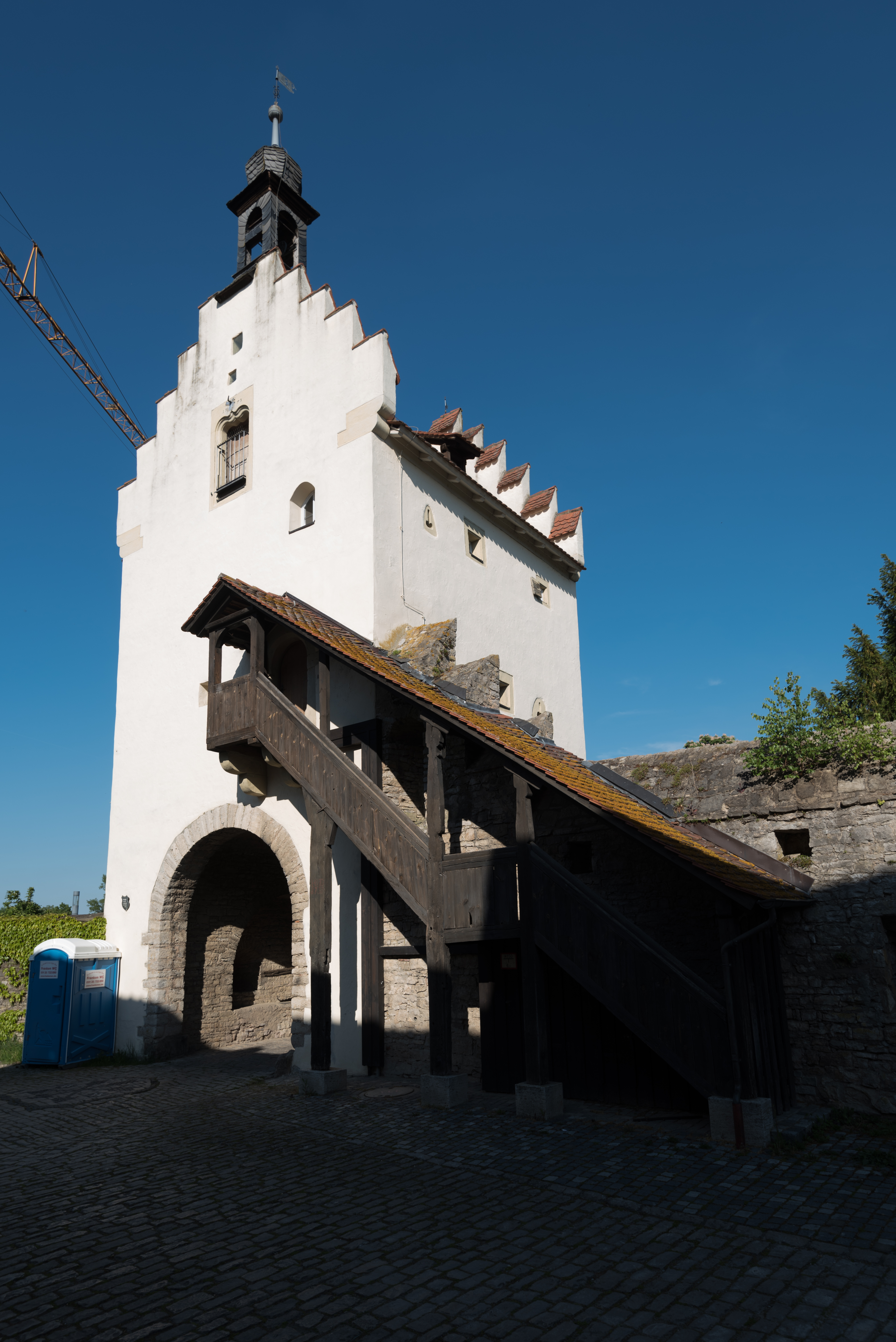
Oberes Maintor, Treppenaufgang weitere Bilder
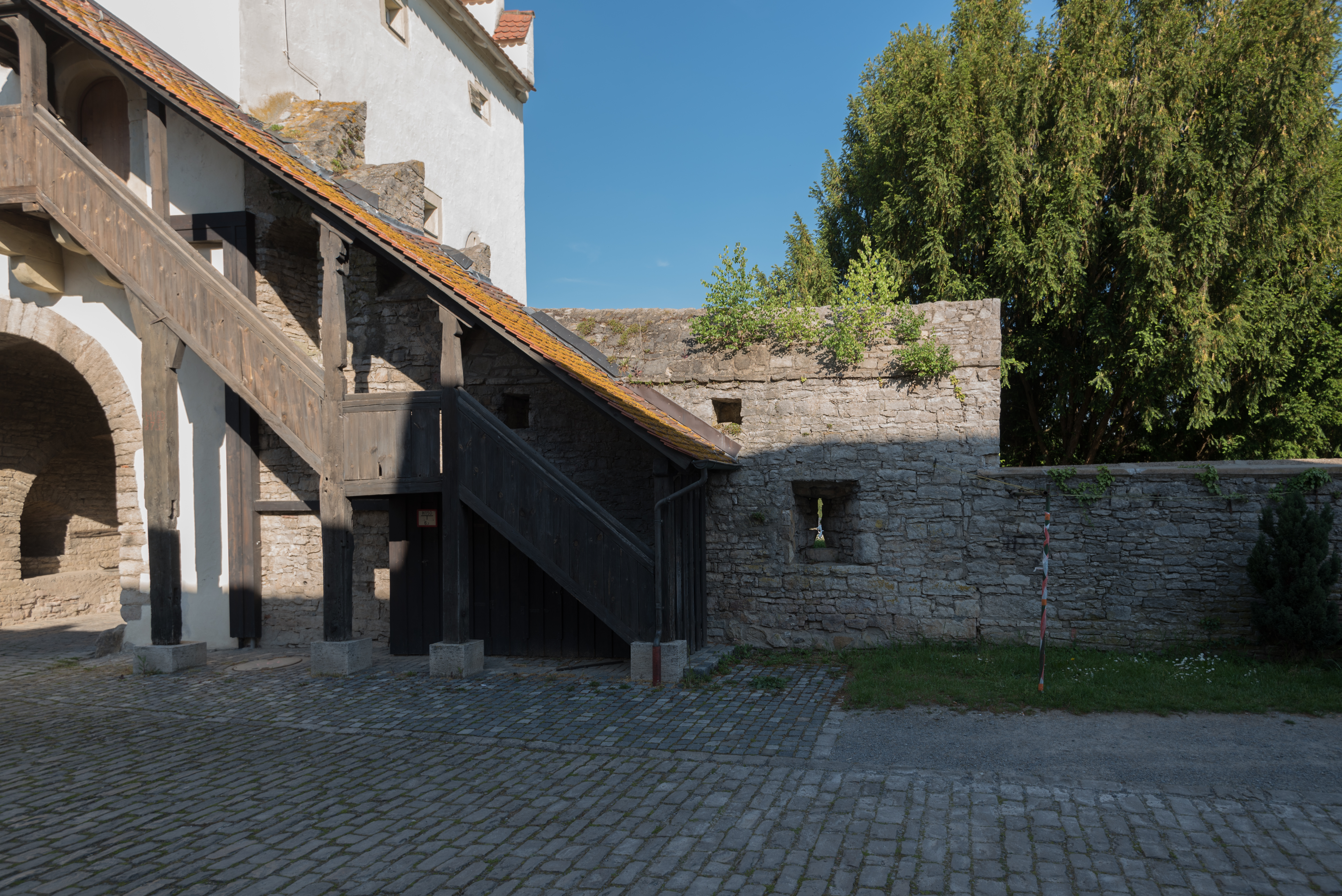
Oberes Maintor, Treppenaufgang weitere Bilder
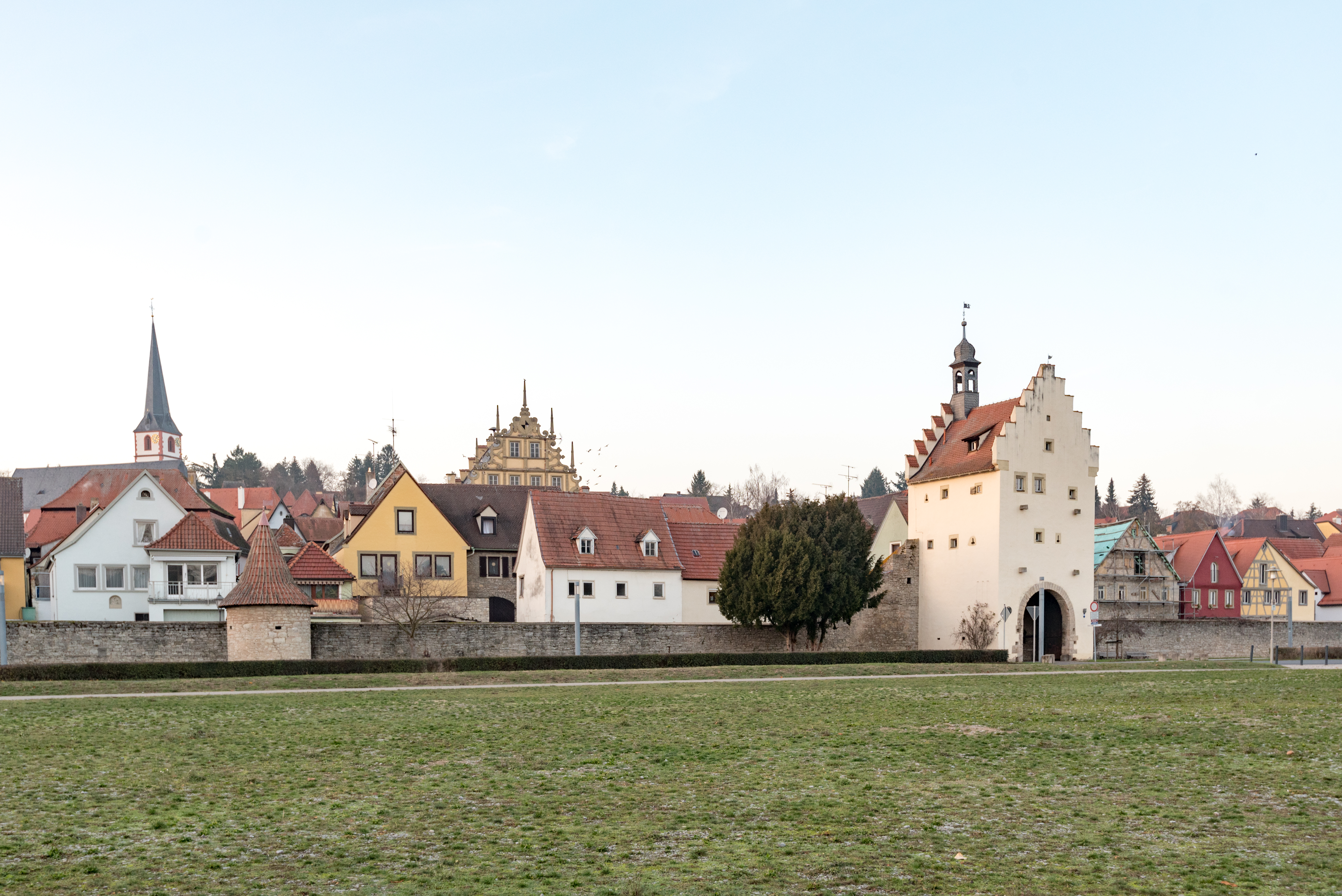
Ortsmauer zwischen Maintor und Friesentor weitere Bilder
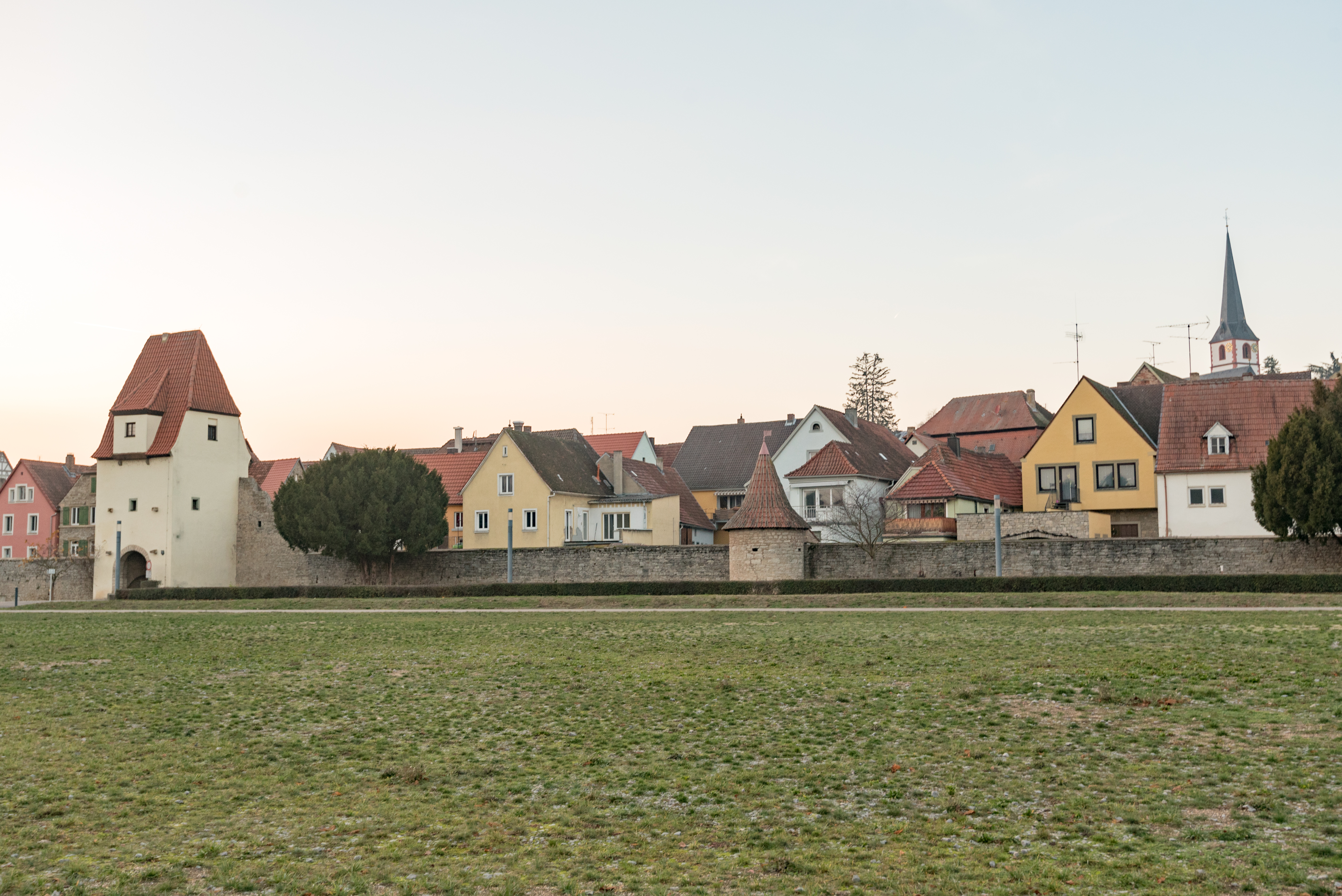
Ortsmauer zwischen Maintor und Friesentor weitere Bilder
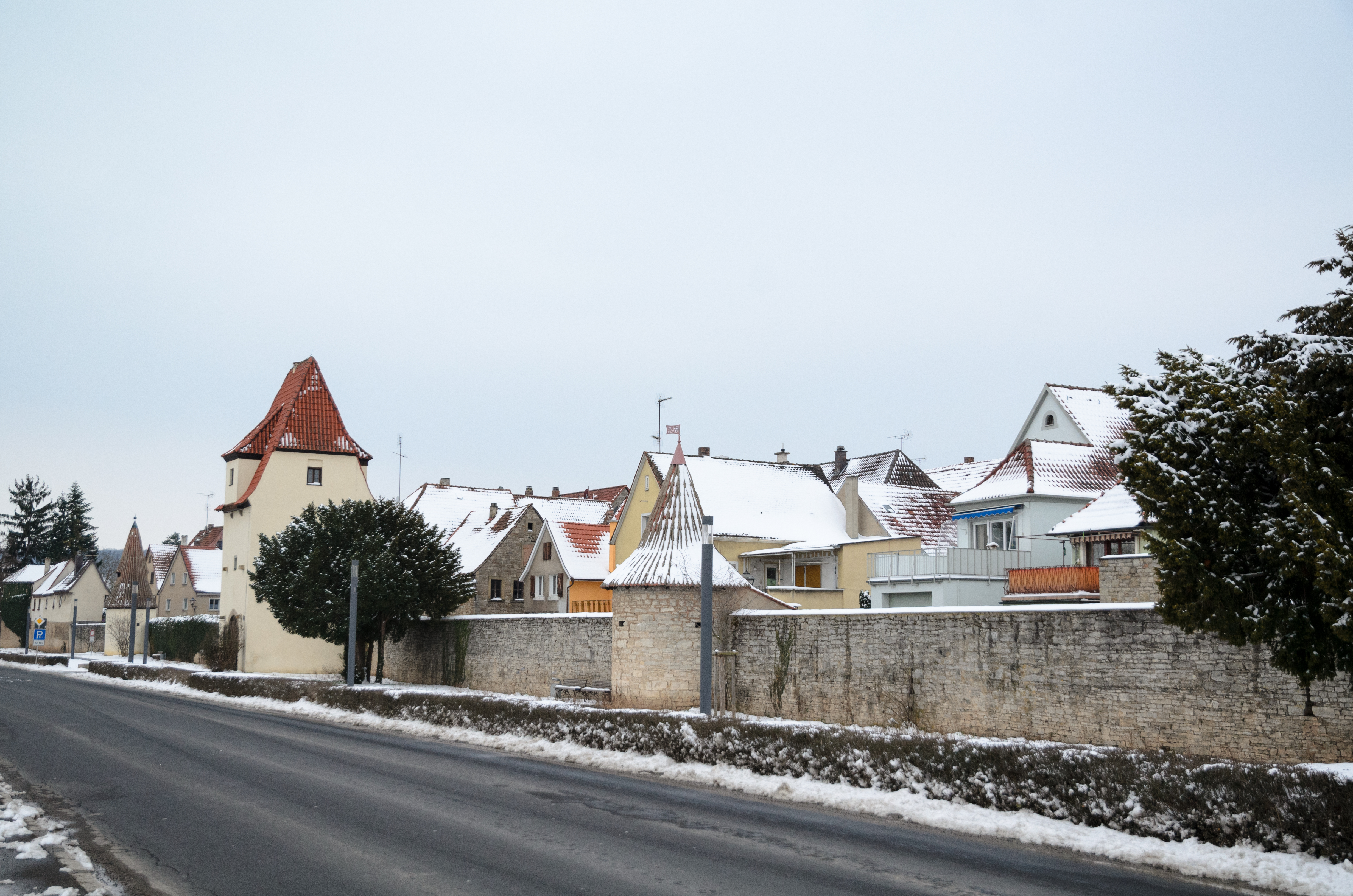
Ortsmauer zwischen Maintor und Friesentor weitere Bilder
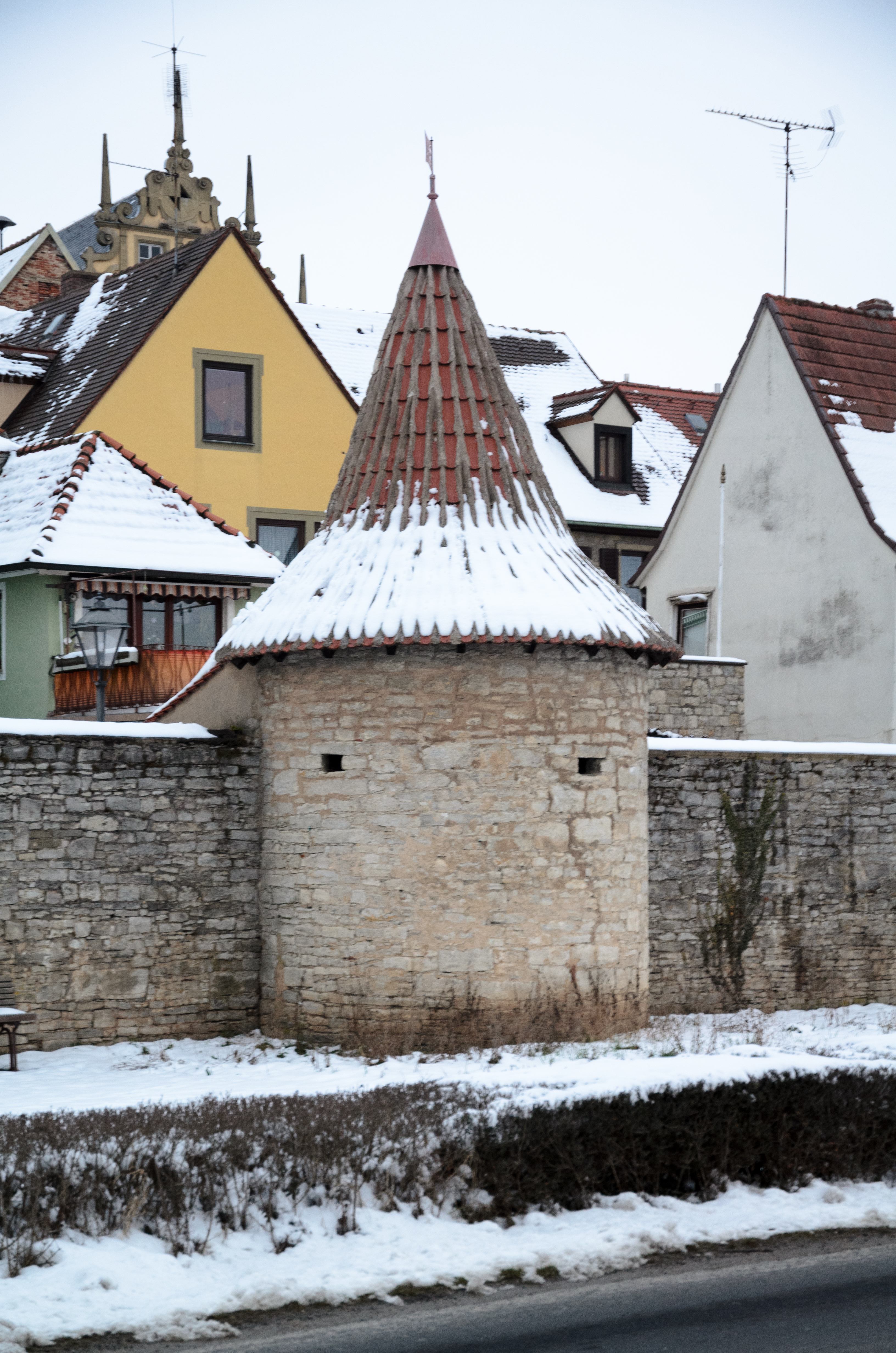
Turmstumpf Maingasse 11a weitere Bilder
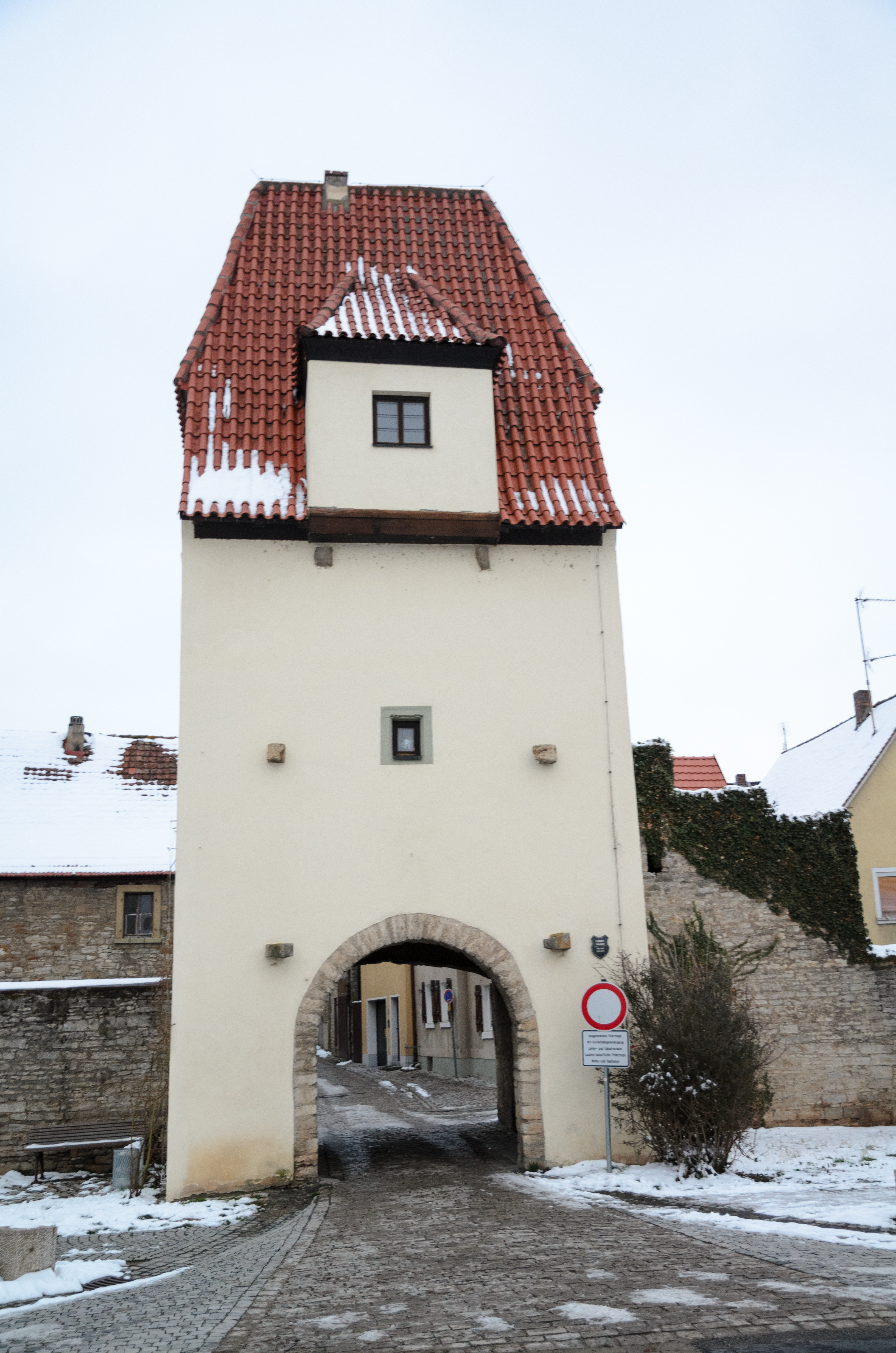
Friesentor weitere Bilder
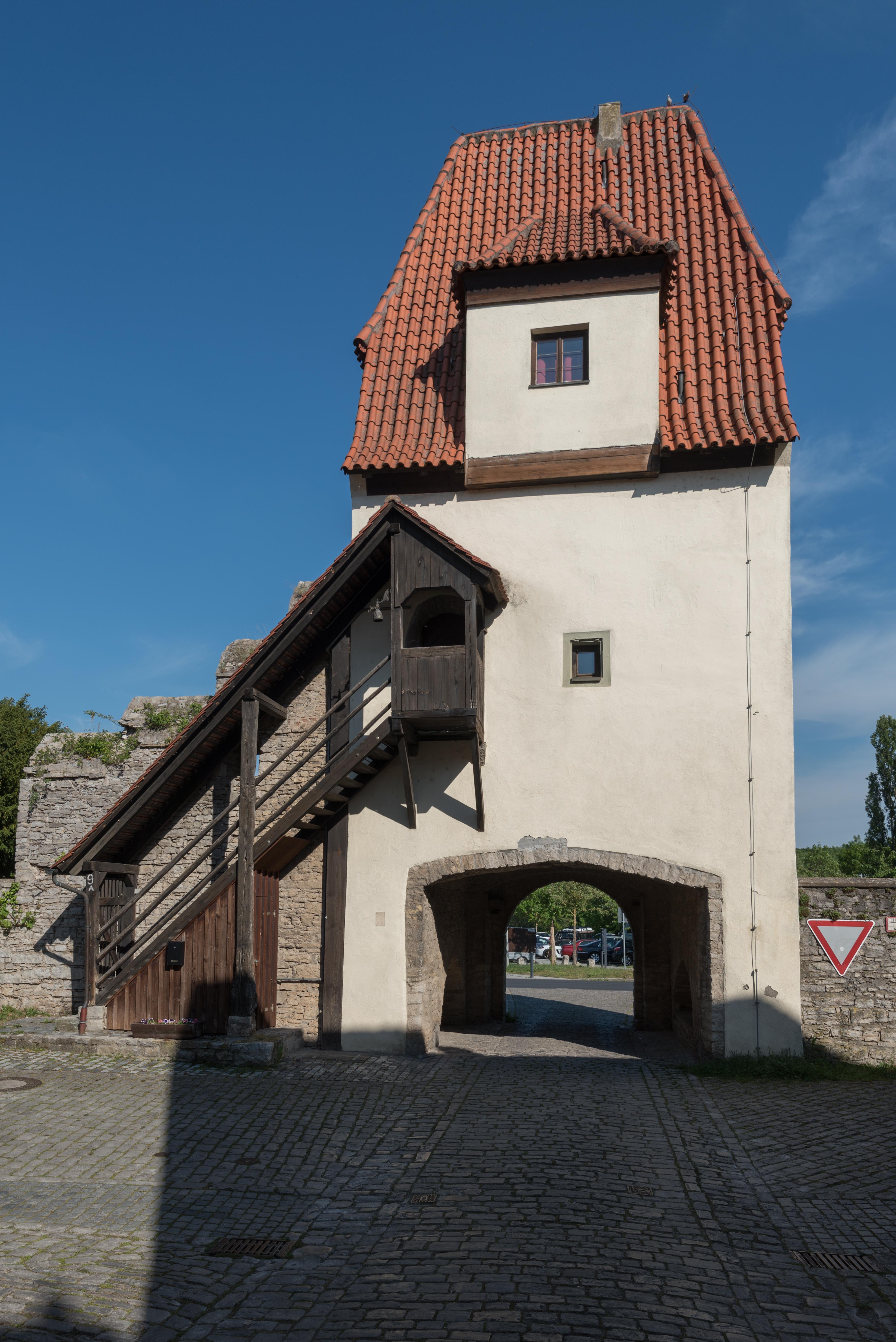
Friesentor weitere Bilder
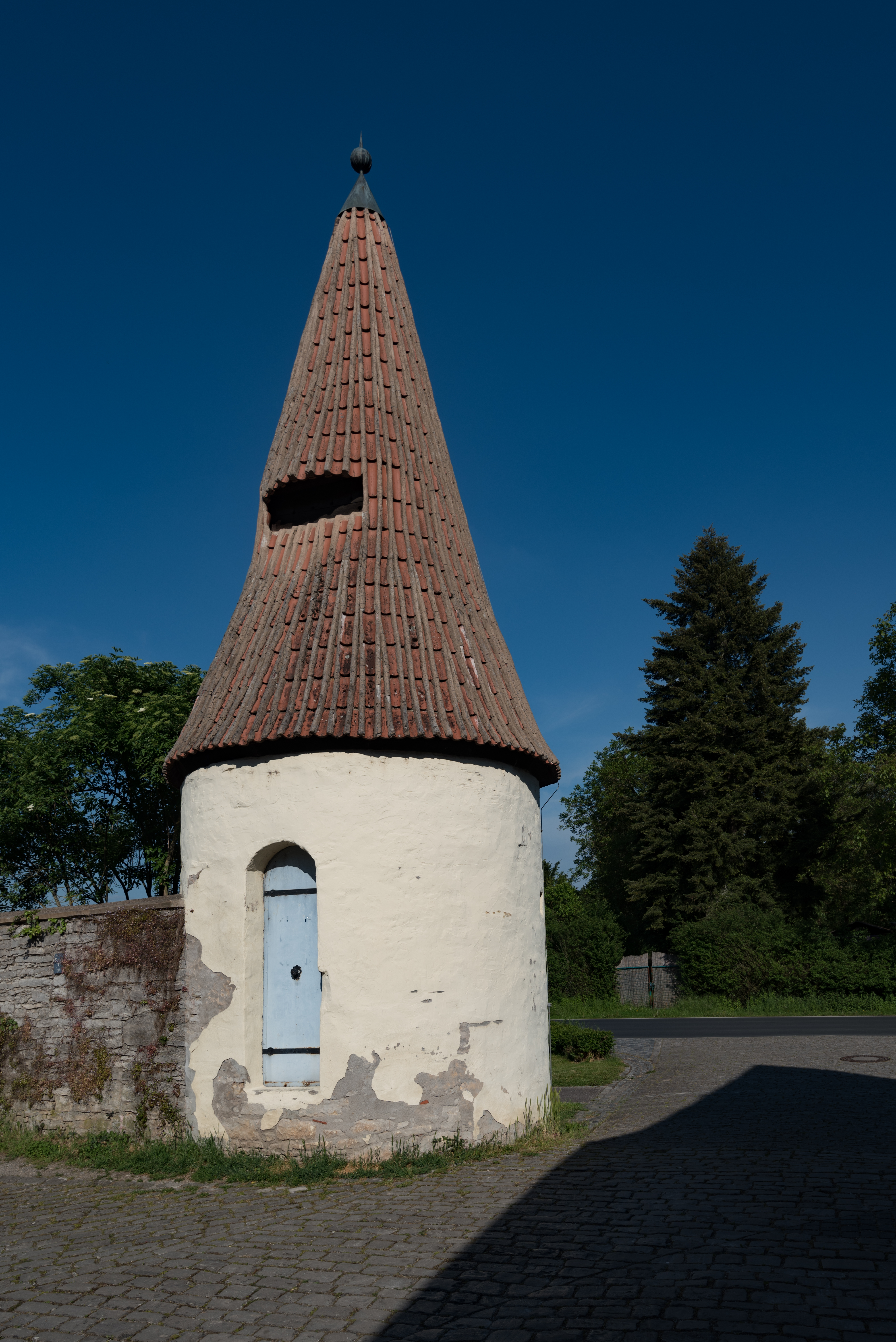
Befestigungsturm Maingasse 5a weitere Bilder
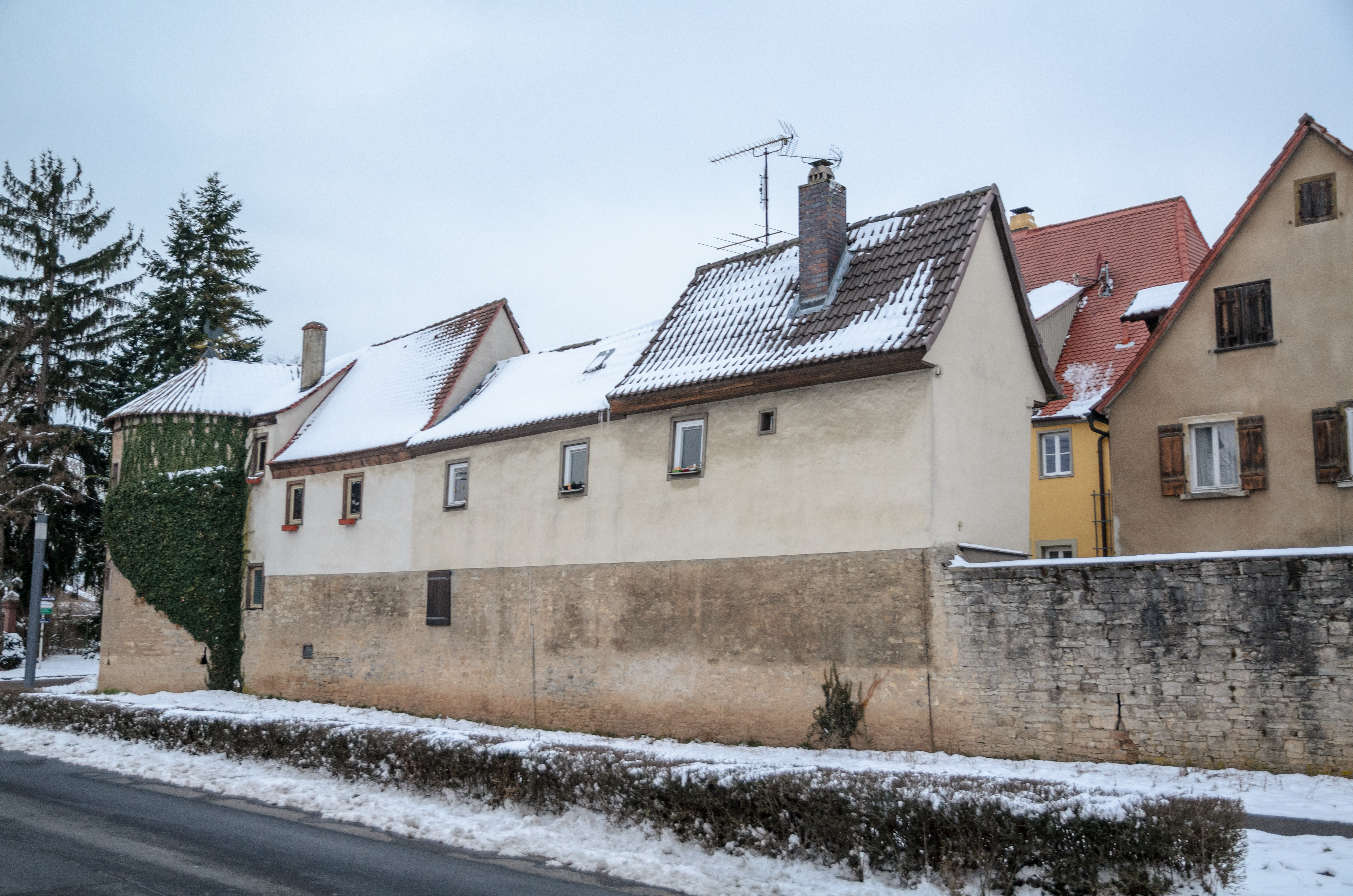
Ortsmauer bei Maingasse 4 und 5 weitere Bilder
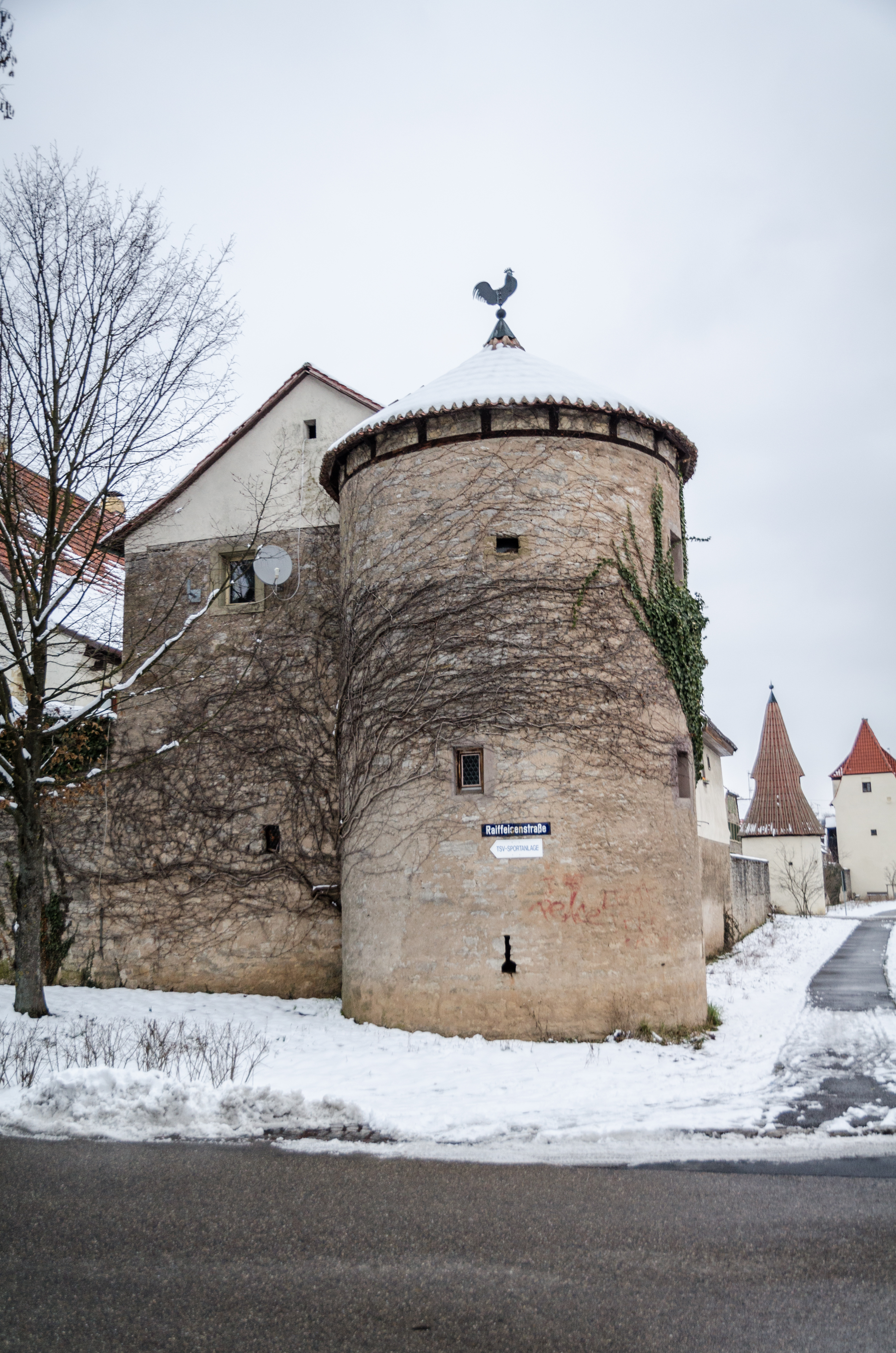
Befestigungsturm Maingasse 4 weitere Bilder
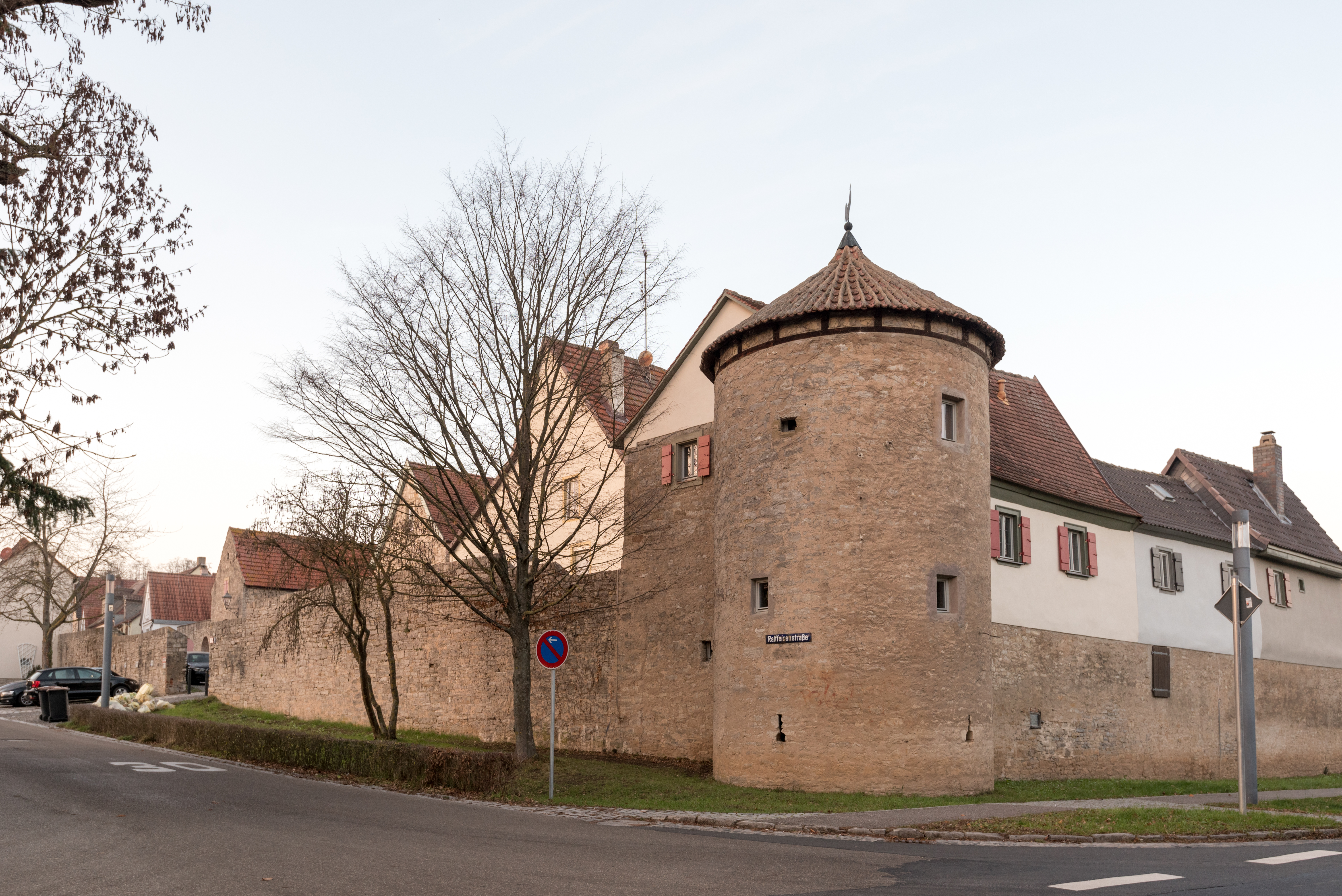
Befestigungsturm Maingasse 4 weitere Bilder

- Peuntgraben: Ortsmauer, entlang des Straßenzugs, 15./16. Jahrhundert (Lage)
- Peuntgraben 1: Ortsmauer, 15./16. Jahrhundert (Lage)
- Peuntgraben 1: Eingebauter runder Turmstumpf, 15./16. Jahrhundert (Lage)
- Peuntgraben 3: Ortsmauer, 15./16. Jahrhundert (Lage)
- Peuntgraben 5: Russentürmle, runder Befestigungsturm, zum Wohnturm ausgebaut, 15./16. Jahrhundert (Lage)
- Peuntgraben 7: Ortsmauer, 15./16. Jahrhundert (Lage)
- Peuntgraben 9: Befestigungsturm, über polygonalem Grundriss mit gebrochenem Kegeldach und Zwerchhäusern, zum Wohnturm ausgebaut, 15./16. Jahrhundert(Lage)
- Peuntgraben 11: Ortsmauer, 15./16. Jahrhundert (Lage)
- Peuntgraben 15: Ortsmauer, 15./16. Jahrhundert (Lage)
- Graben West 1: Erlacher Tor, Torturm, 15./16. Jahrhundert (Lage)
- Graben West: Ortsmauer entlang des Straßenzugs, 15./16. Jahrhundert (Lage)
- Graben West 1: Ortsmauer, 15./16. Jahrhundert (Lage)
- Graben West 3: Jocklerturm, Rundturm der Ortsbefestigung, 15./16. Jahrhundert (Lage)
- Raiffeisenstraße 6: Befestigungsturm, Rundturm der Ortsbefestigung mit aufgesetztem Mansarddachhäuschen, 15./16. Jahrhundert (Lage)
- Graben West 7: Gefängnisturm, Rundturm der Ortsbefestigung, 15./16. Jahrhundert (Lage)
- Graben West 9: Befestigungsturm, Rundturm der Ortsbefestigung mit Kegeldach, die oberen Teile im 19. Jahrhundert ergänzt (Lage)

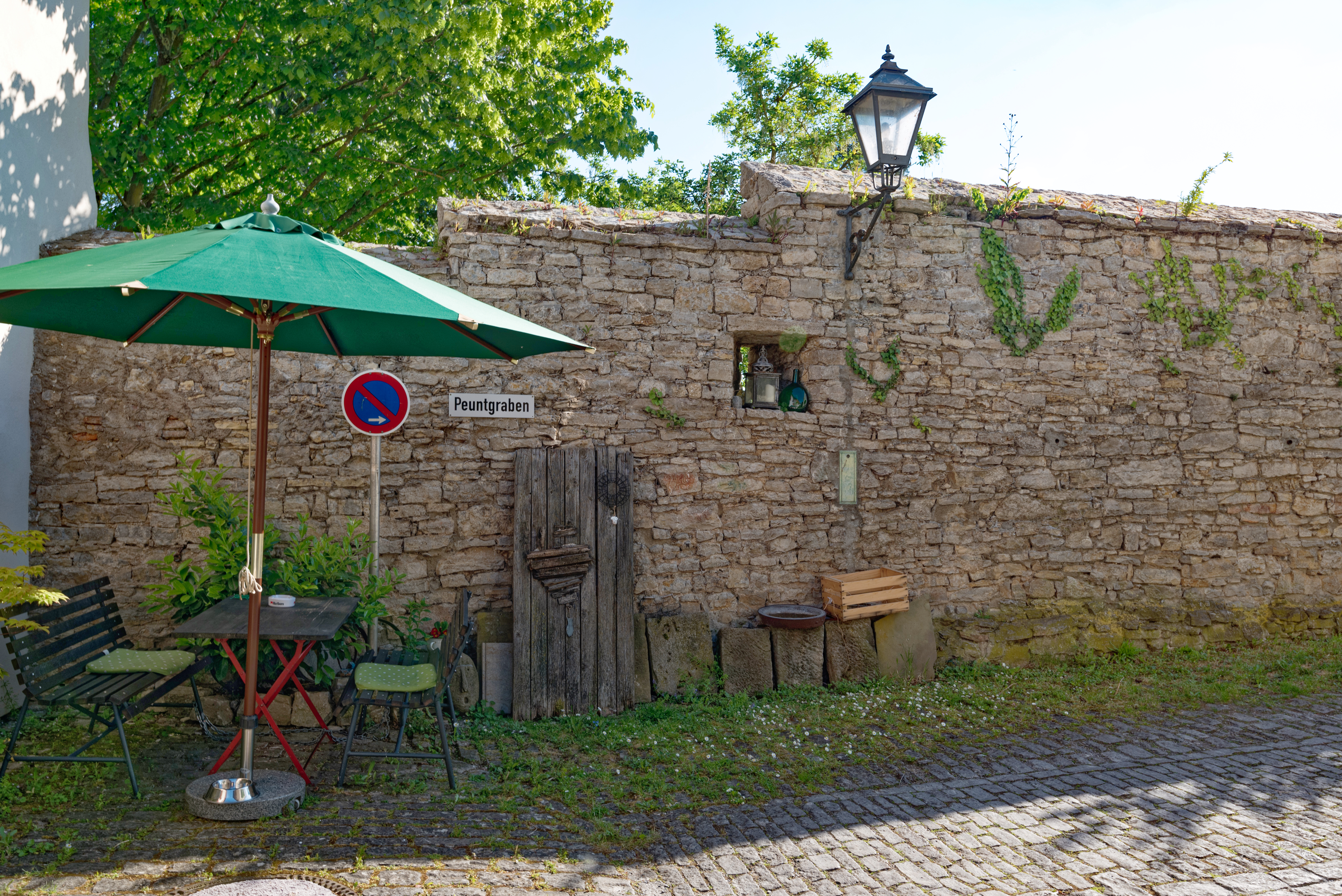
Ortsmauer westlich Maingasse 4 weitere Bilder
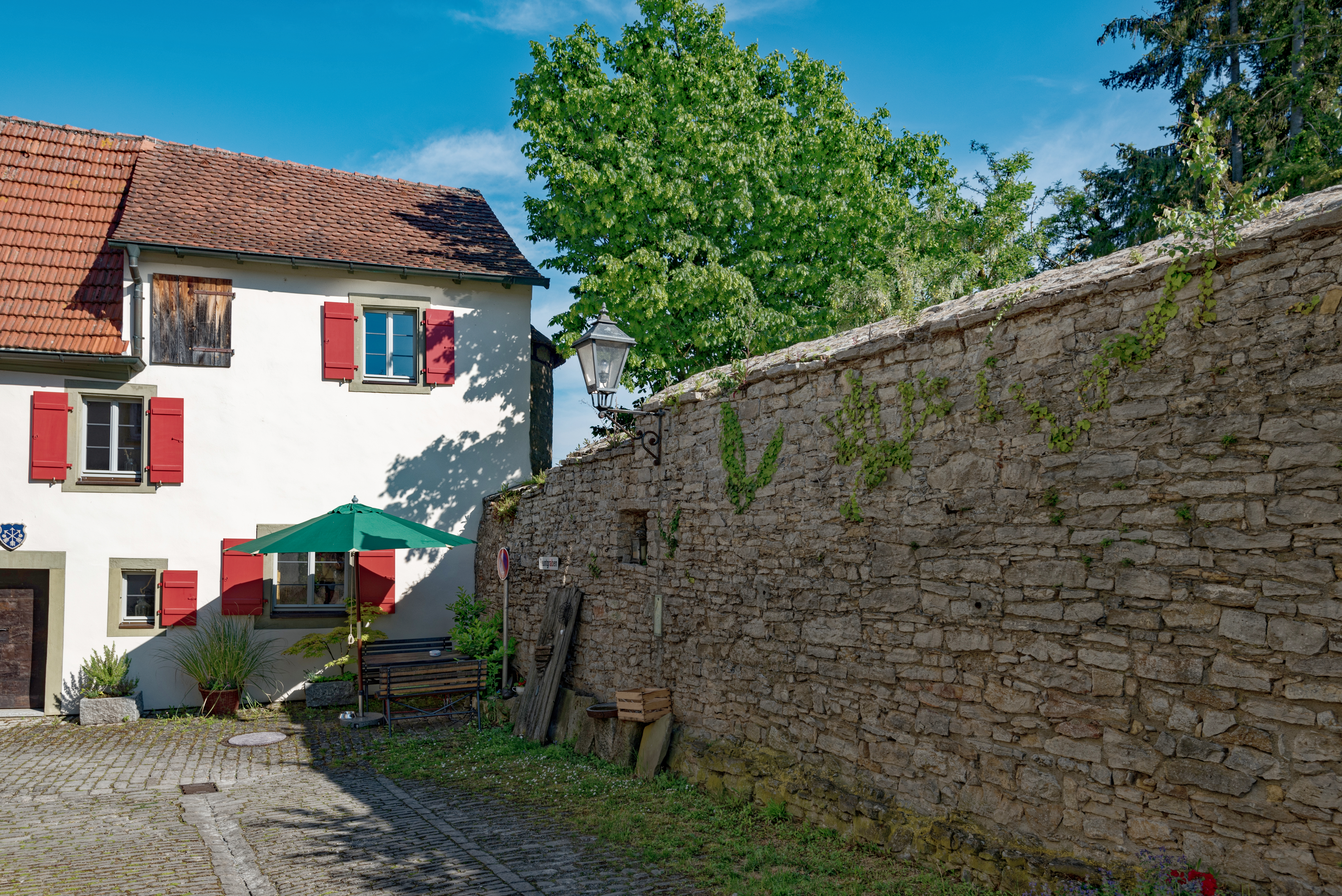
Ortsmauer westlich Maingasse 4 weitere Bilder
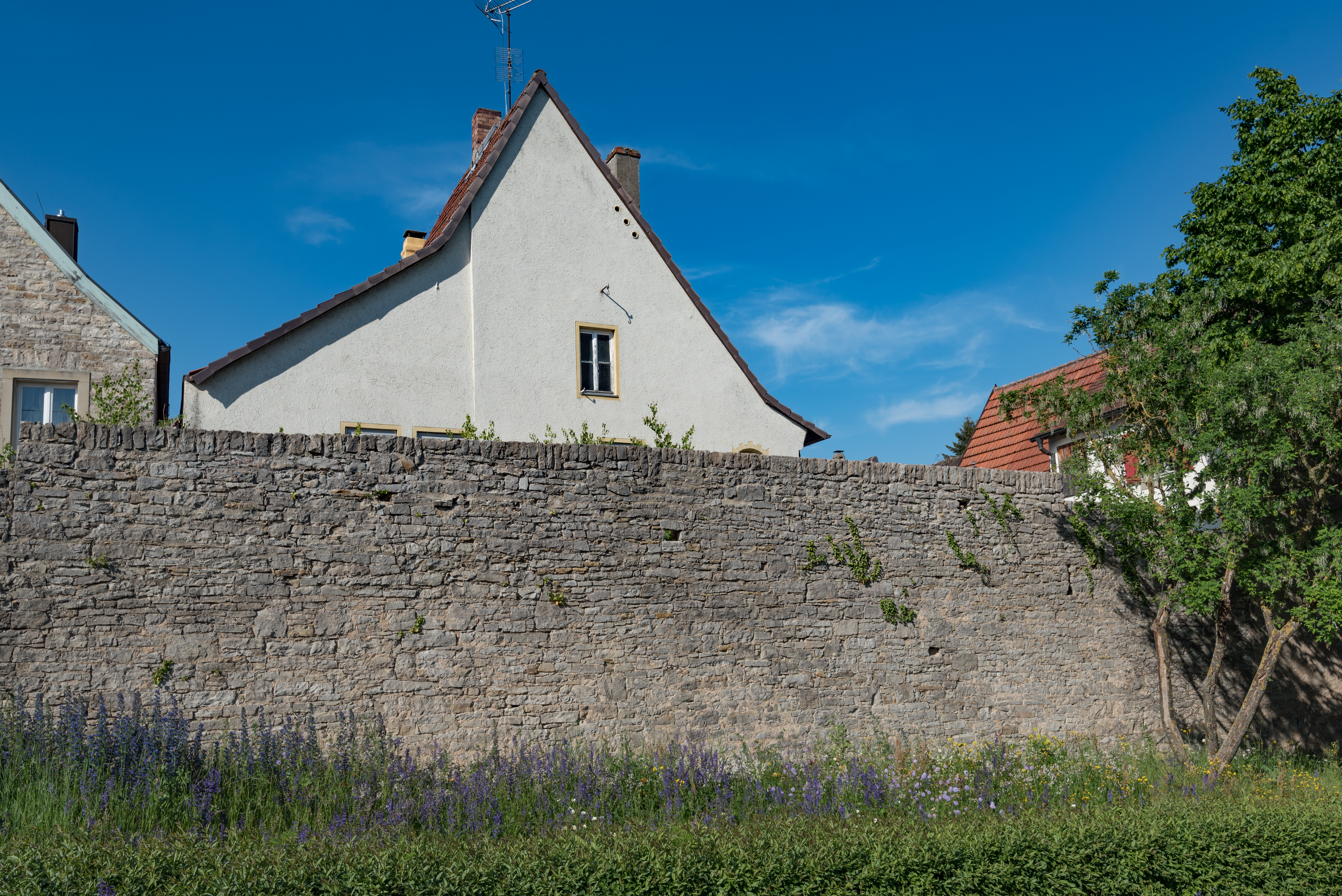
Ortsmauer gegenüber Maingasse 1 weitere Bilder
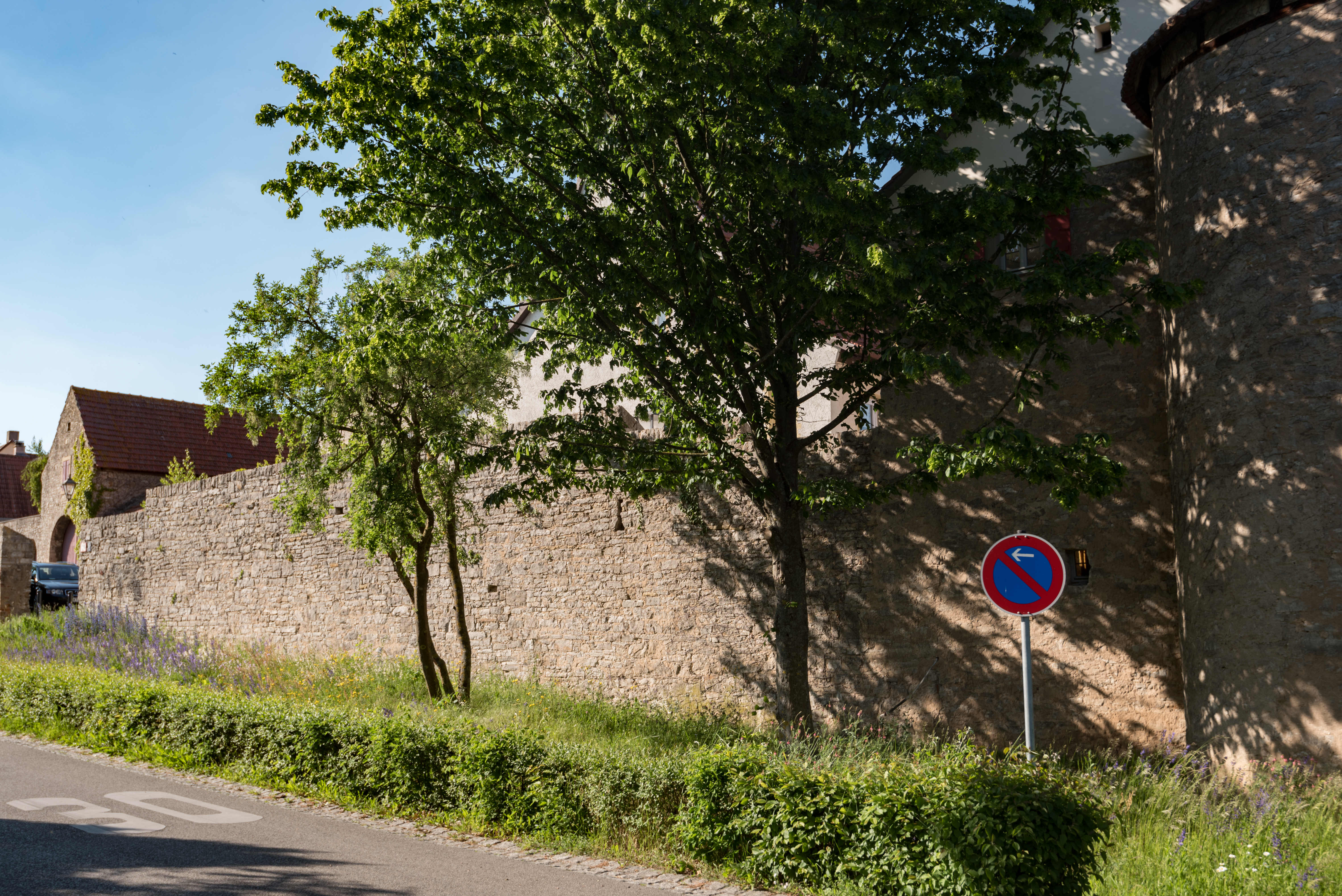
Ortsmauer gegenüber Maingasse 1 weitere Bilder
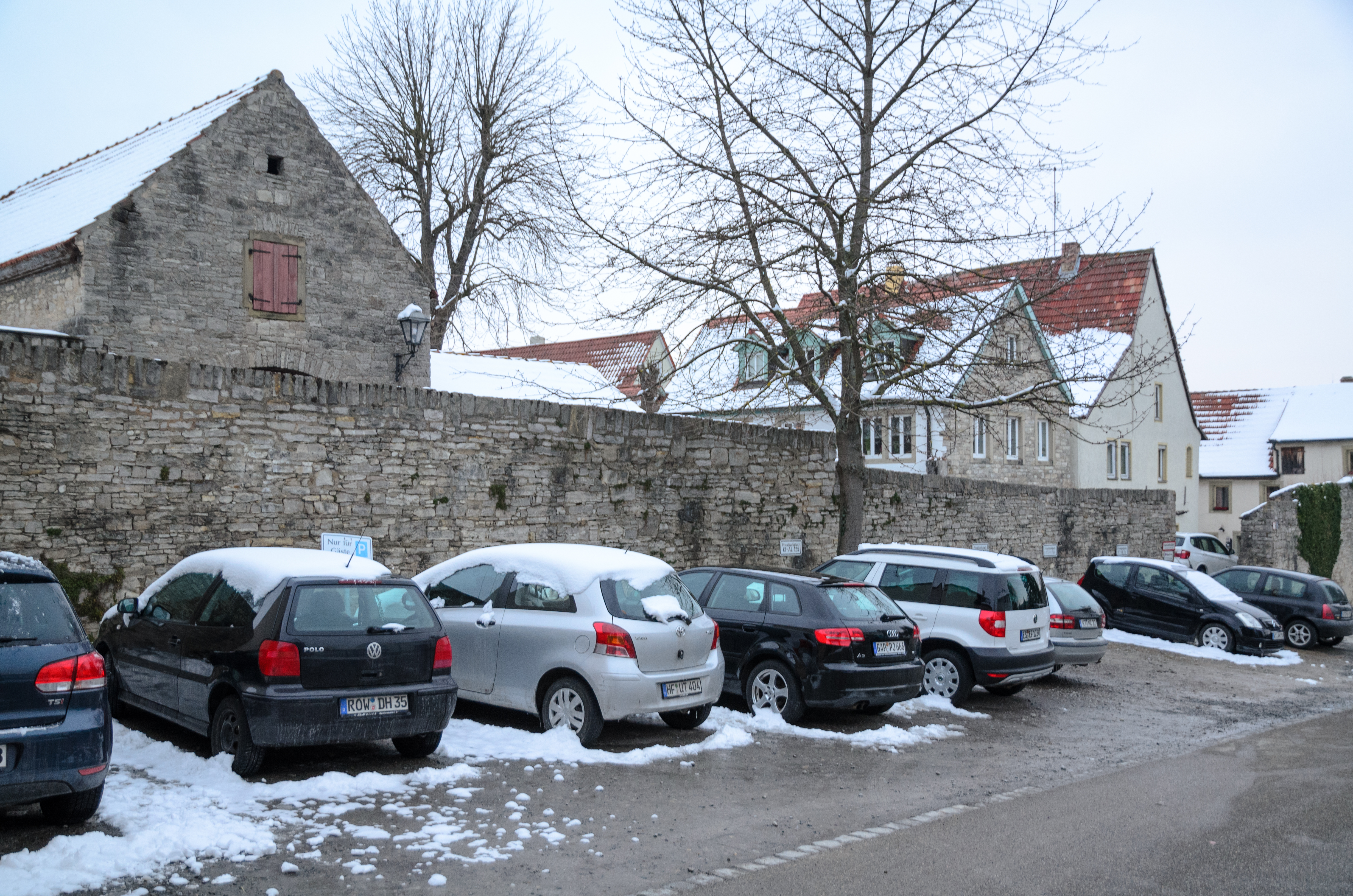
Ortsmauer östlich Peuntgraben 1 weitere Bilder
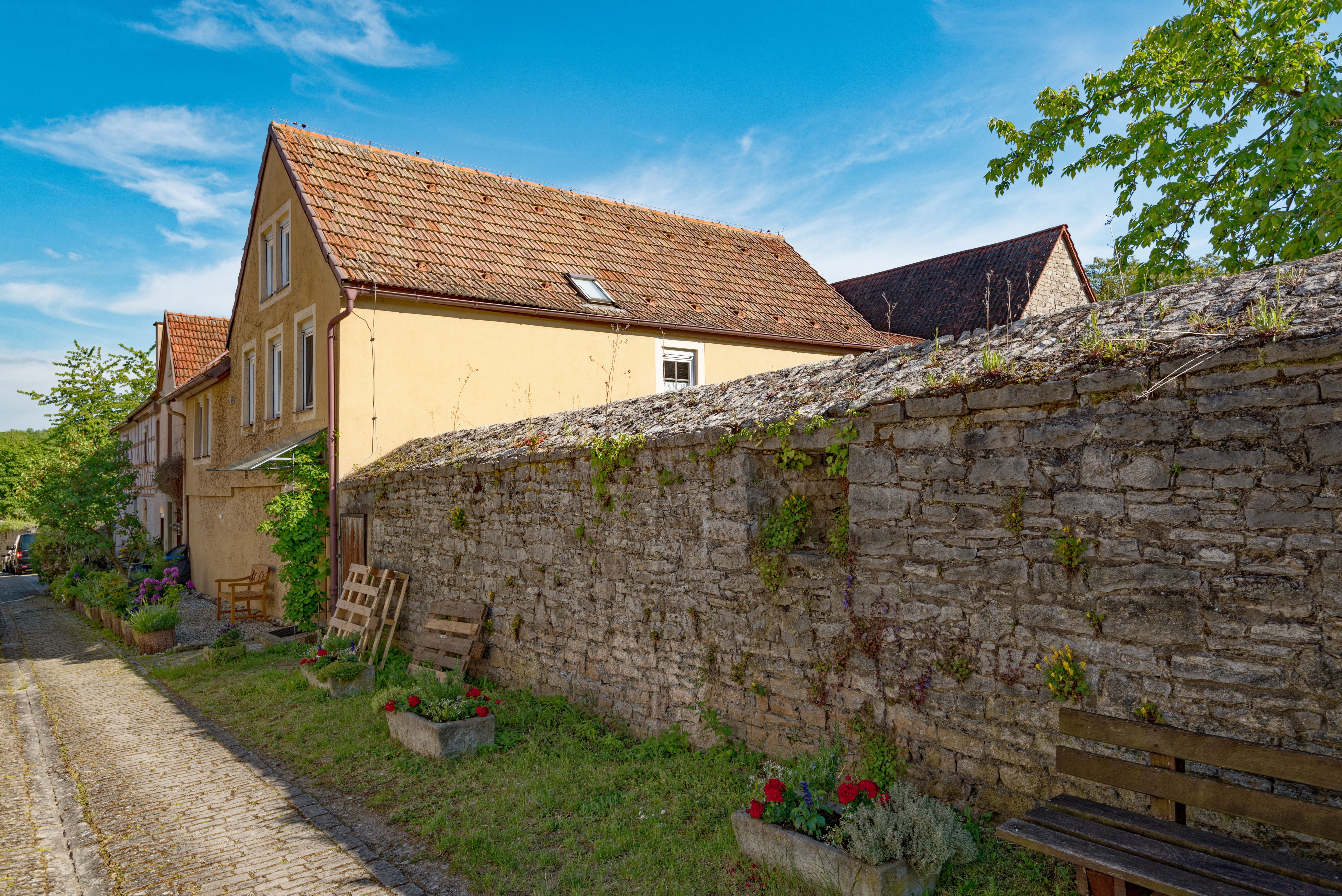
Ortsmauer westlich Peuntgraben 3 weitere Bilder
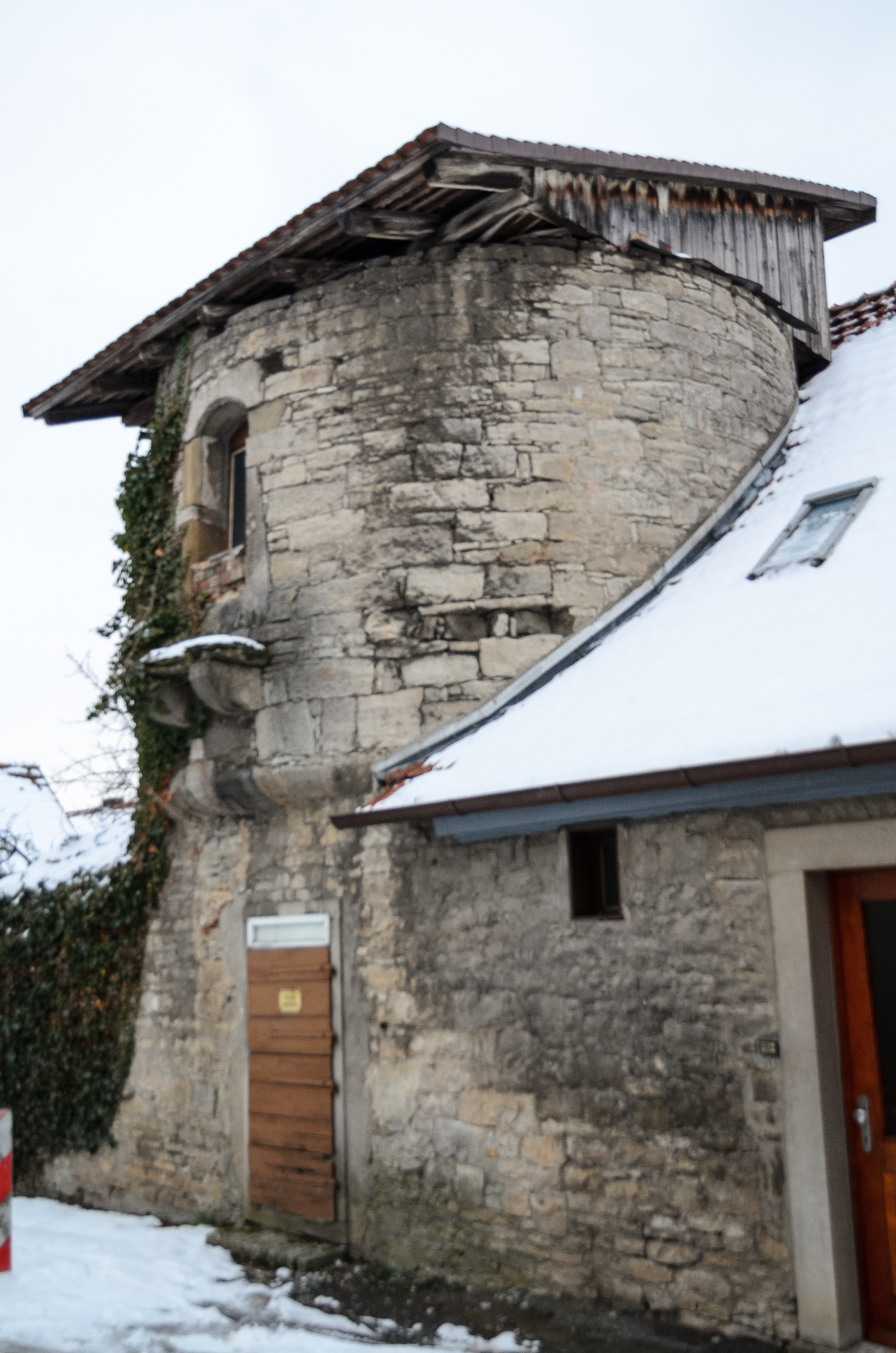
Russentürmle weitere Bilder
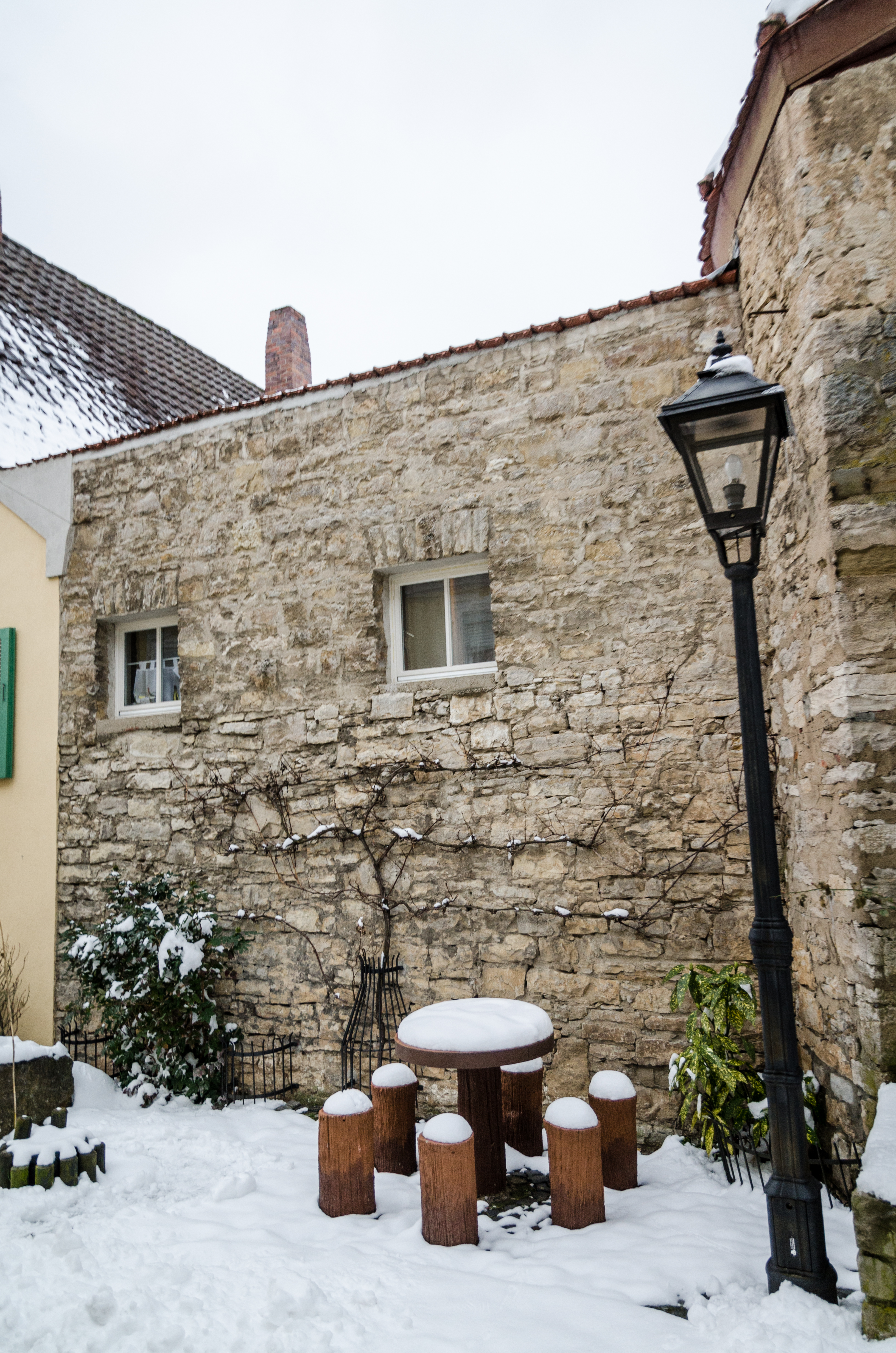
Ortsmauer Peuntgraben 7 weitere Bilder
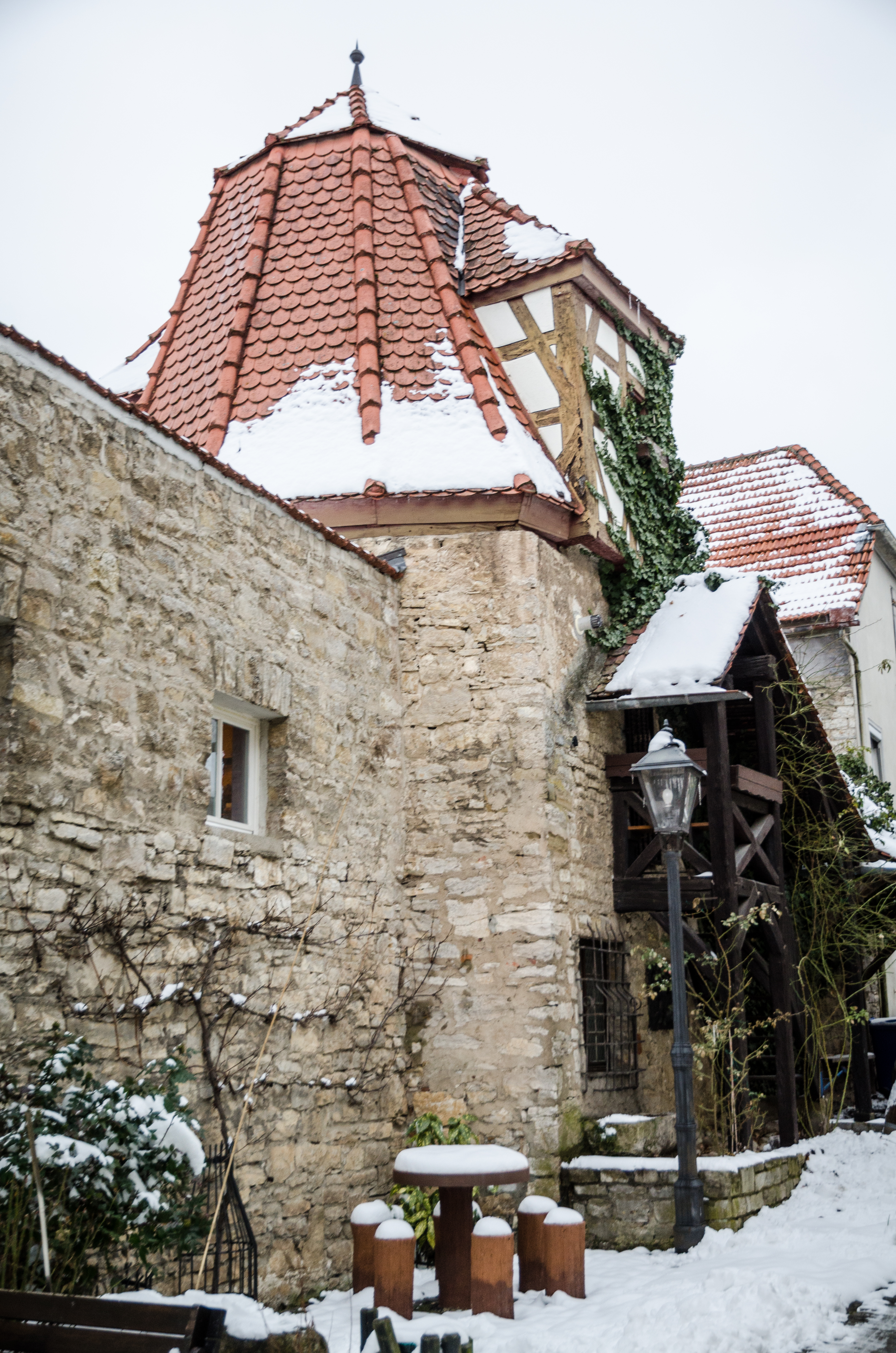
Befestigungsturm Peuntgraben 9 weitere Bilder
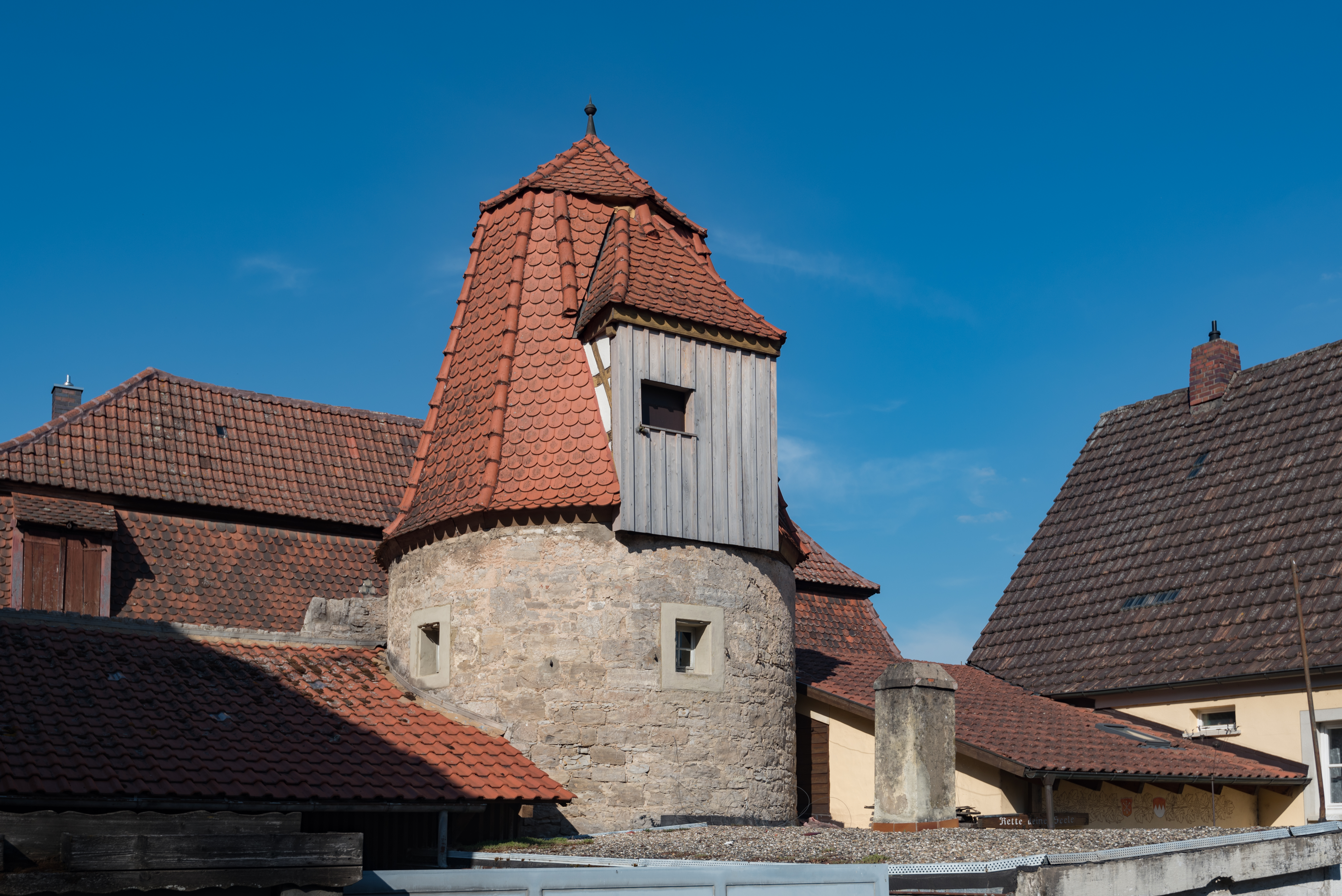
Befestigungsturm Peuntgraben 9, Feldseite weitere Bilder
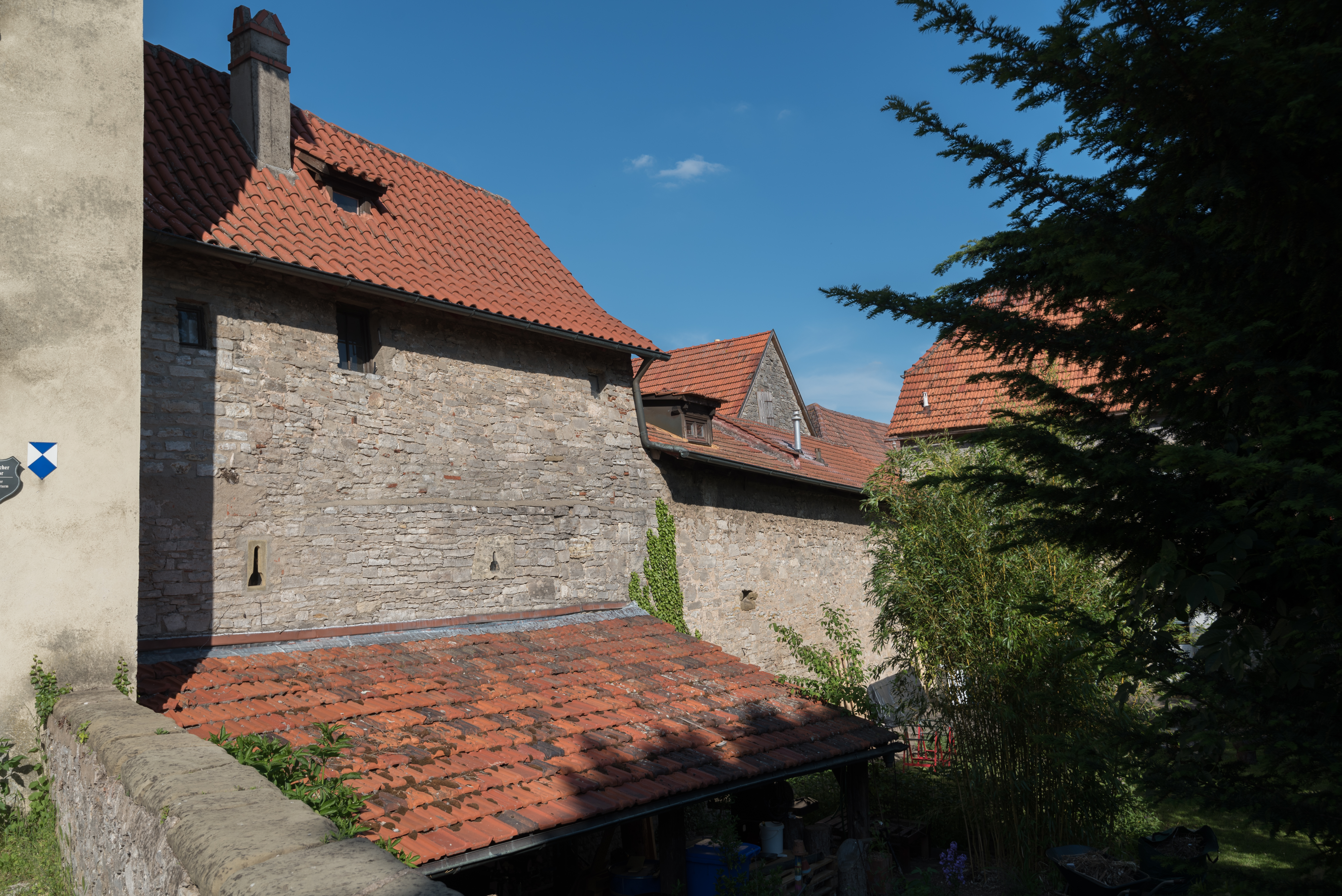
Ortsmauer Peuntgraben 15 weitere Bilder
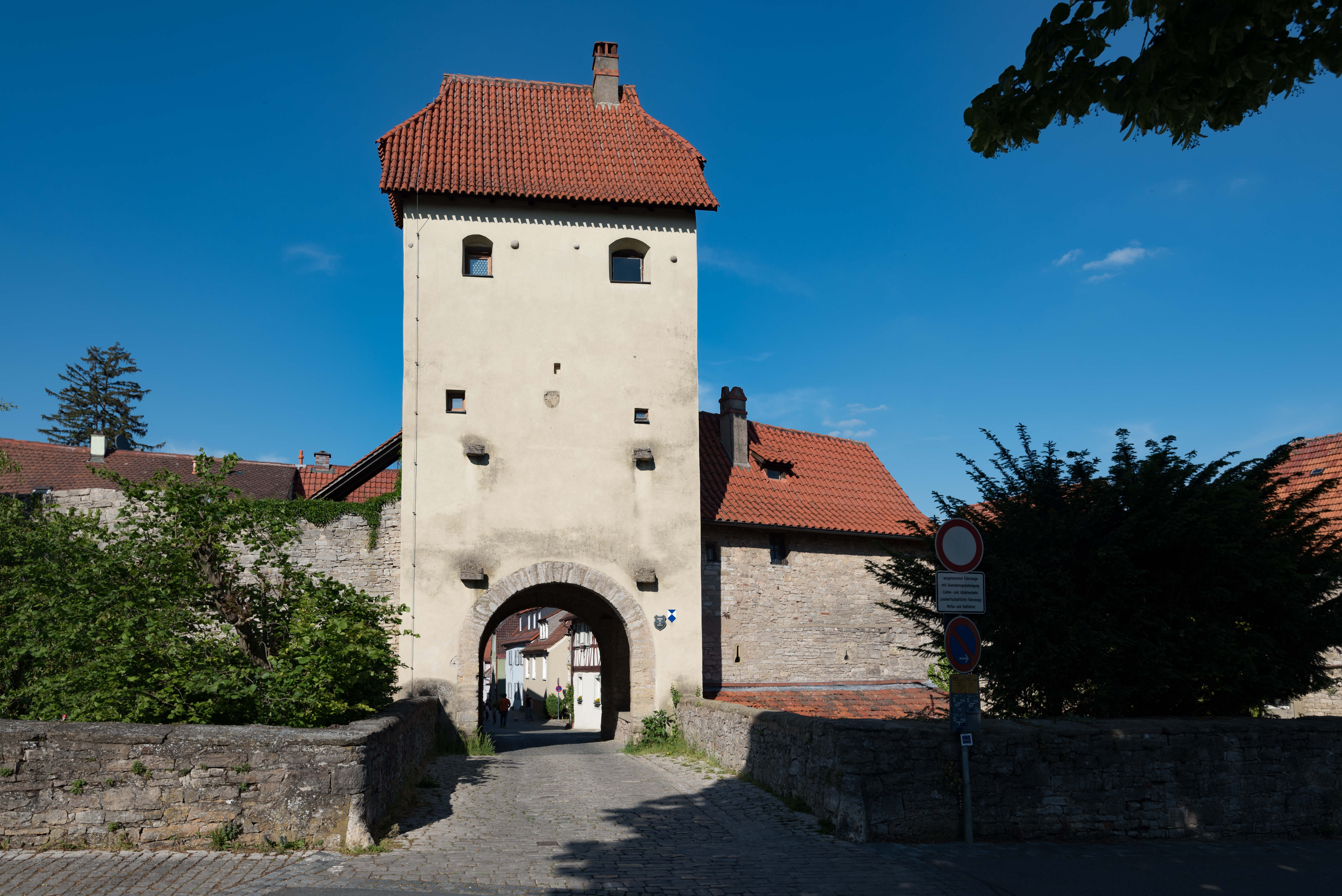
Erlacher Tor weitere Bilder
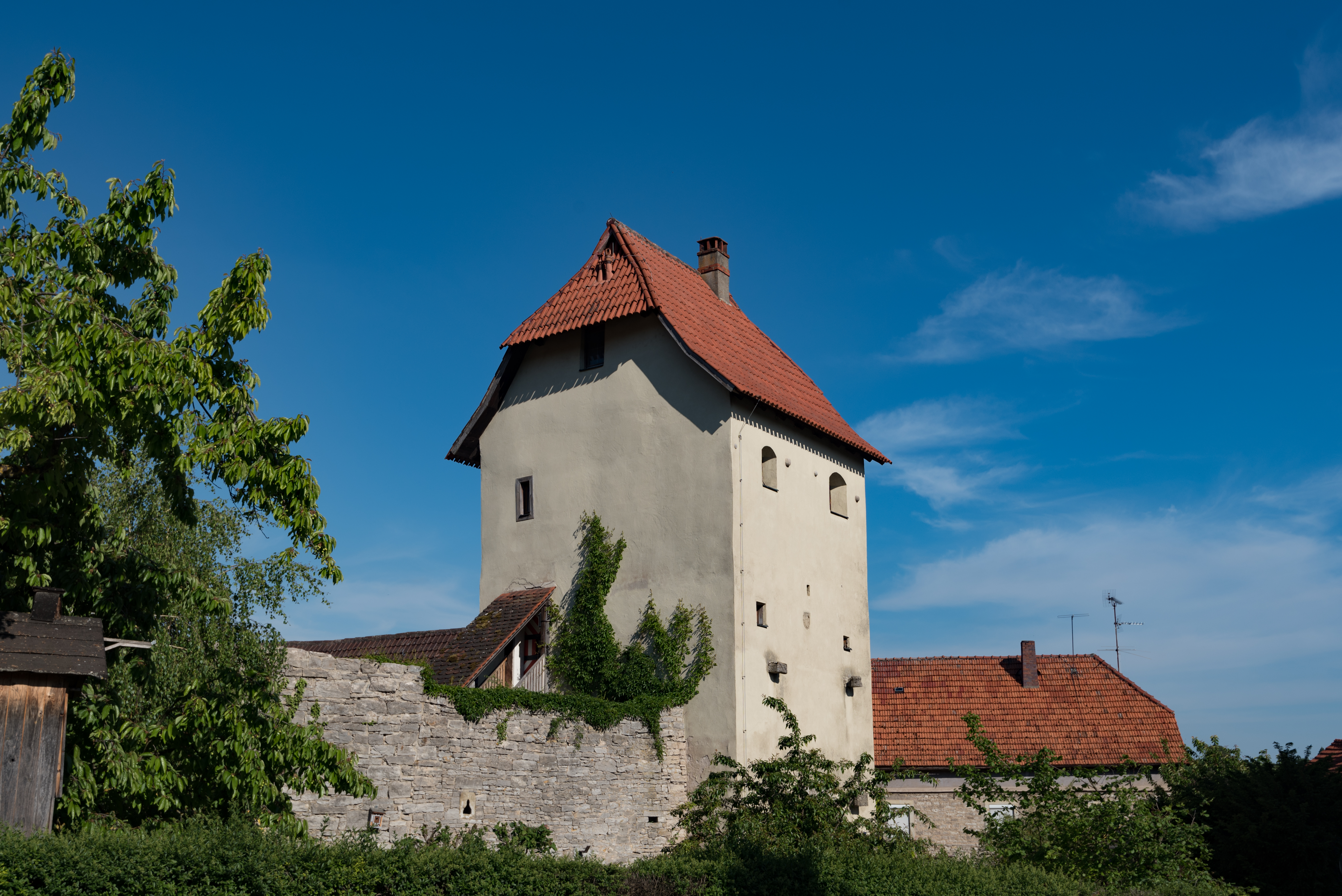
Erlacher Tor weitere Bilder
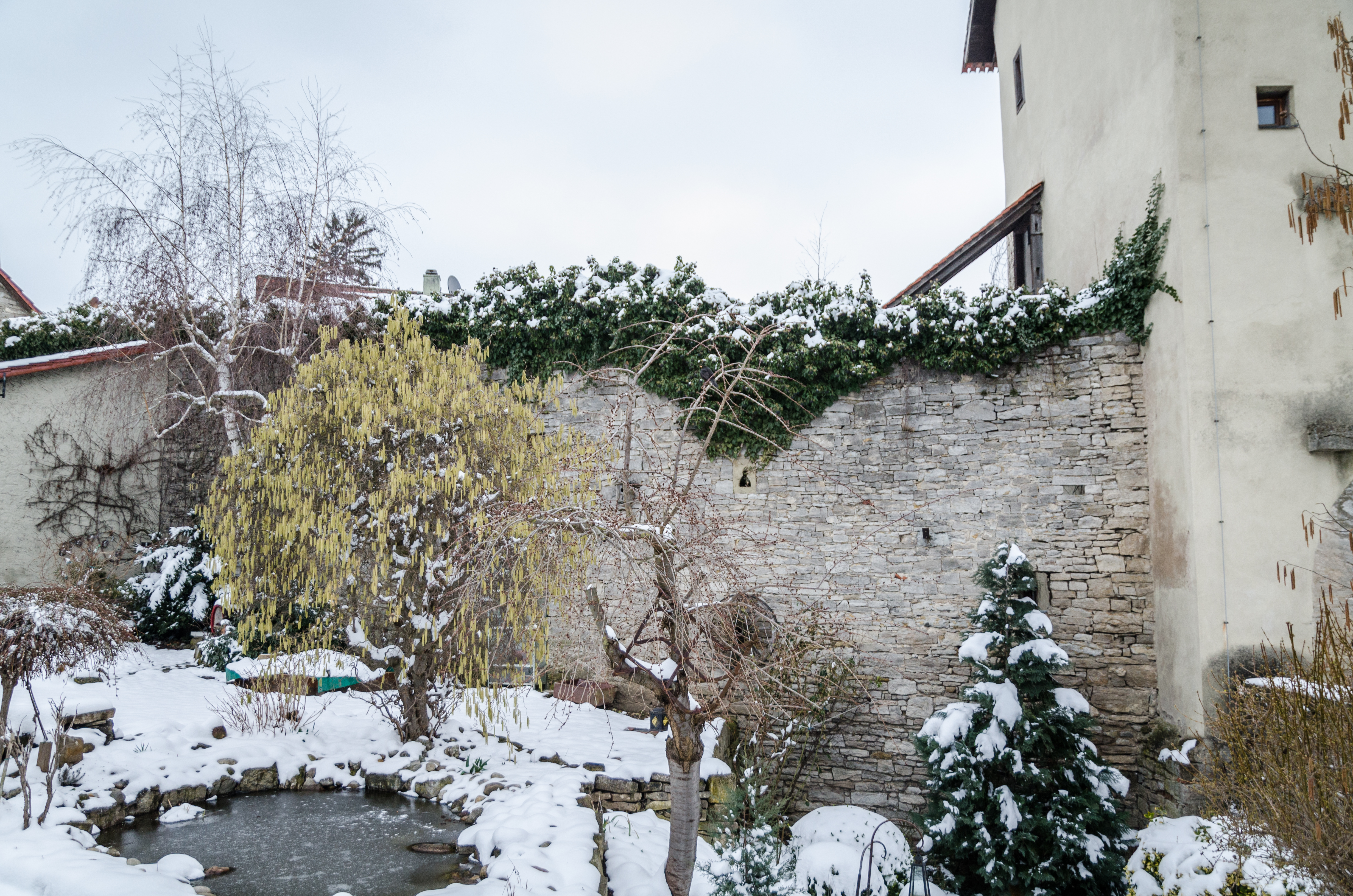
Ortsmauer Graben West 1, Feldseite weitere Bilder
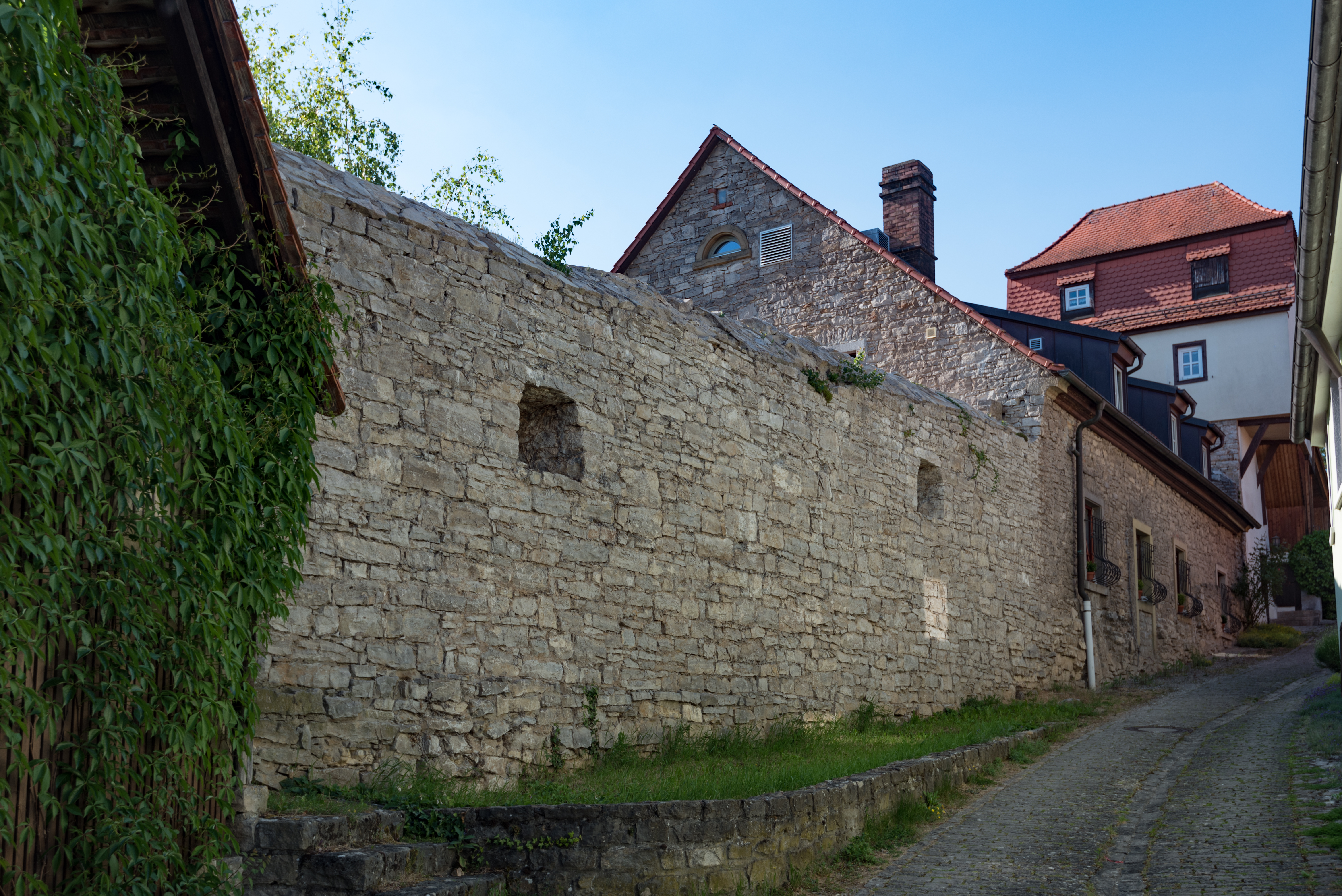
Ortsmauer Graben West 1 weitere Bilder
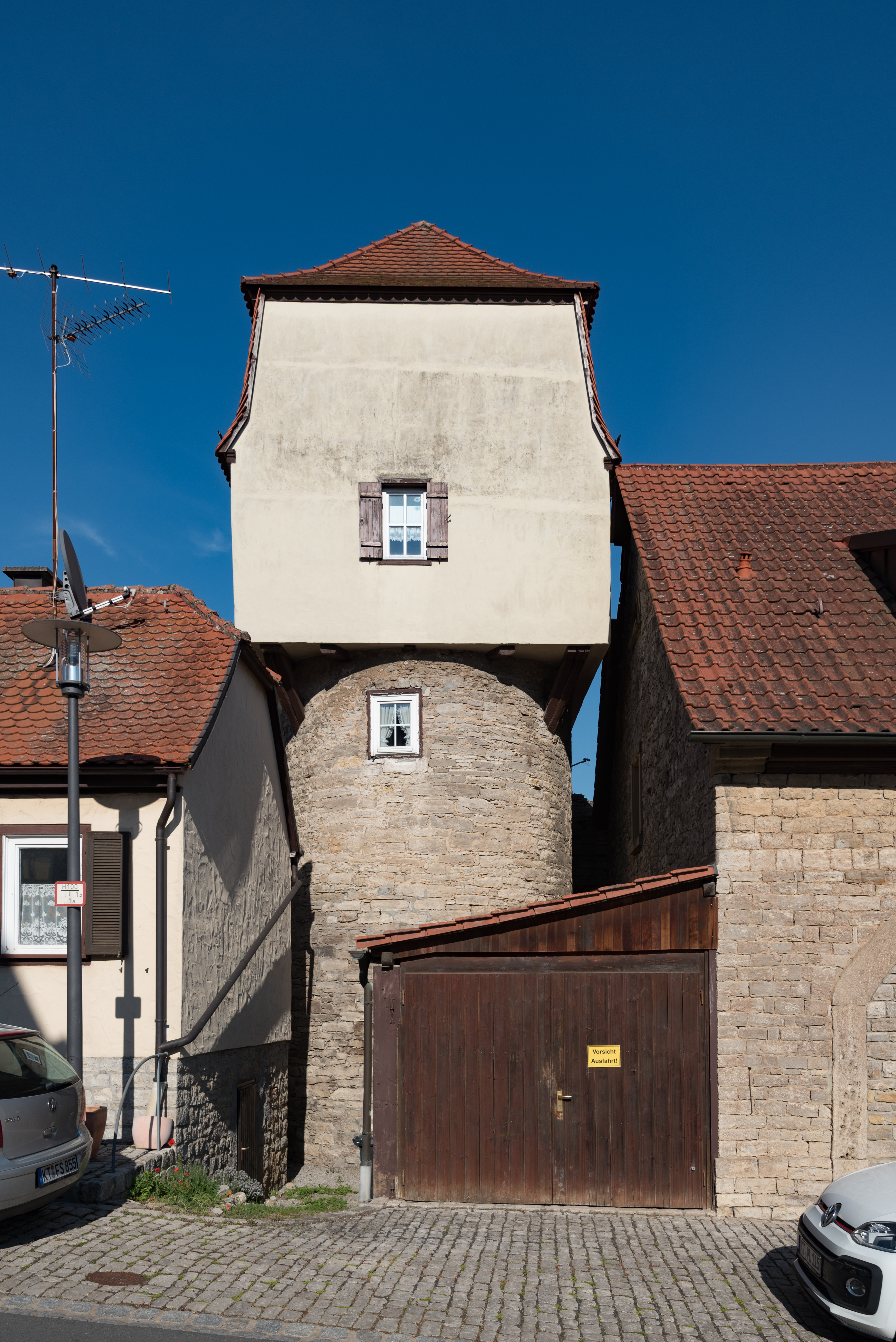
Jocklerturm weitere Bilder
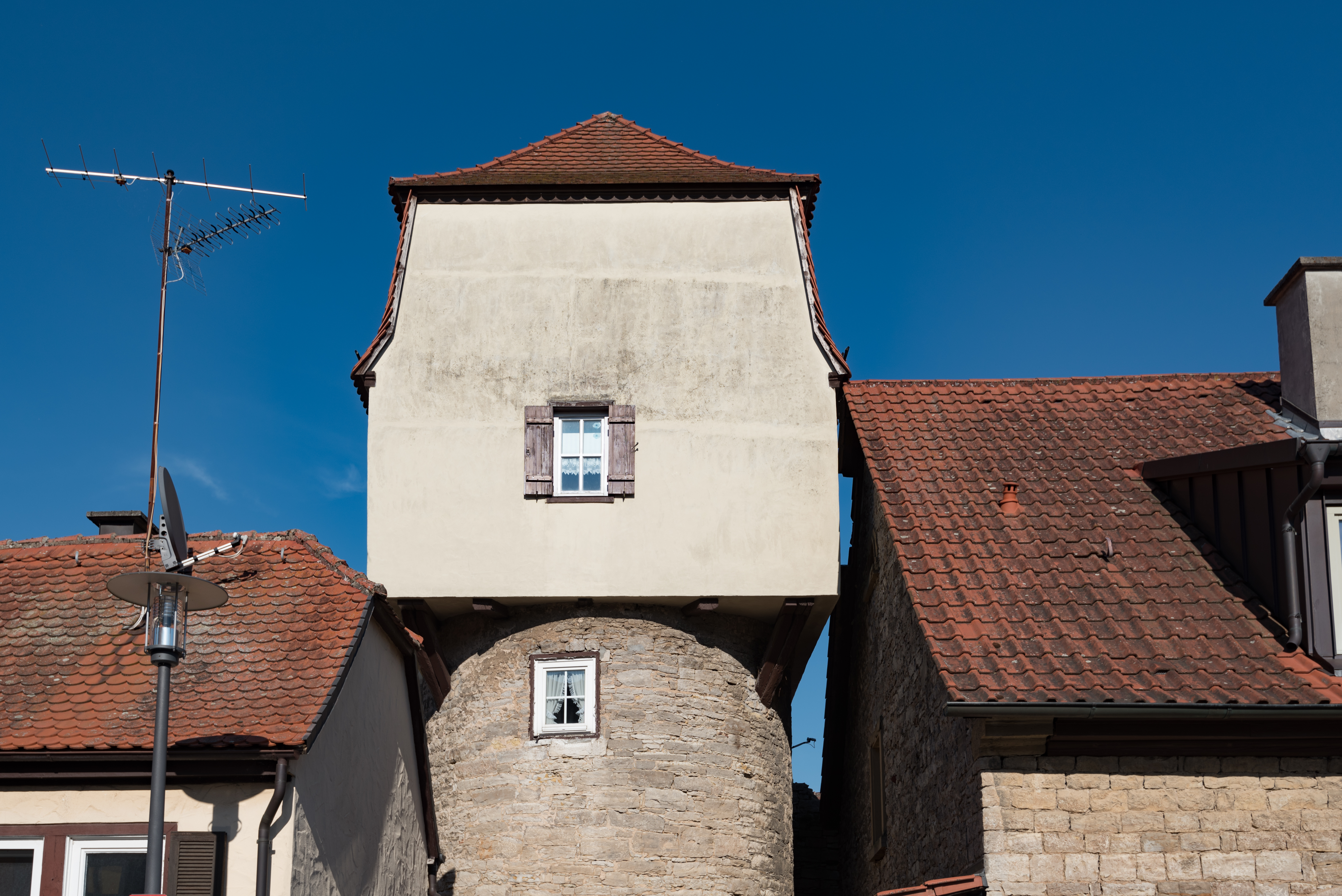
Jocklerturm weitere Bilder
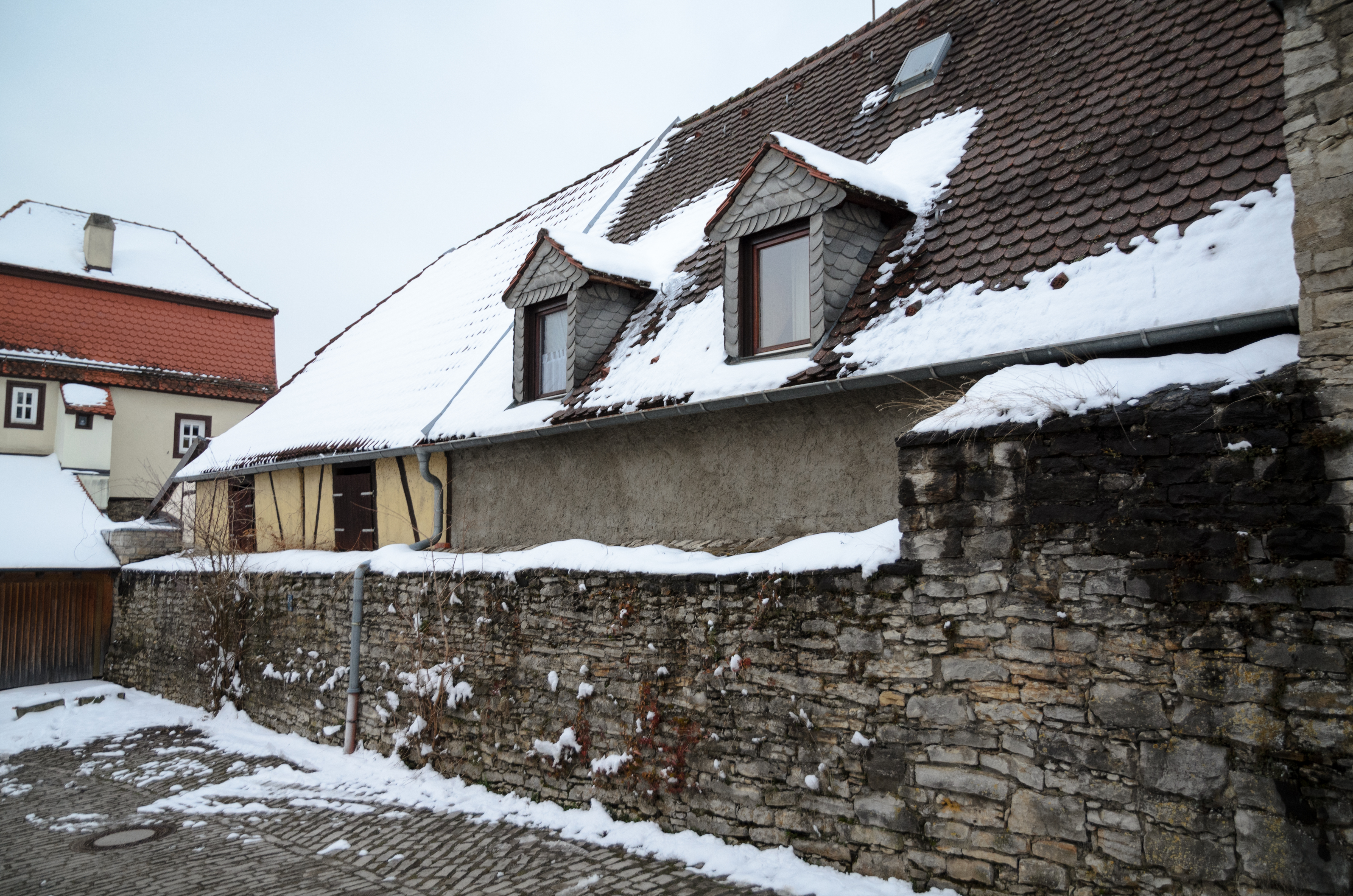
Ortsmauer Graben West 3, 5 weitere Bilder
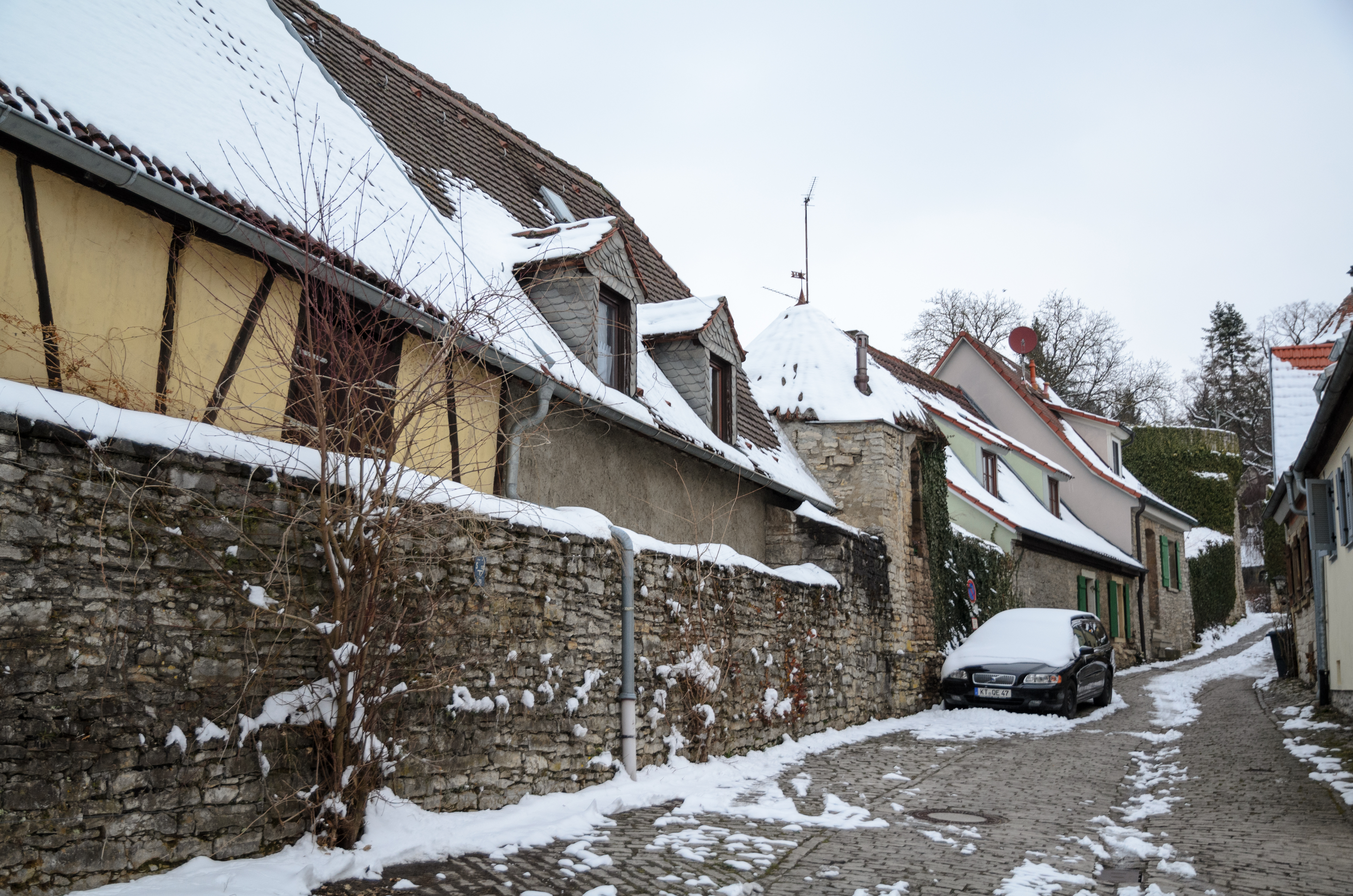
Ortsmauer Graben West 5, 7 weitere Bilder
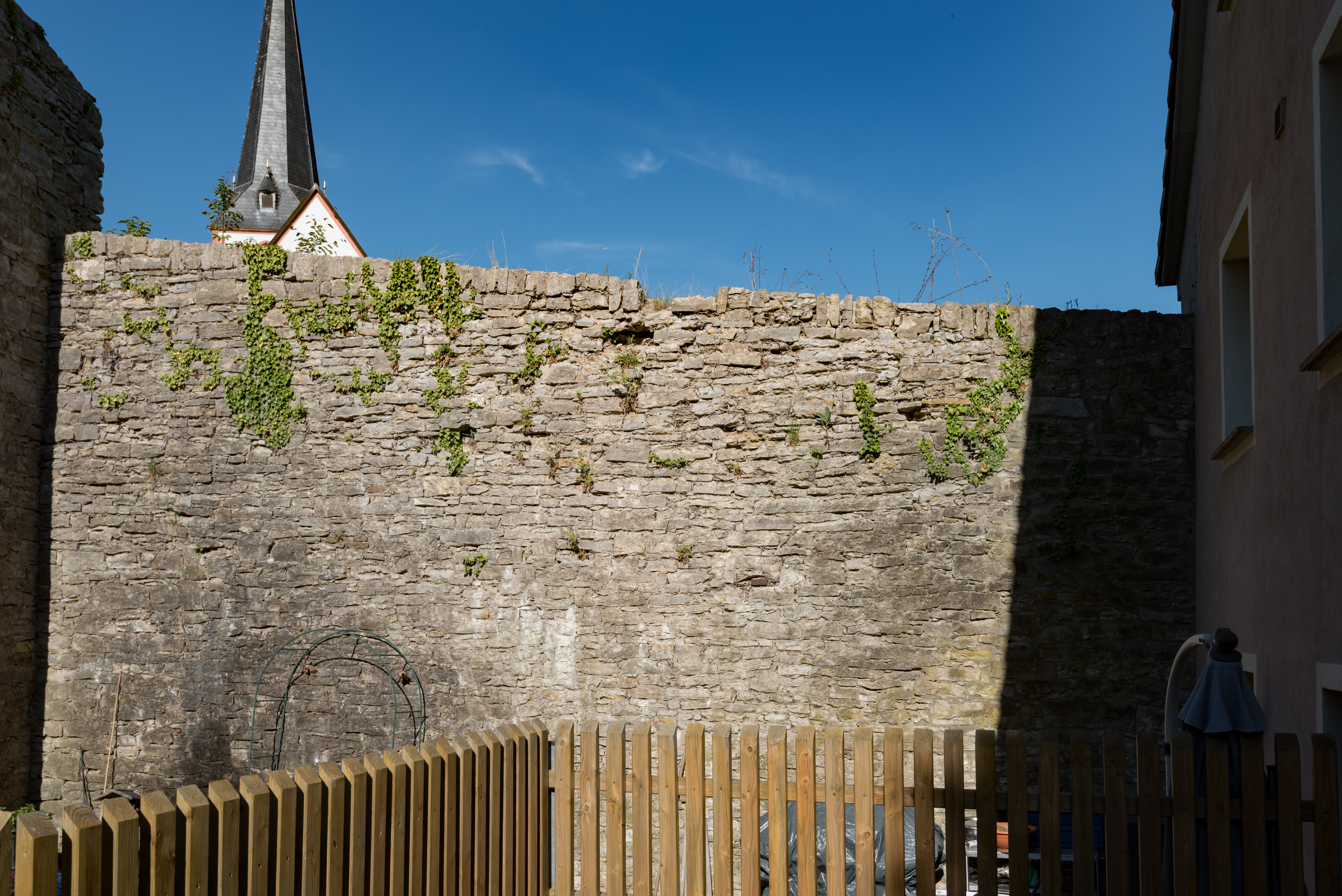
Ortsmauer Graben West 6b weitere Bilder
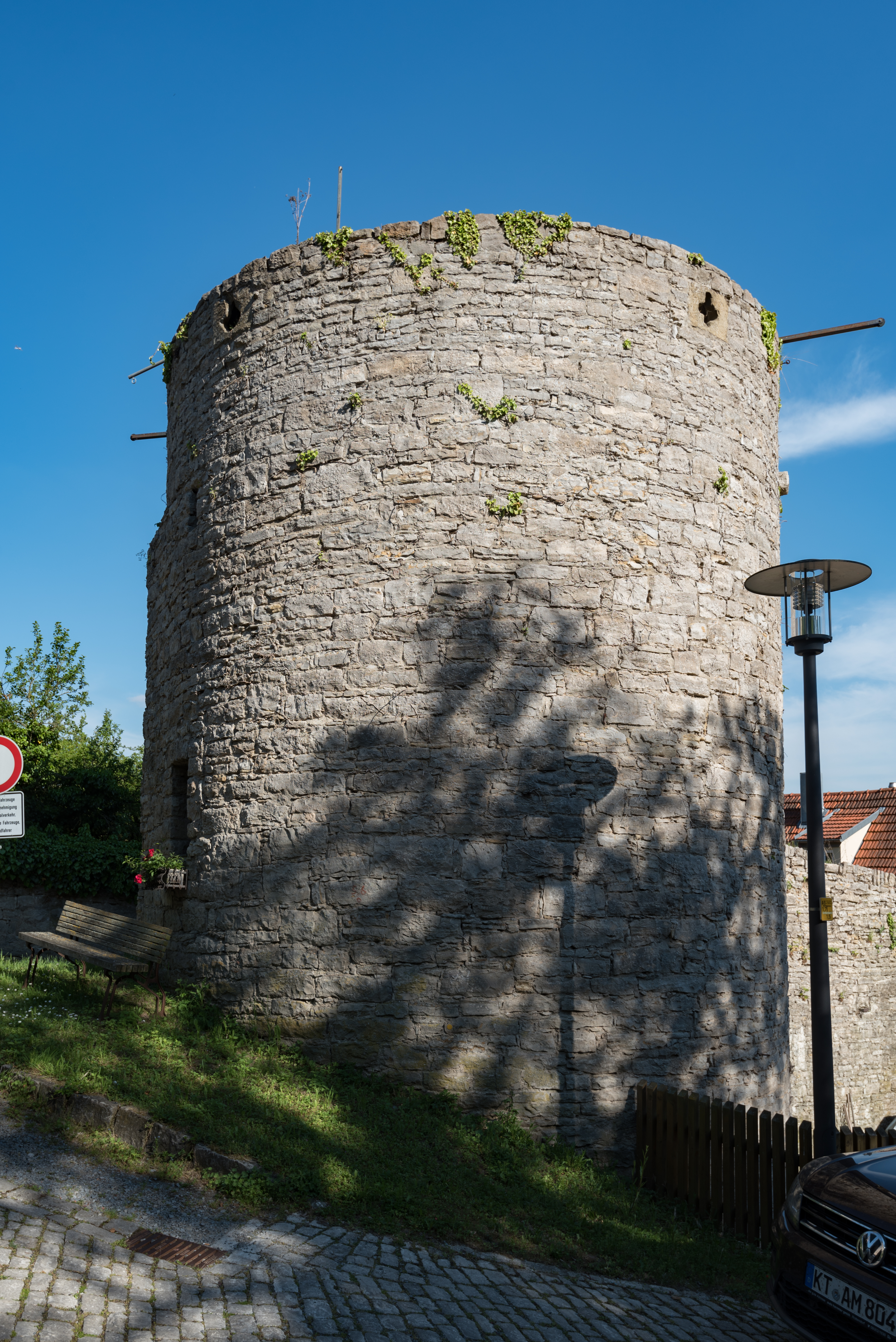
Gefängnisturm, Feldseite weitere Bilder
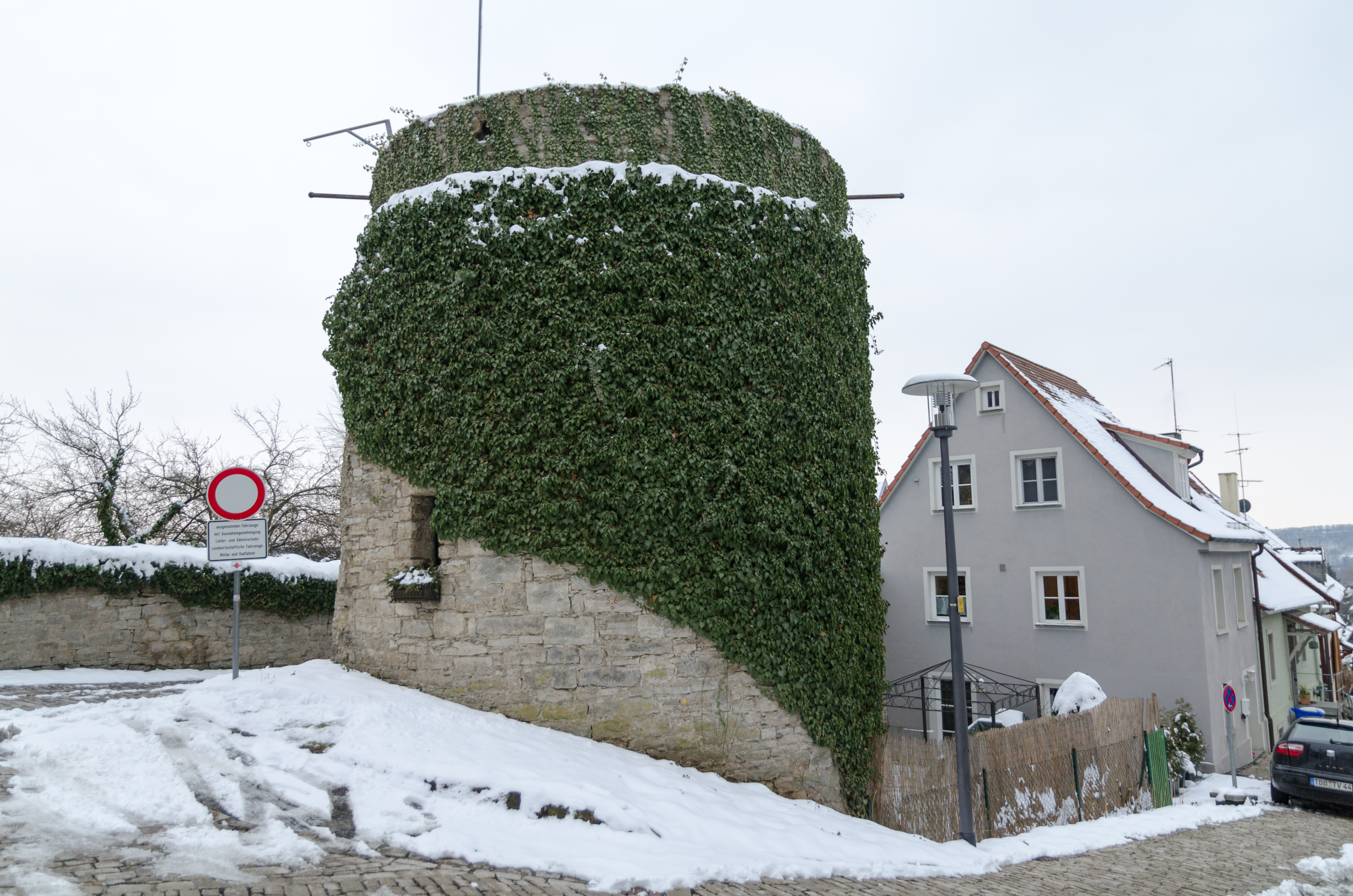
Gefängnisturm weitere Bilder
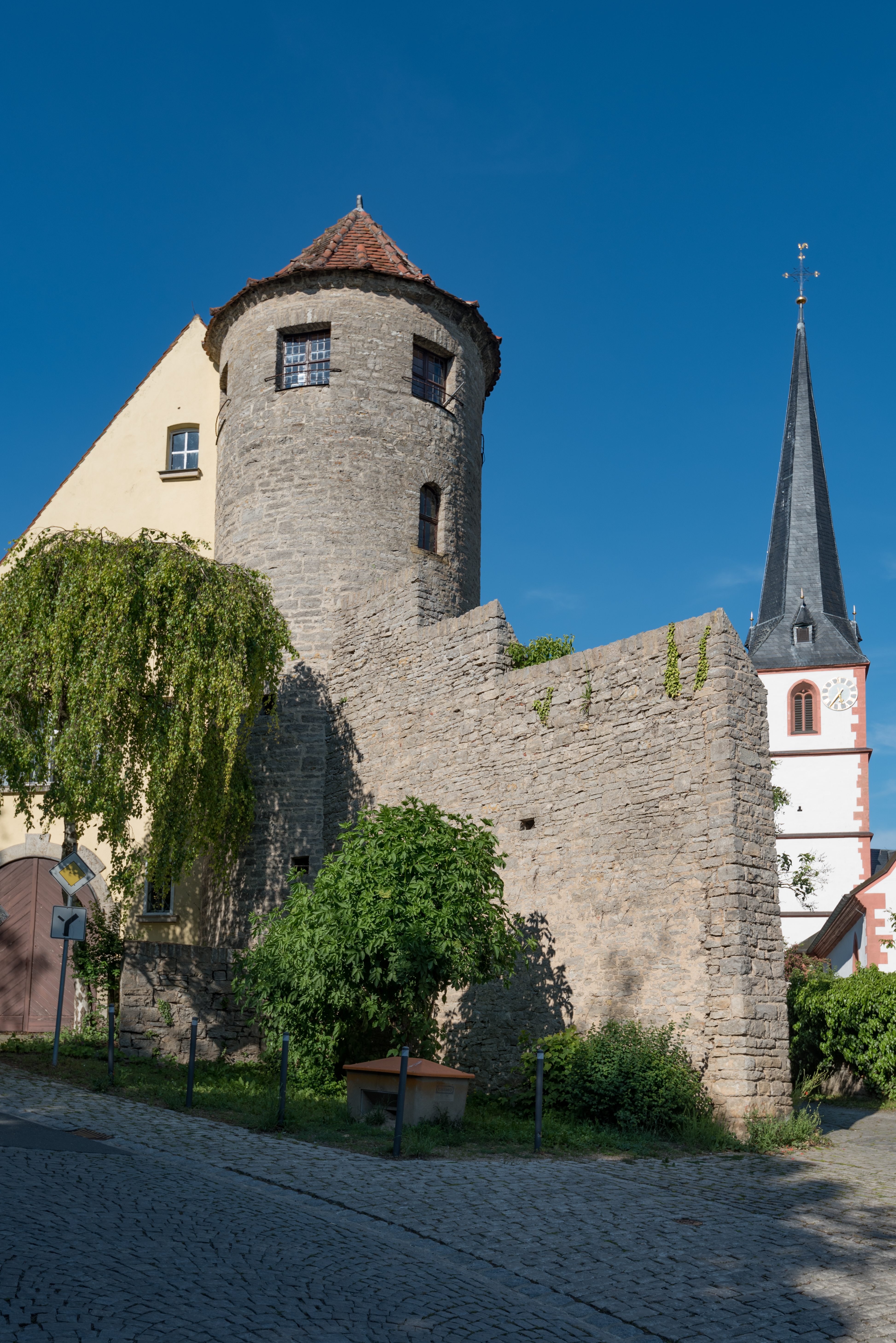
Befestigungsturm Graben West 9 weitere Bilder
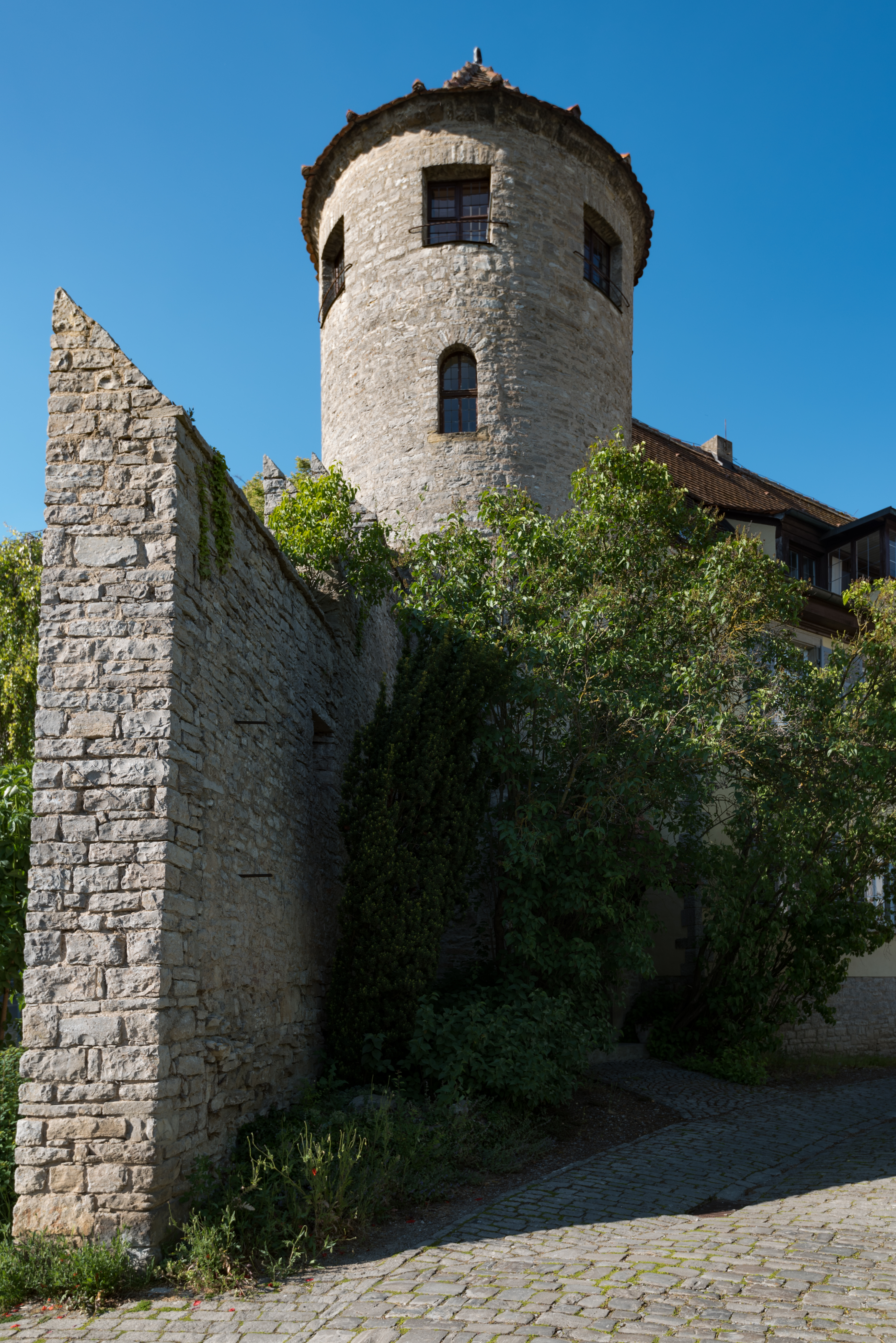
Befestigungsturm Graben West 9 weitere Bilder

- Kirchplatz 4: Ortsmauer, 15./16. Jahrhundert (Lage)
- Kirchplatz 4: Nachtwächtersturm, quadratischer Befestigungsturm mit Halbwalmdach, zum Wohnturm ausgebaut, 15./16. Jahrhundert (Lage)
- Grabenschütt, entlang des Straßenzugs: Ortsmauer, 15./16. Jahrhundert (Lage)
- Grabenschütt: Pforte (Lage)
- Grabenschütt 4: Befestigungsturm, 15./16. Jahrhundert (Lage)
- Grabenschütt 2: Befestigungsturm, 15./16. Jahrhundert (Lage)
- Graben Nord 6: Hoher Turm, runder Befestigungsturm mit Kegeldach und vier Zwerchhäusern, 15./16. Jahrhundert (Lage)
- Graben Nord, entlang des Straßenzugs: Ortsmauer, 15./16. Jahrhundert (Lage)
- Graben Nord 4: Runder Befestigungsturm, 15./16. Jahrhundert (Lage)
- Graben Nord 2: Runder Befestigungsturm, 15./16. Jahrhundert (Lage)

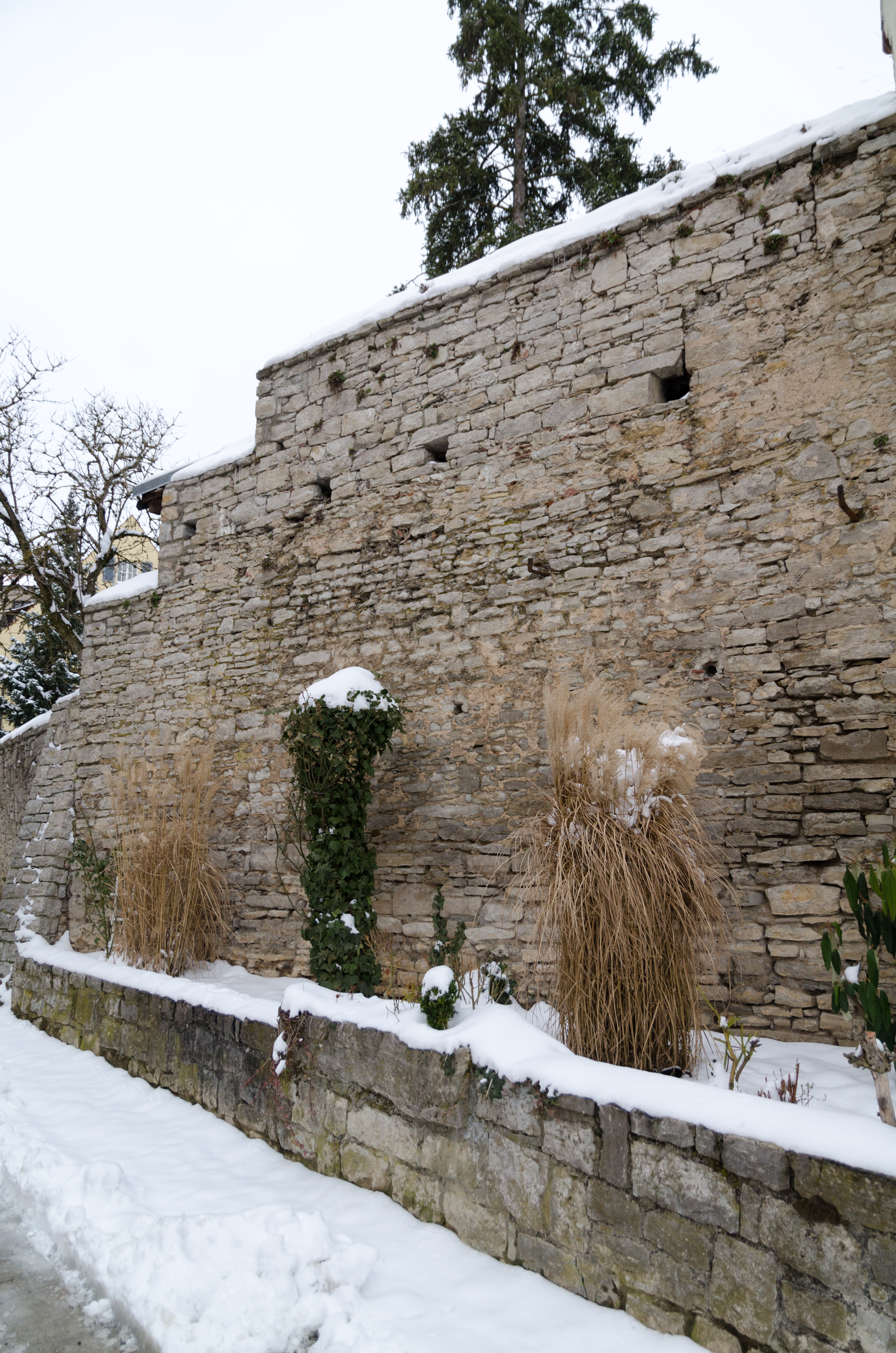
Ortsmauer Kirchplatz 4 weitere Bilder
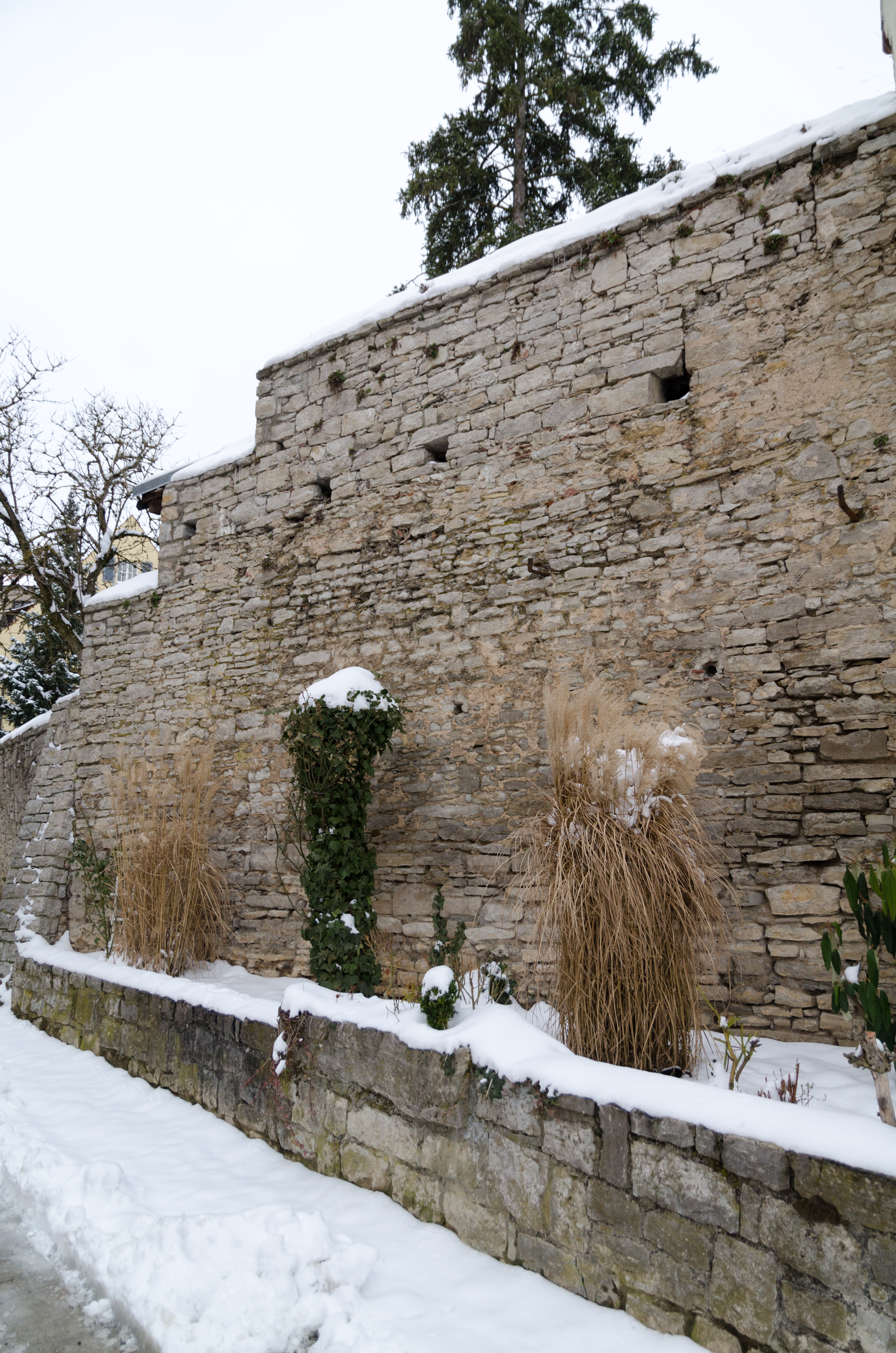
Ortsmauer Kirchplatz 4 weitere Bilder
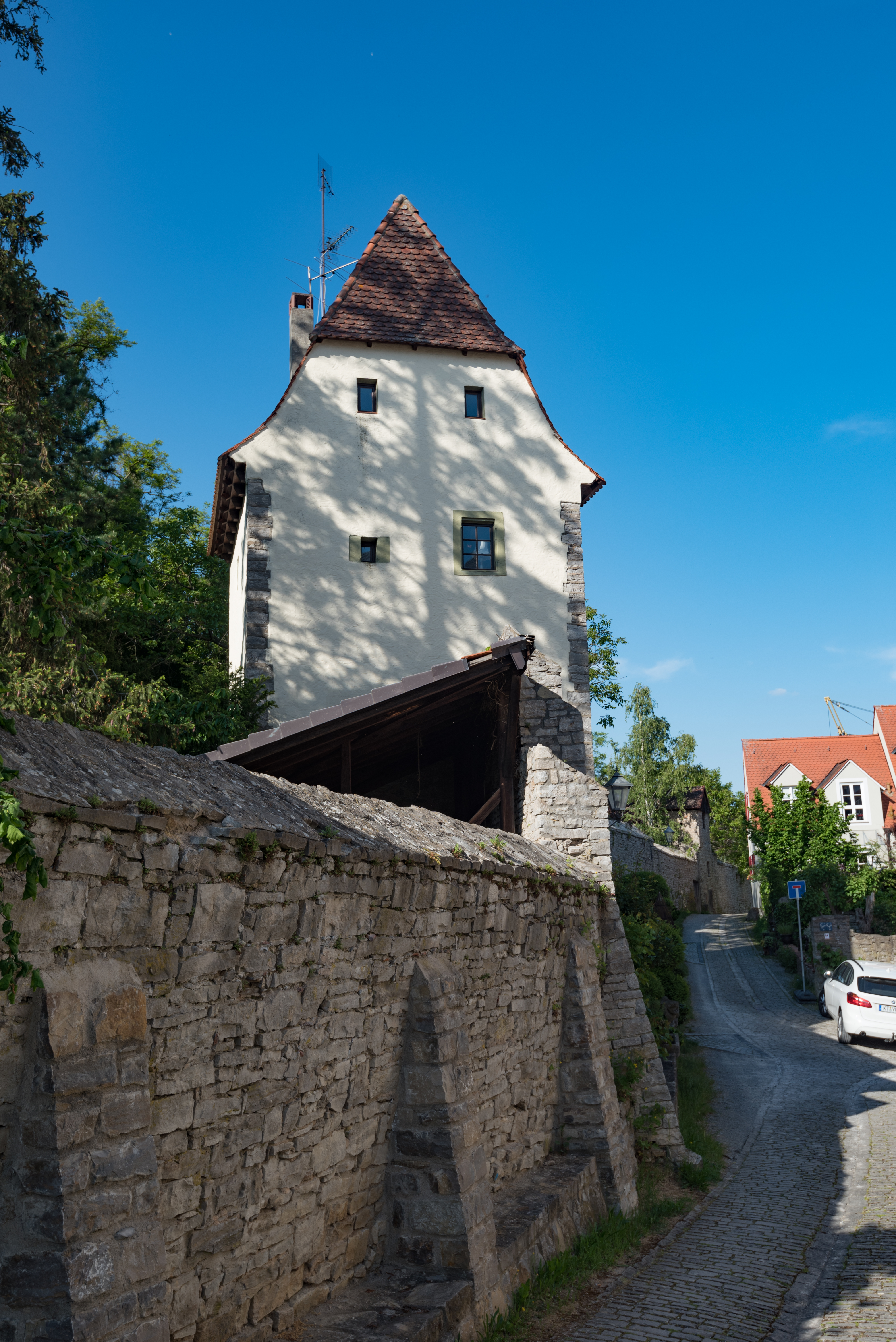
Nachwächtersturm weitere Bilder
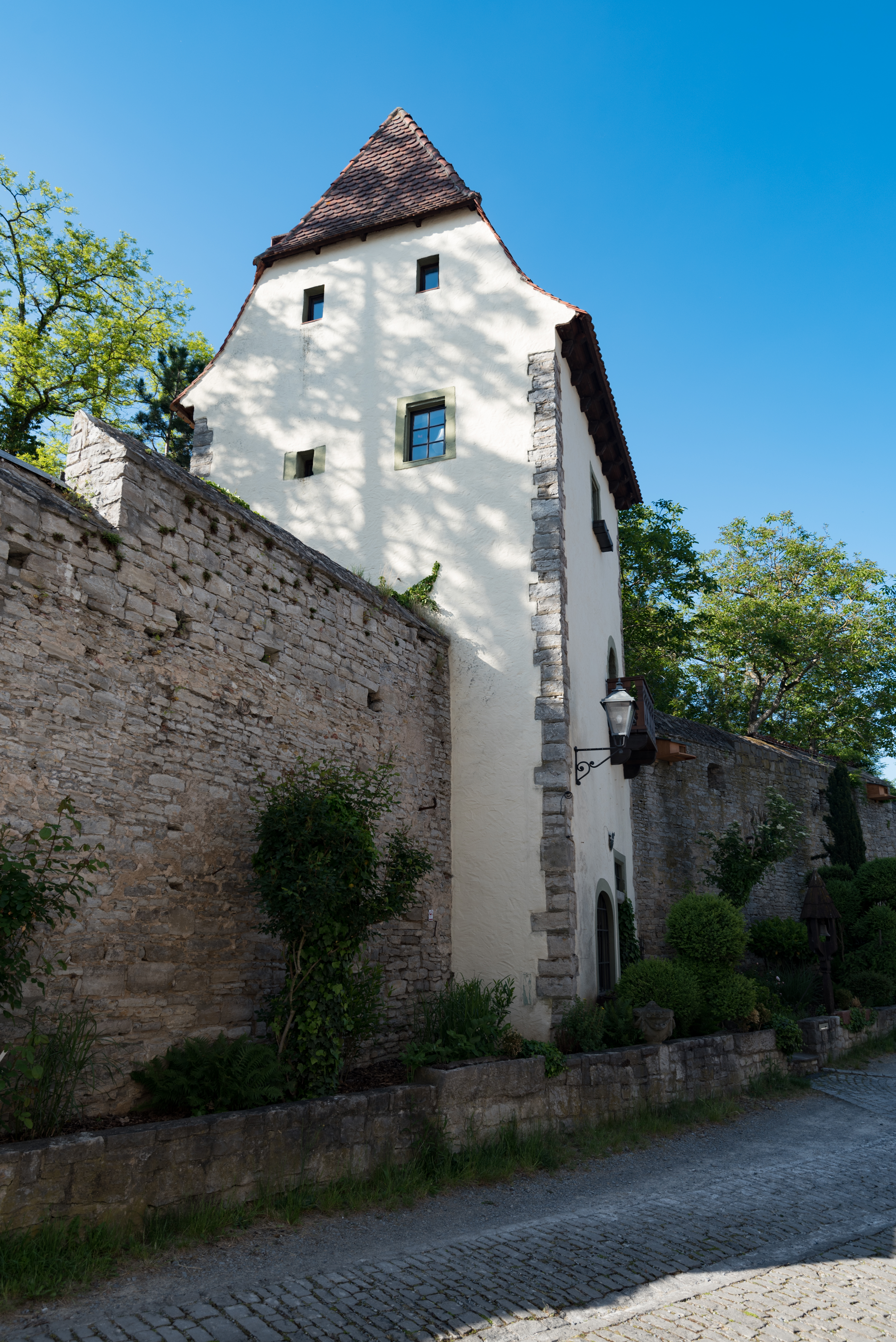
Nachwächtersturm weitere Bilder
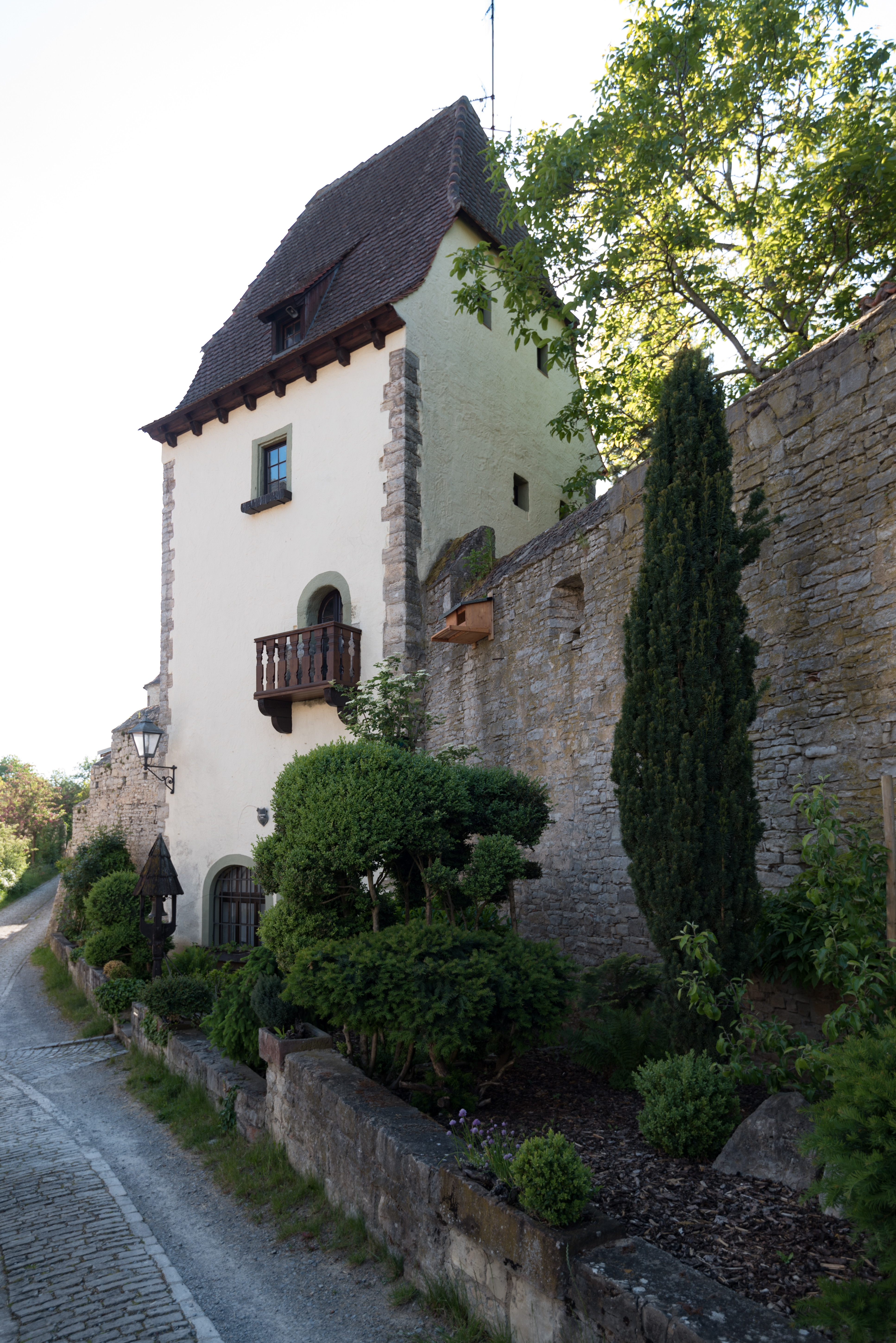
Nachwächtersturm weitere Bilder
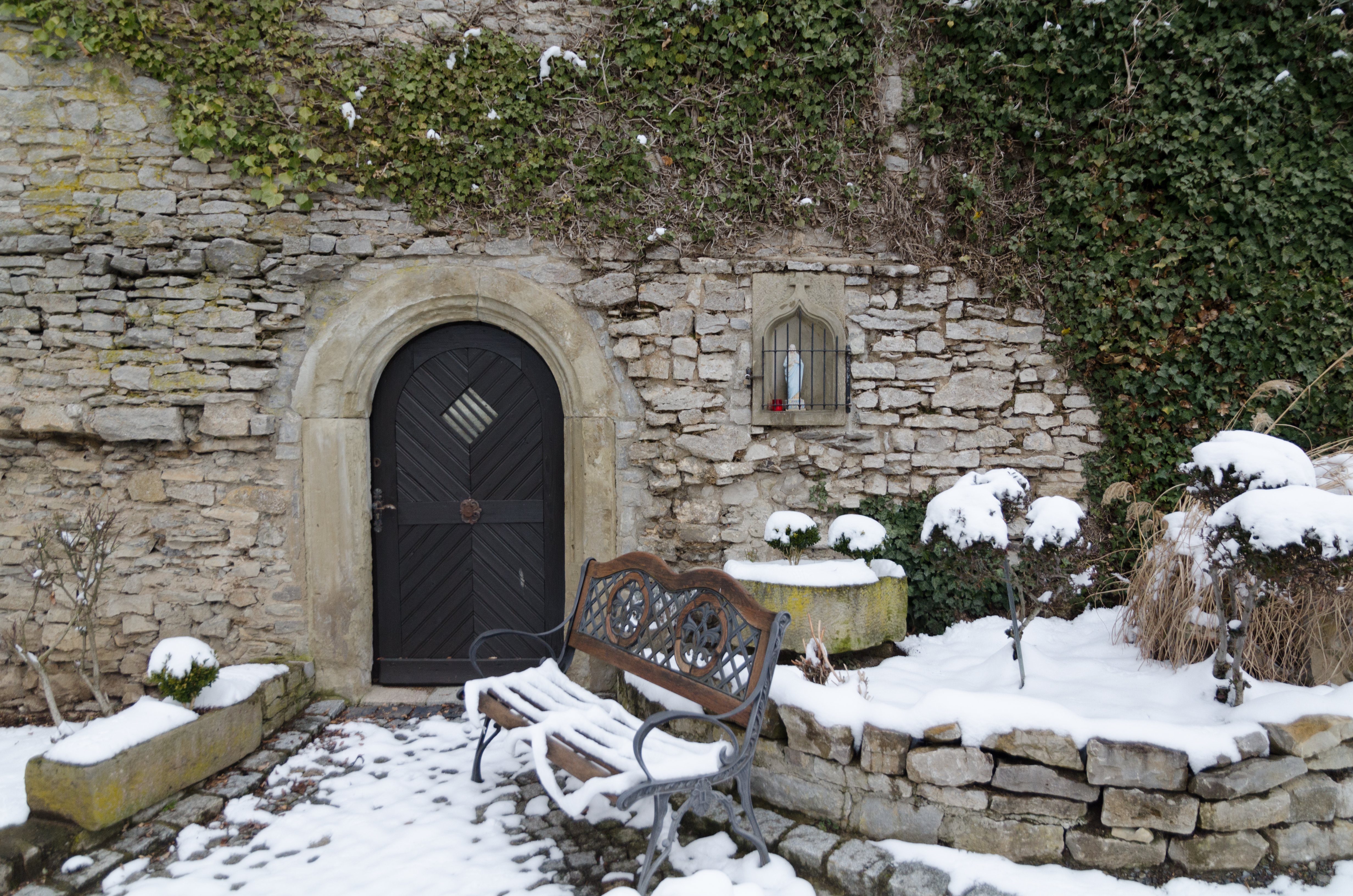
Pforte weitere Bilder
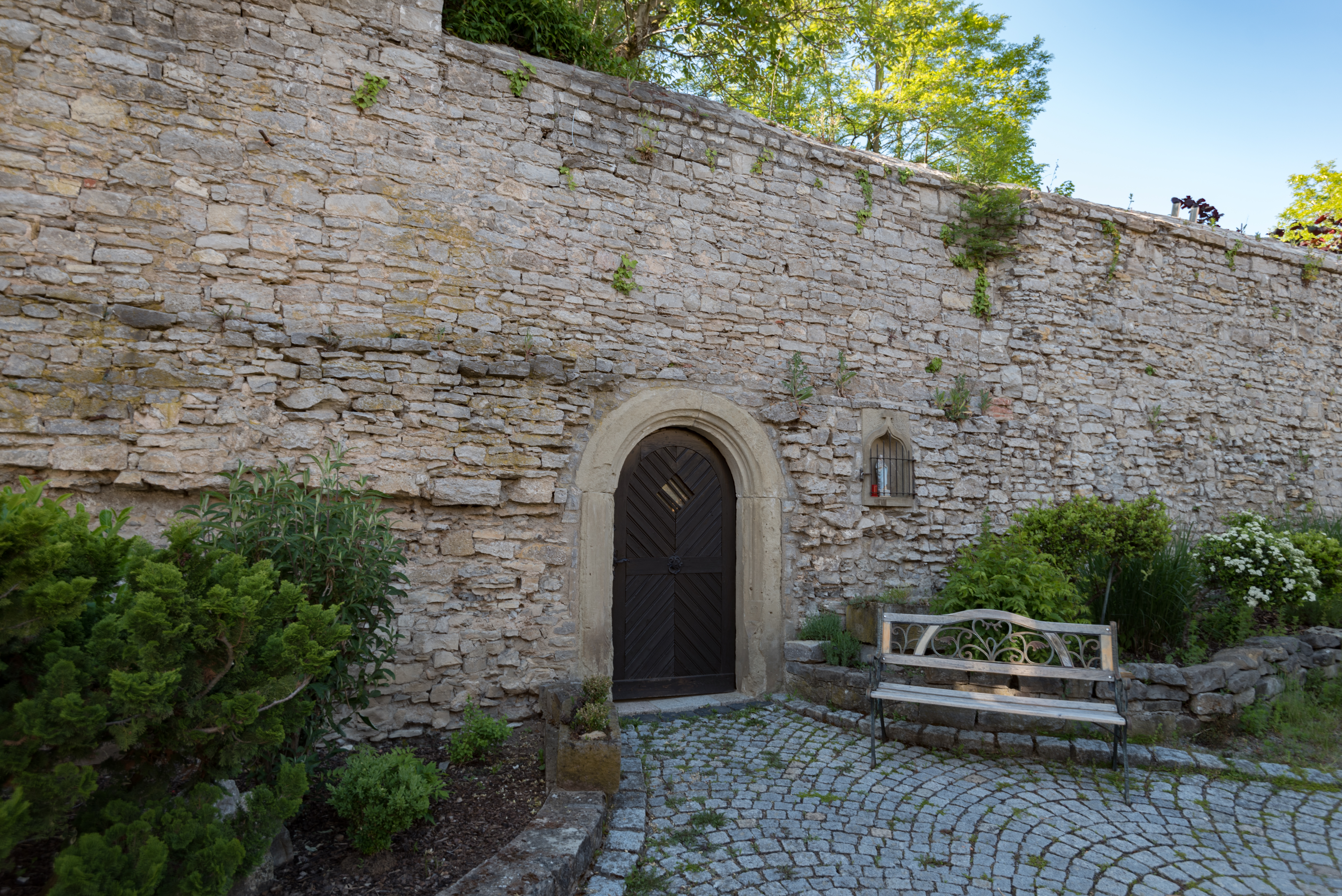
Pforte weitere Bilder
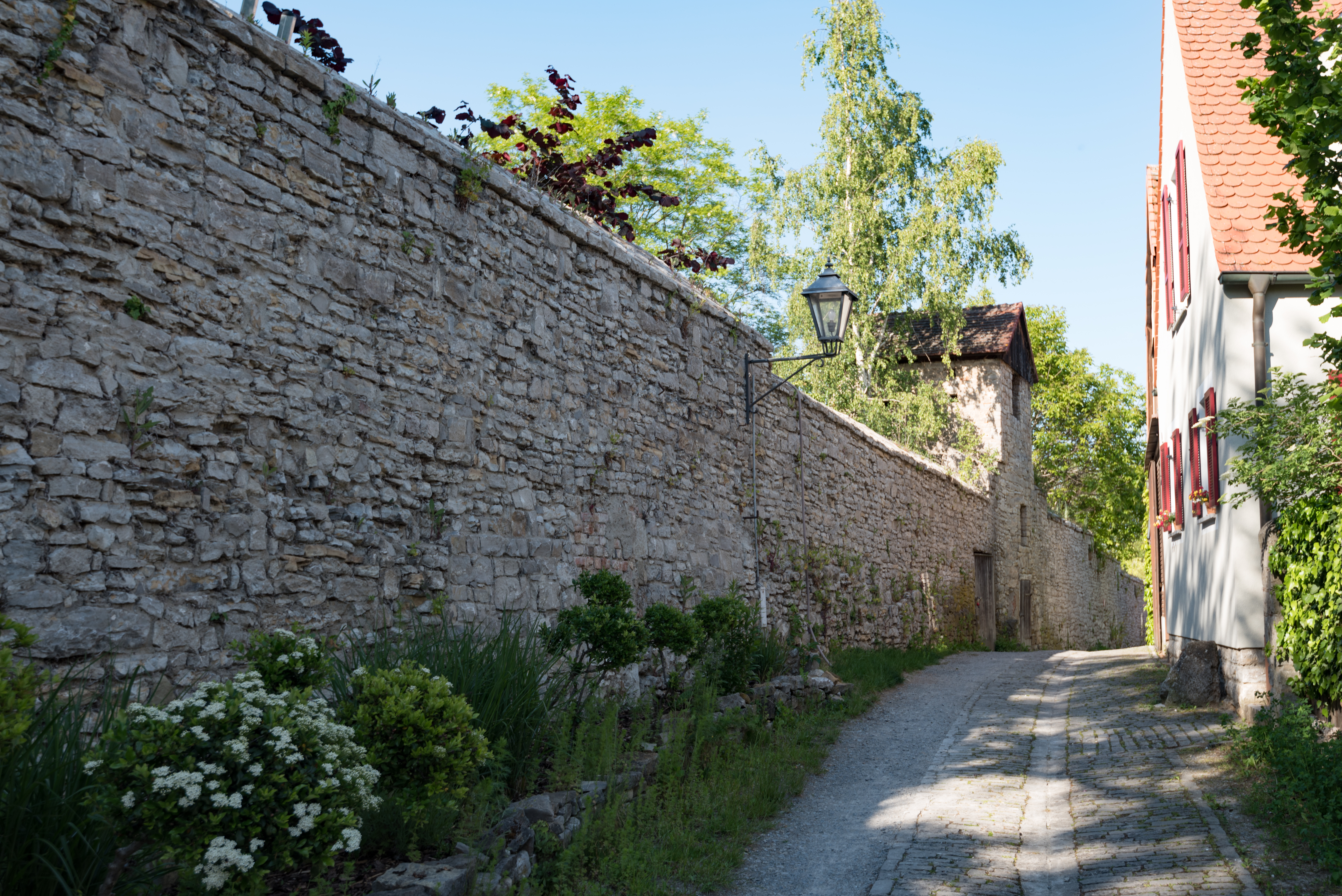
Ortsmauer Grabenschütt 4 weitere Bilder
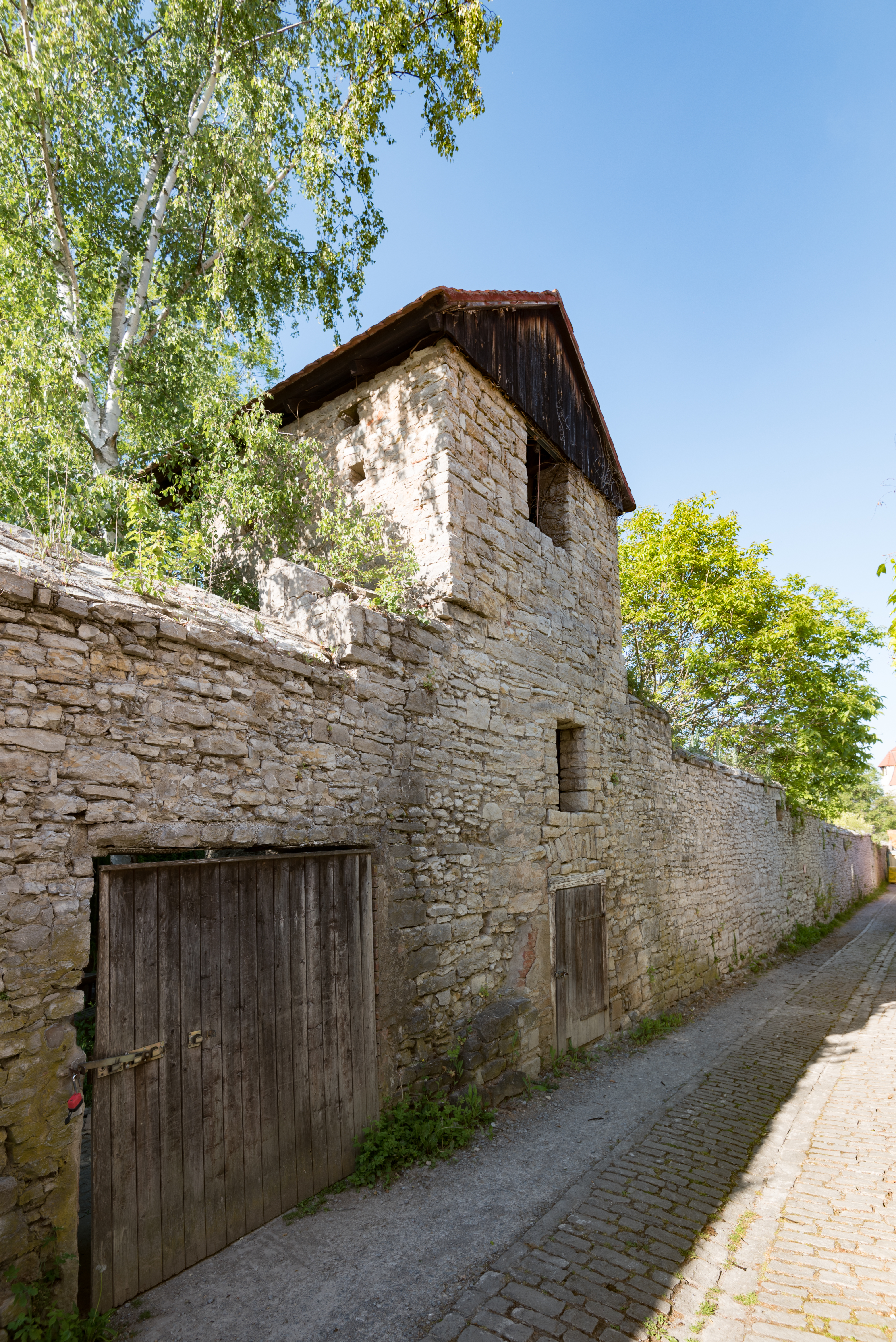
Befestigungsturm Grabenschütt 4 weitere Bilder
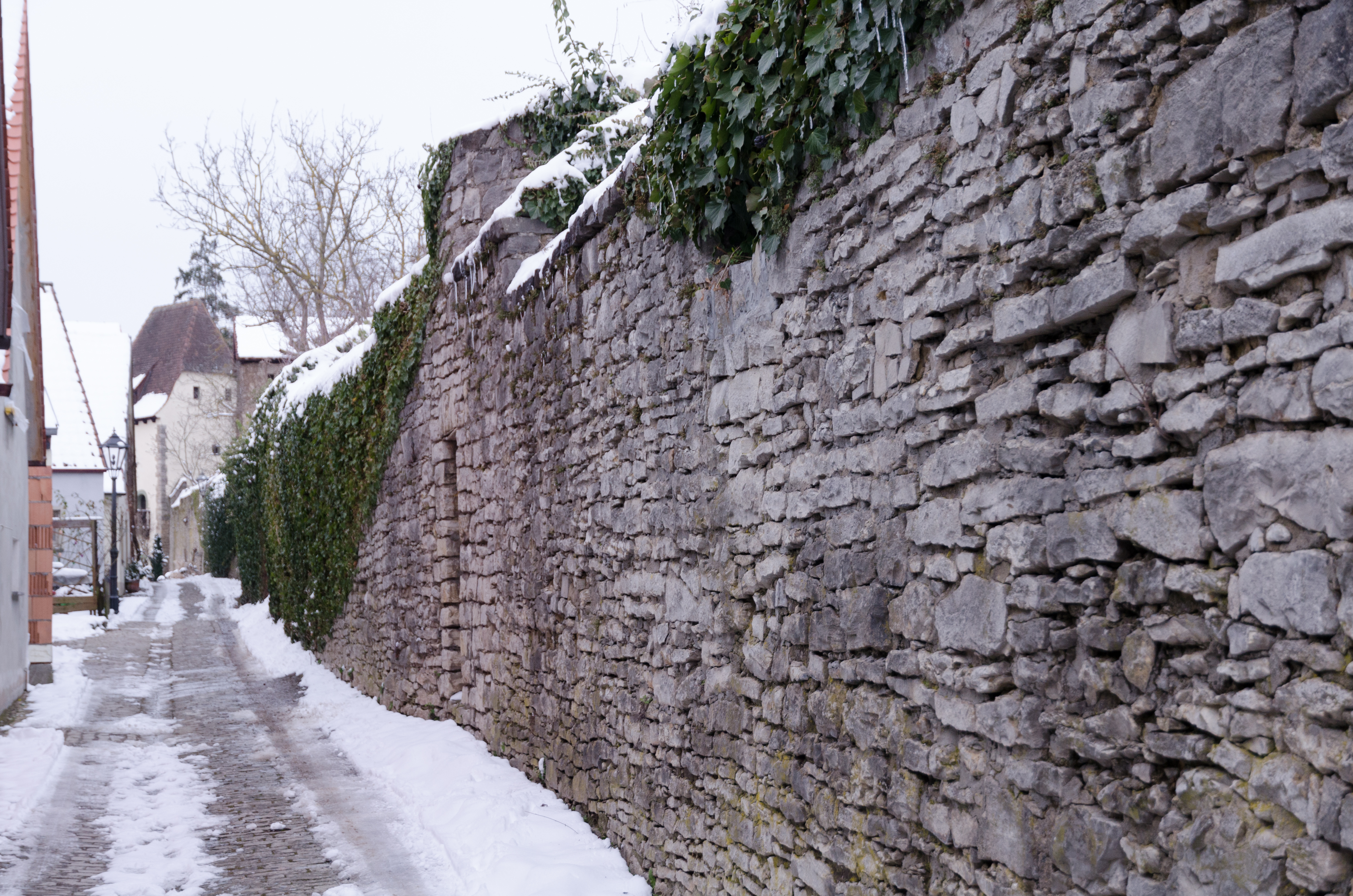
Befestigungsturm Grabenschütt 2 weitere Bilder
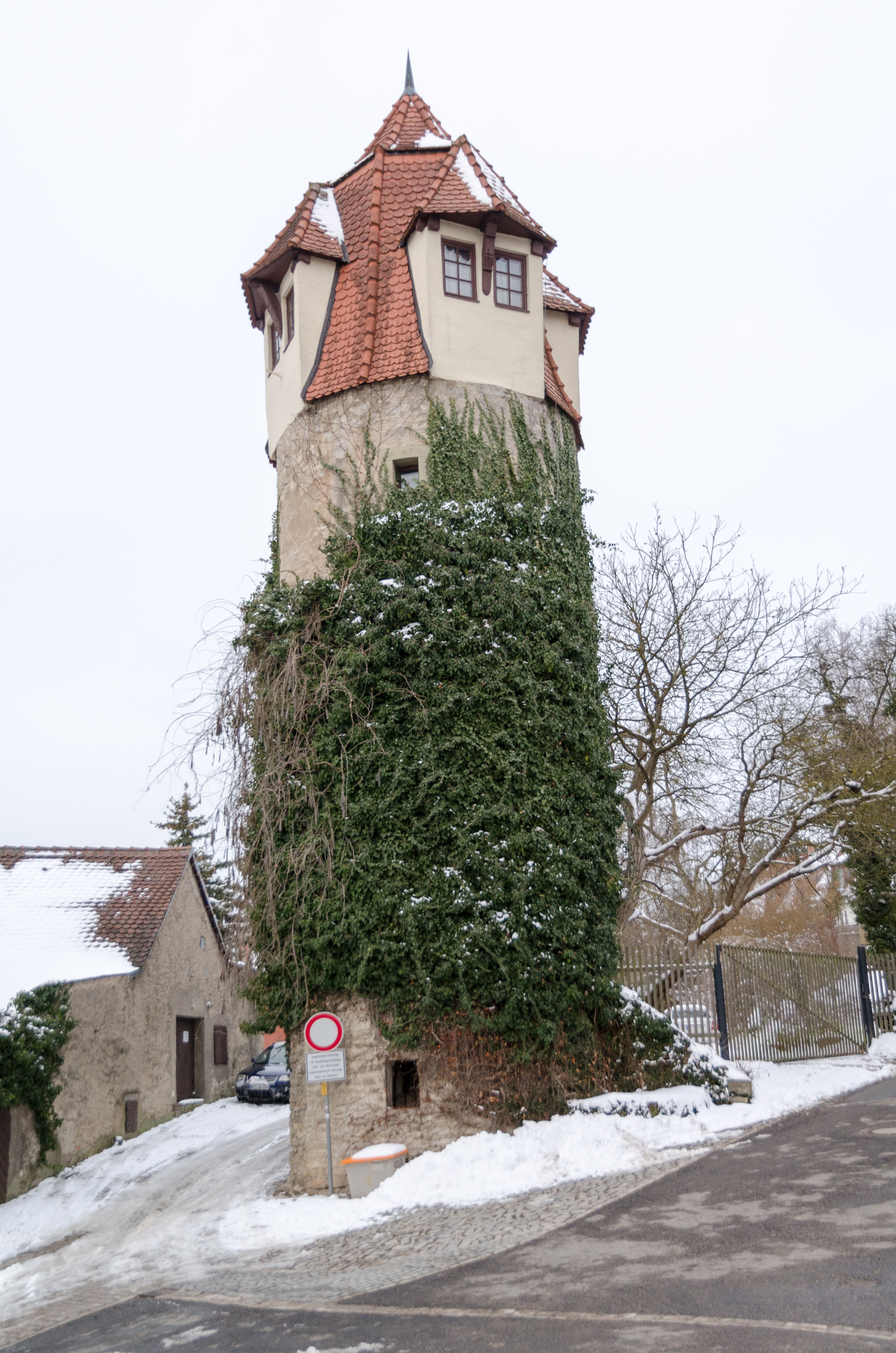
Hoher Turm weitere Bilder
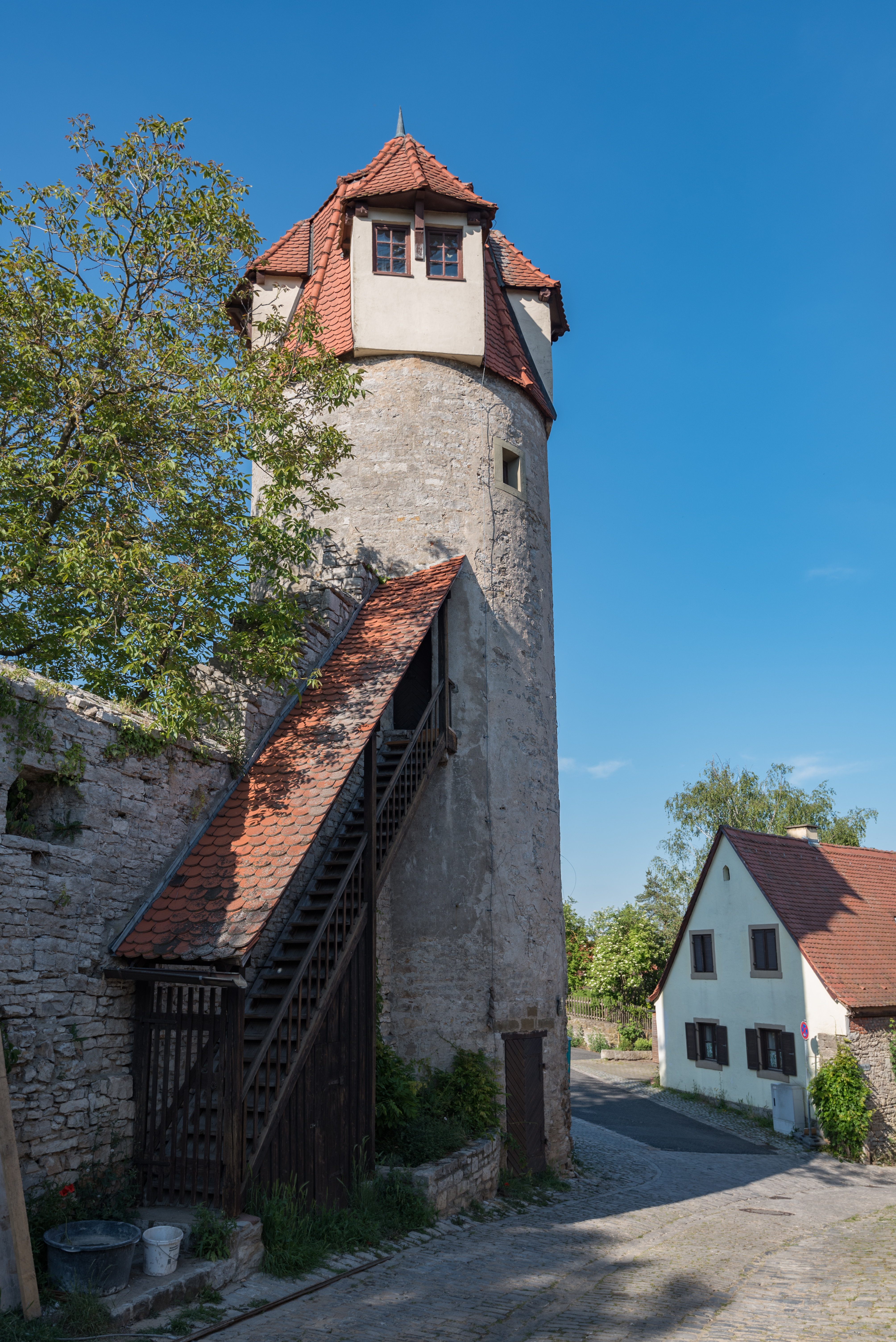
Hoher Turm weitere Bilder
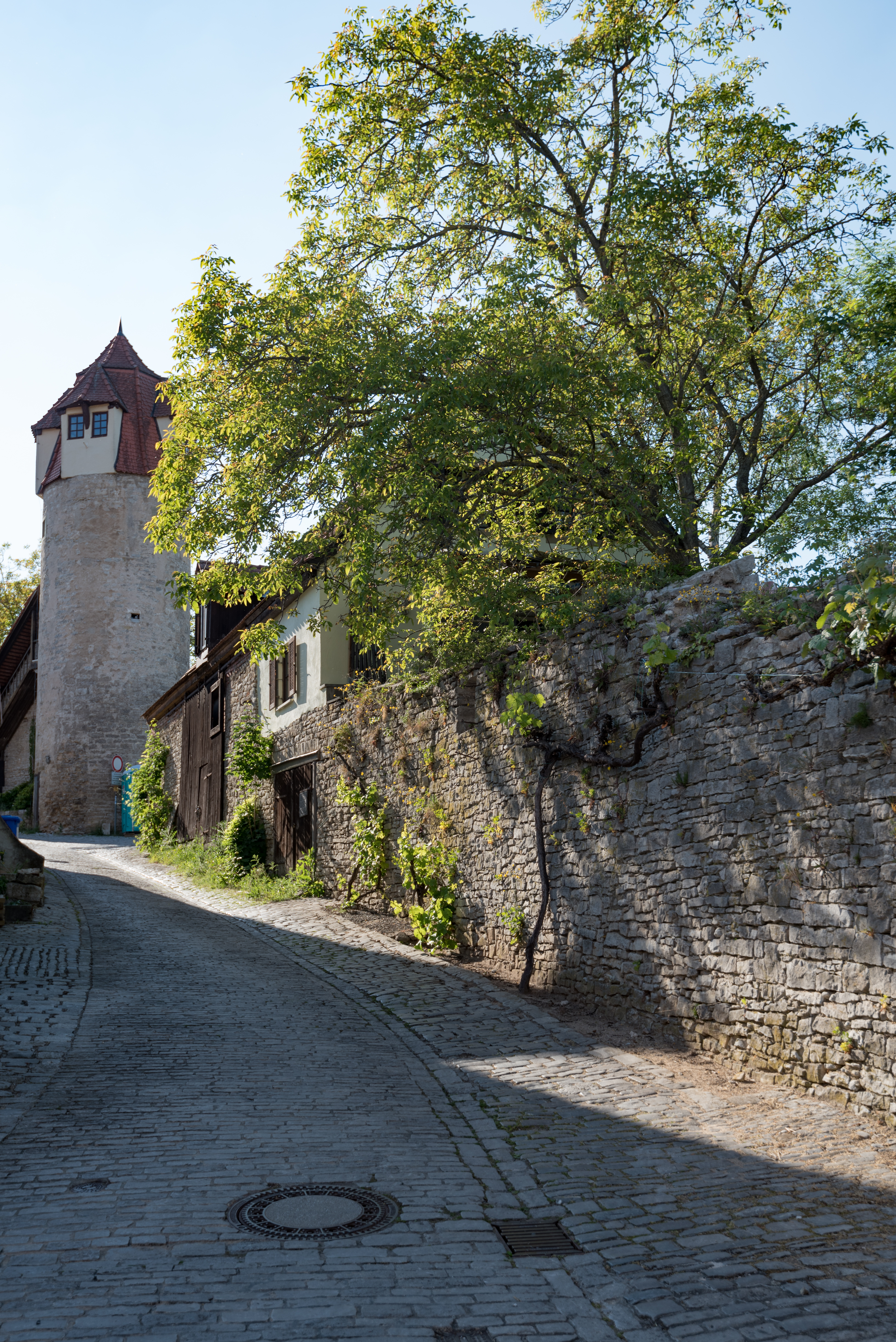
Ortsmauer östlich Graben Nord 6 weitere Bilder
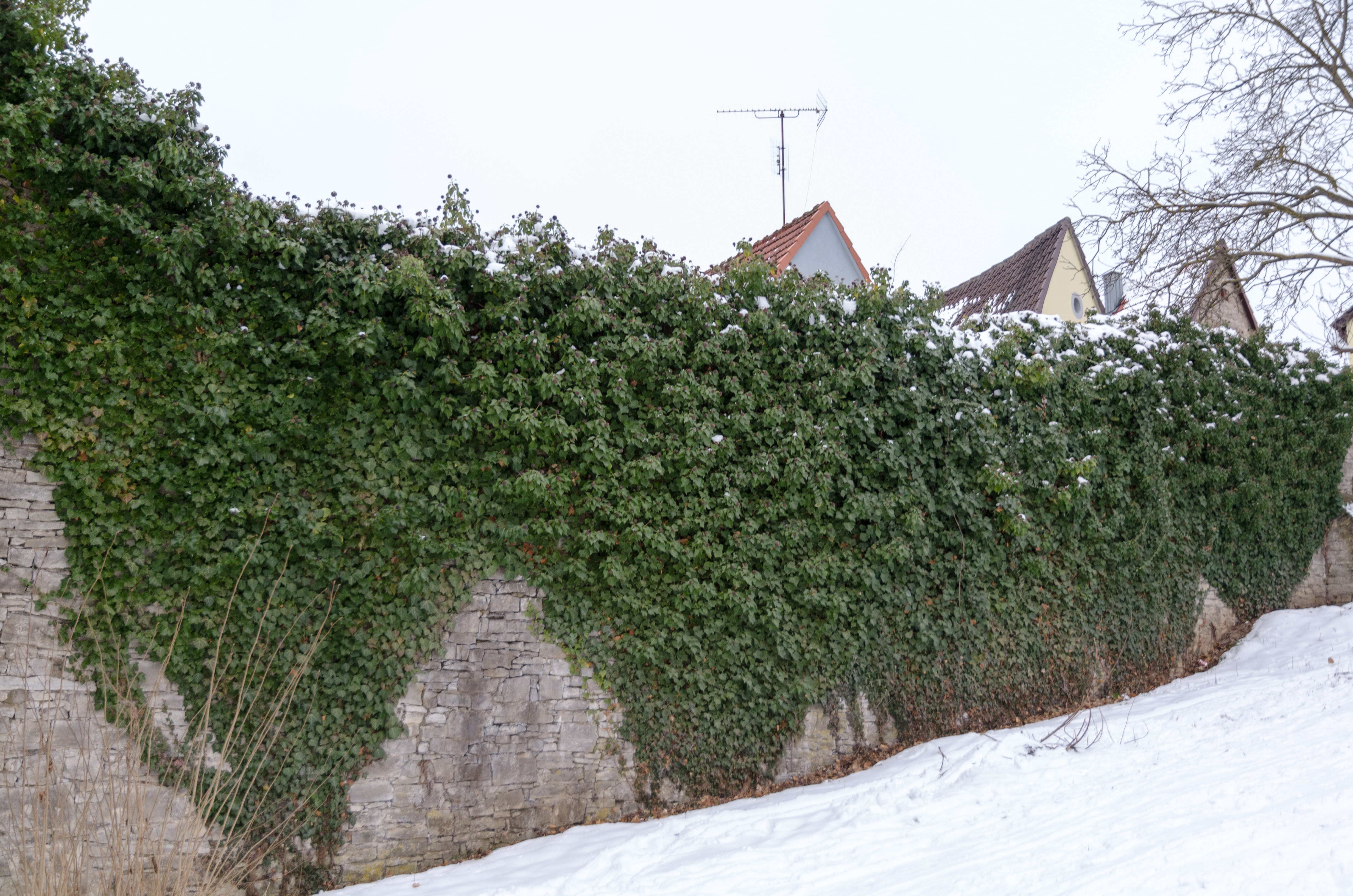
Ortsmauer östlich Graben Nord 6 weitere Bilder
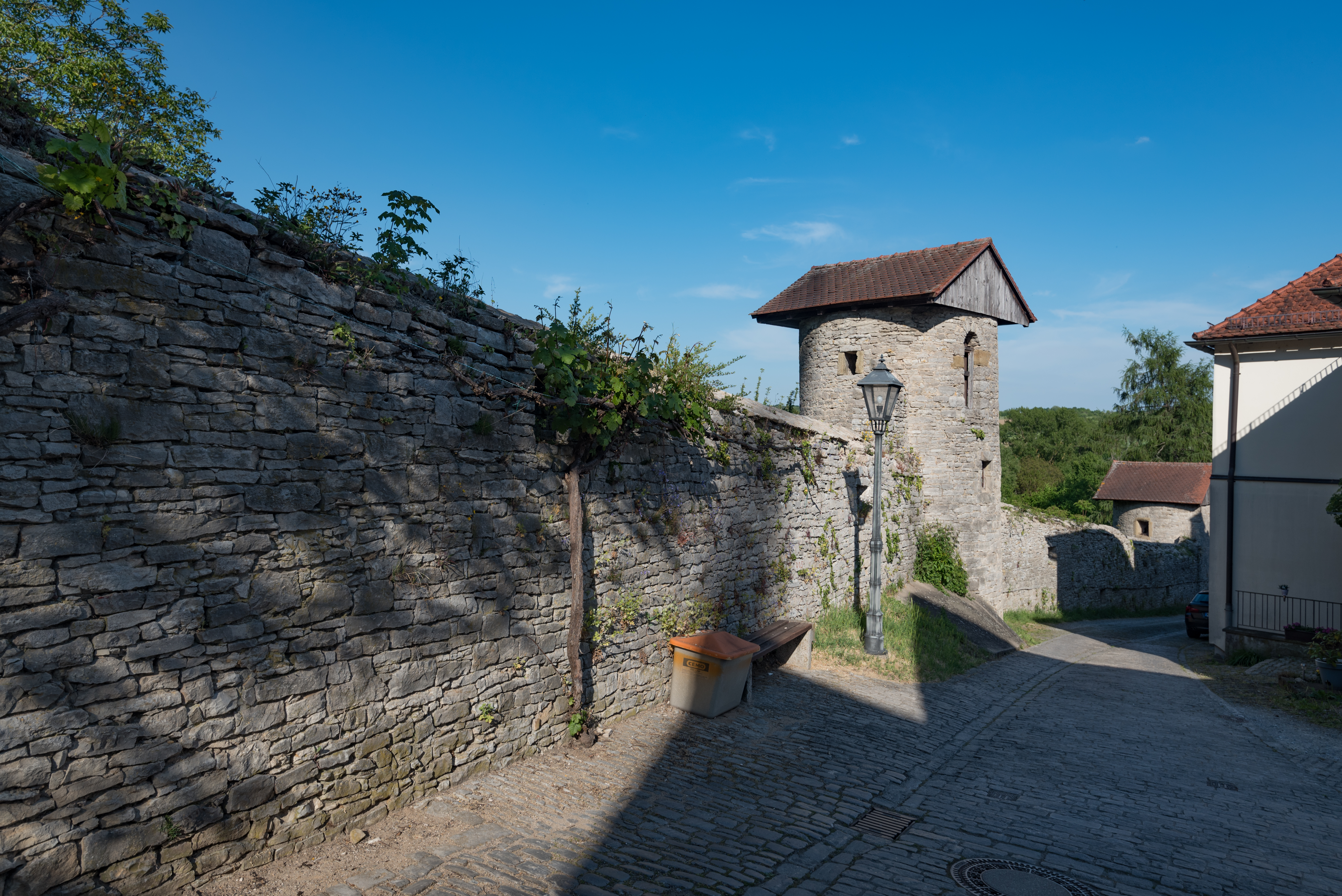
Ortsmauer Graben Nord 4 weitere Bilder
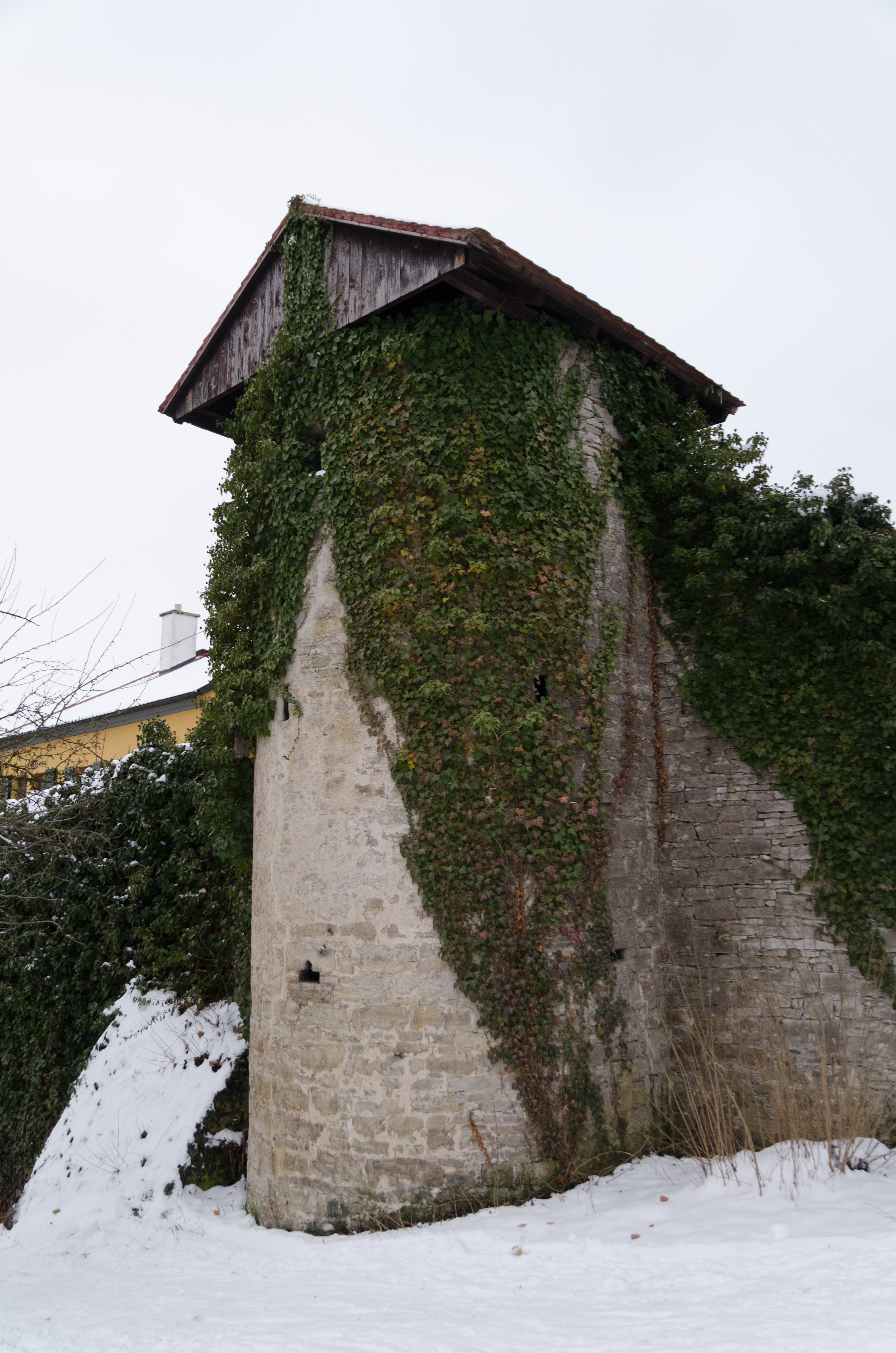
Mauerturm Graben Nord 4 weitere Bilder
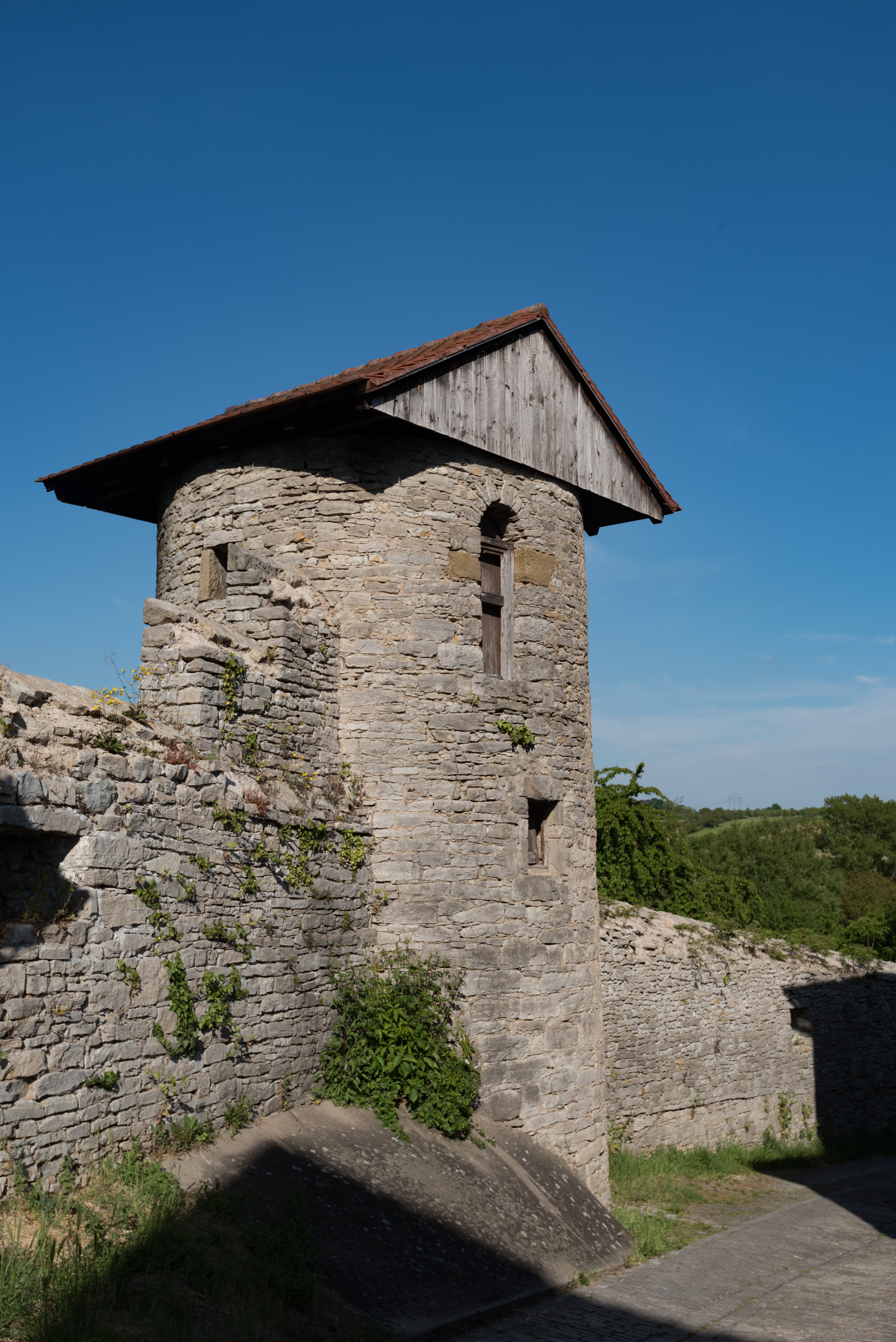
Mauerturm Graben Nord 4 weitere Bilder
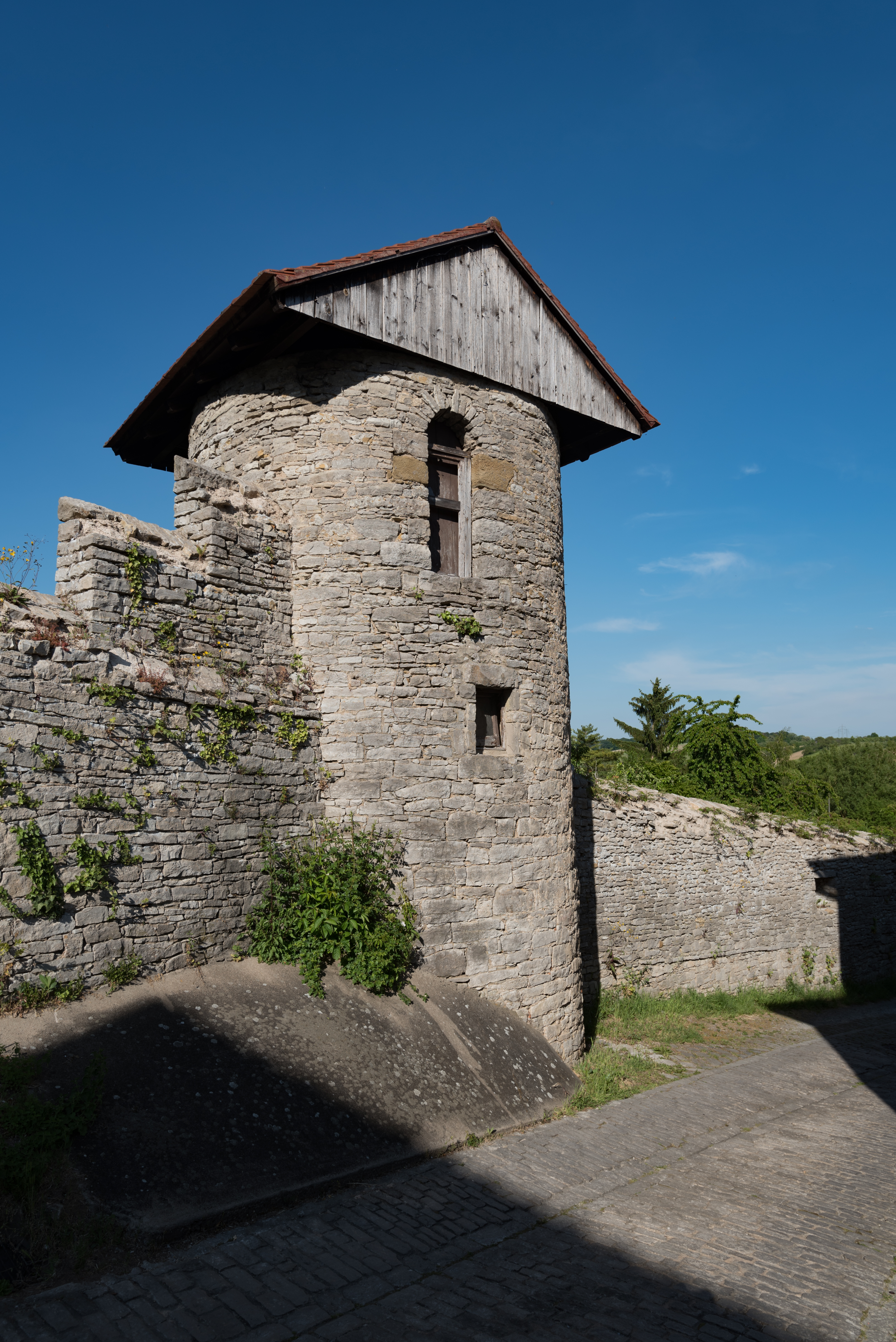
Mauerturm Graben Nord 4 weitere Bilder
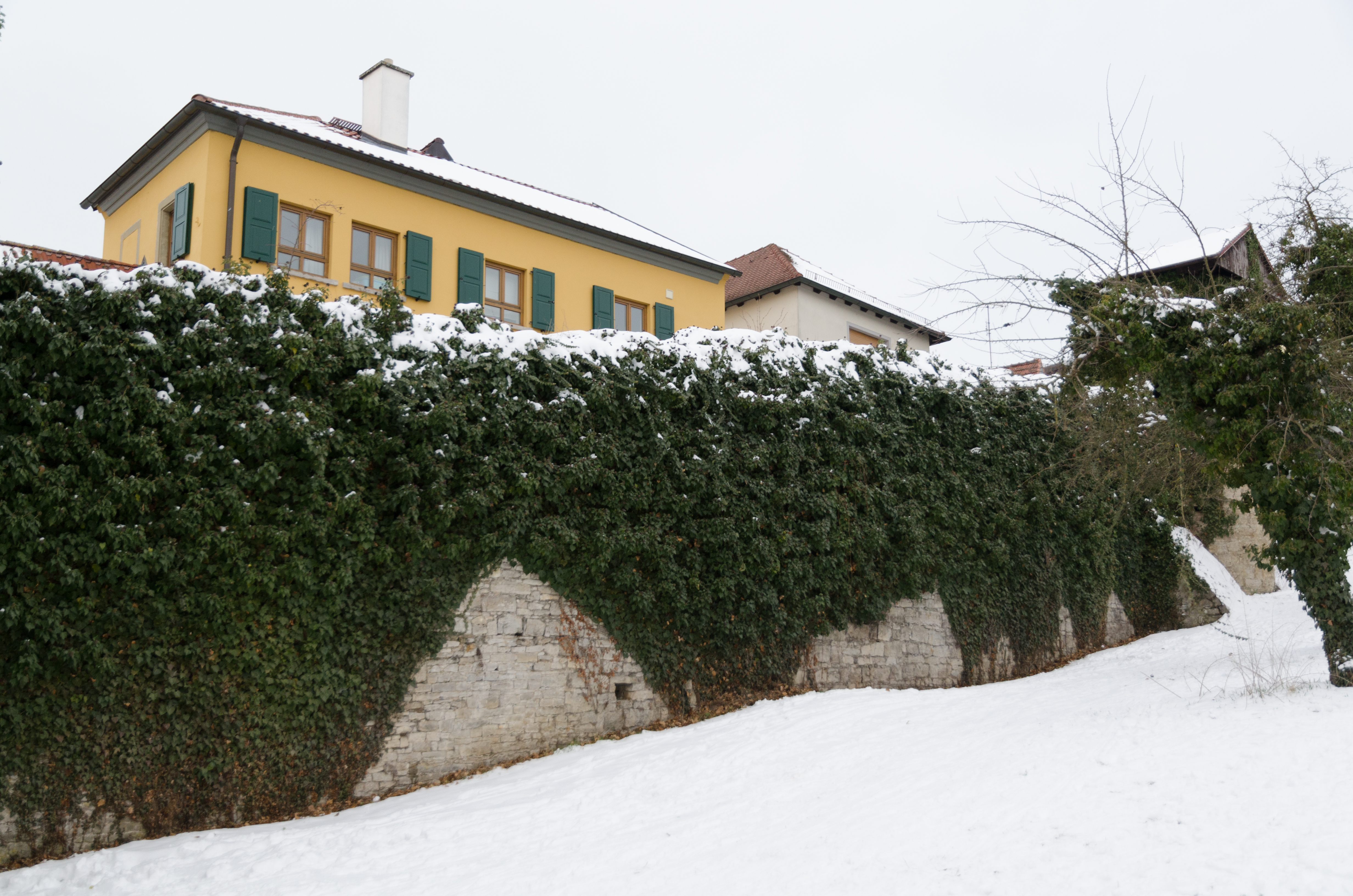
Ortsmauer Graben Nord 4 weitere Bilder
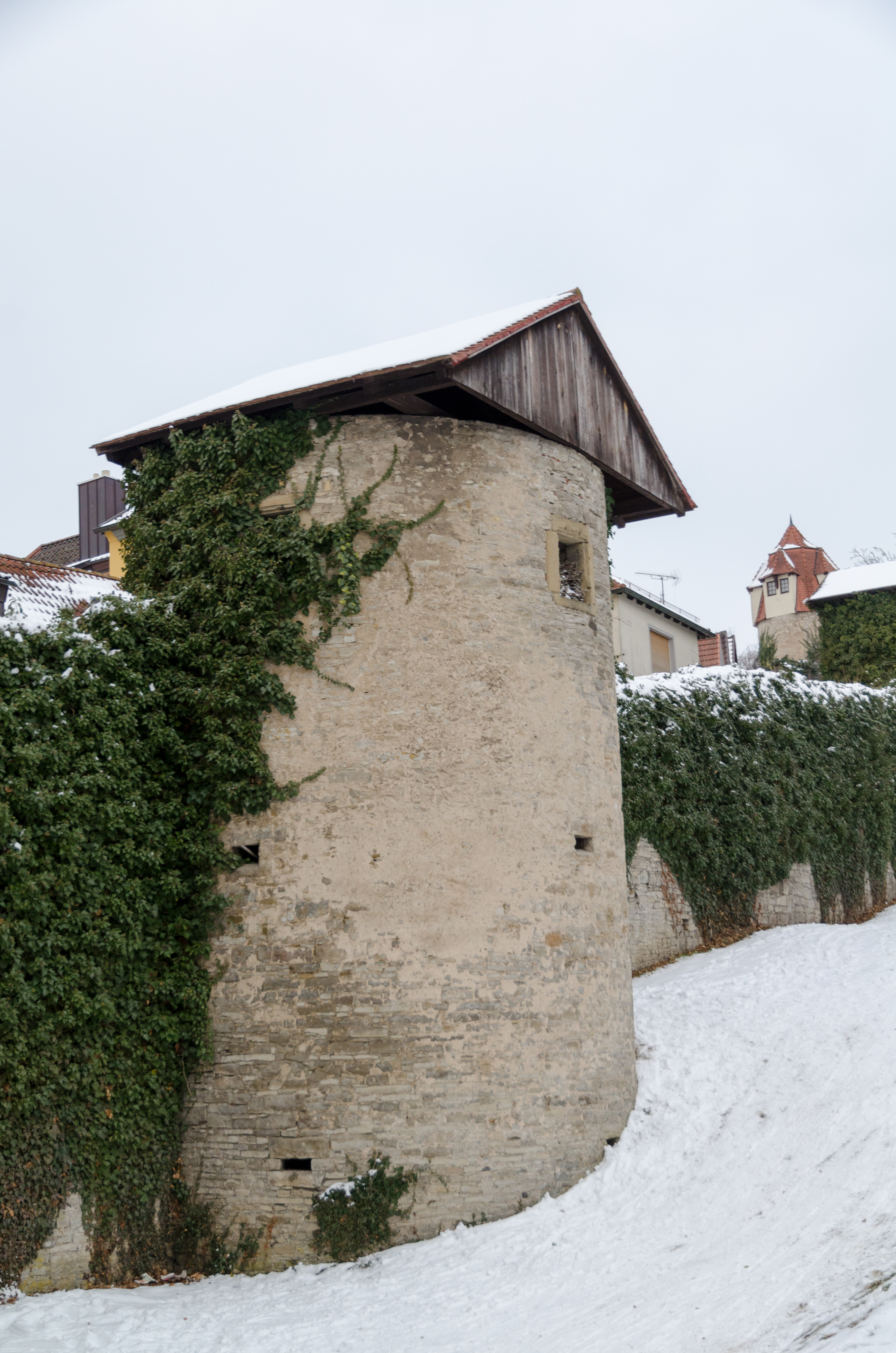
Mauerturm Graben Nord 2 weitere Bilder
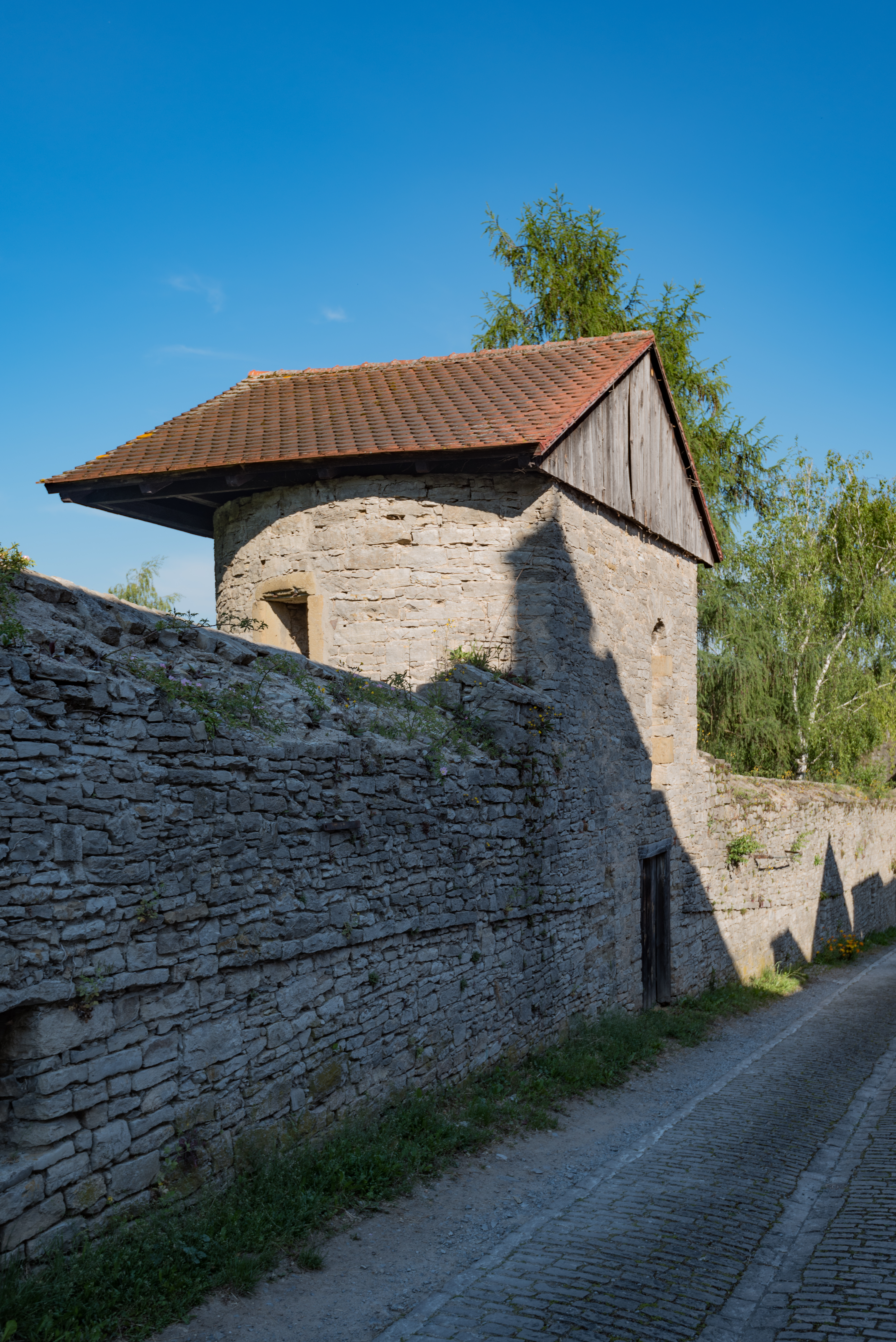
Mauerturm Graben Nord 2 weitere Bilder
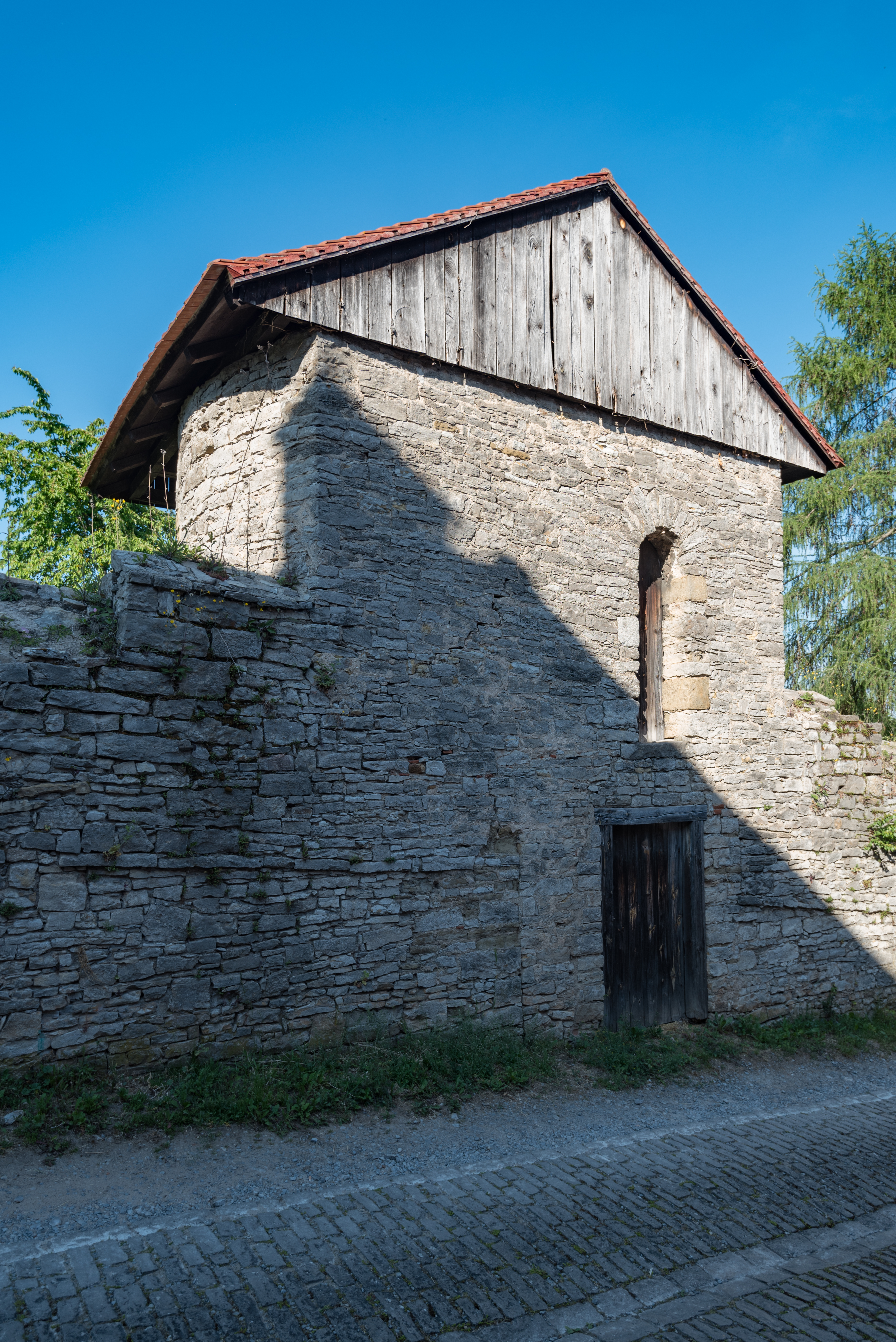
Mauerturm Graben Nord 2 weitere Bilder
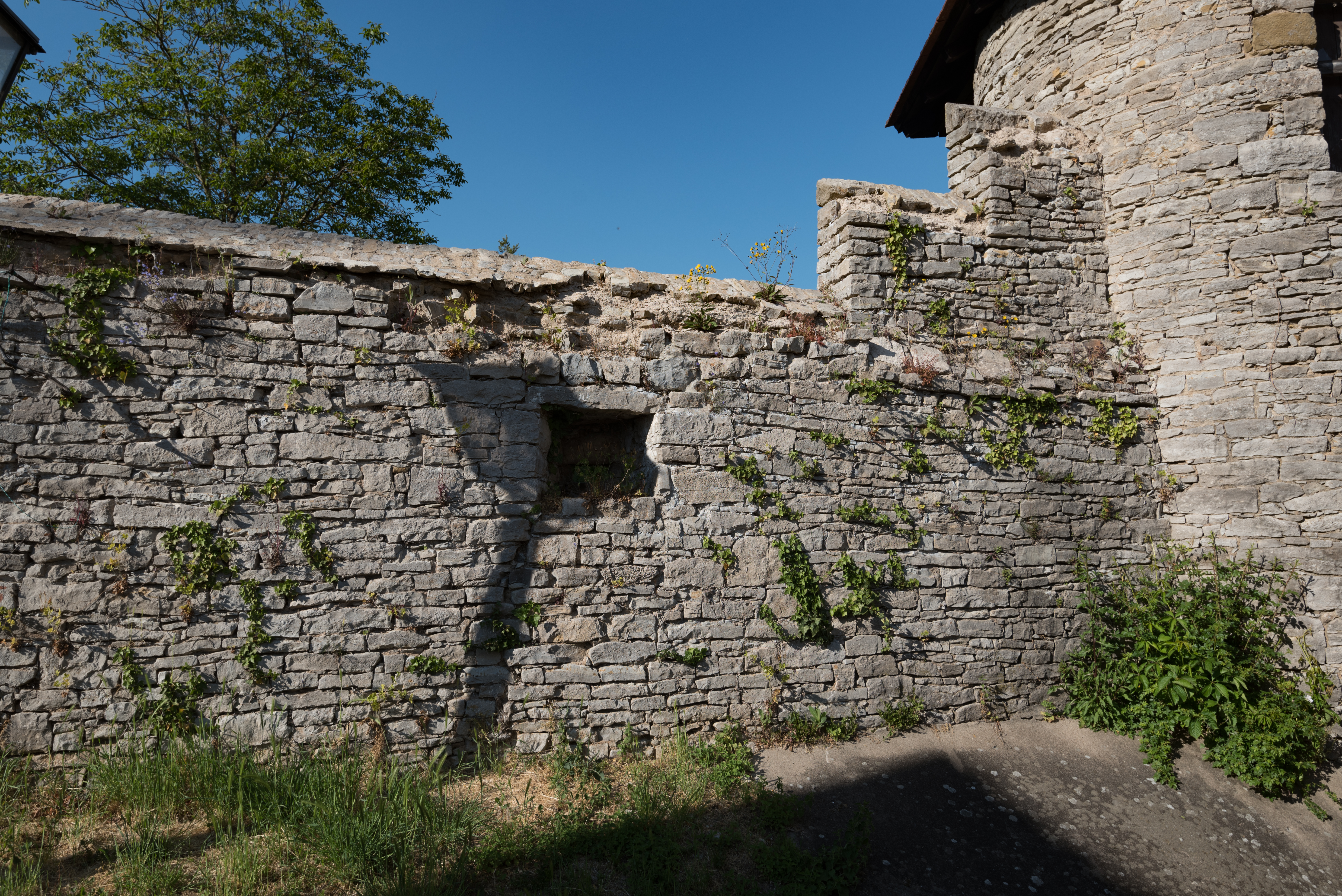
Ortsmauer Graben Nord 2 weitere Bilder
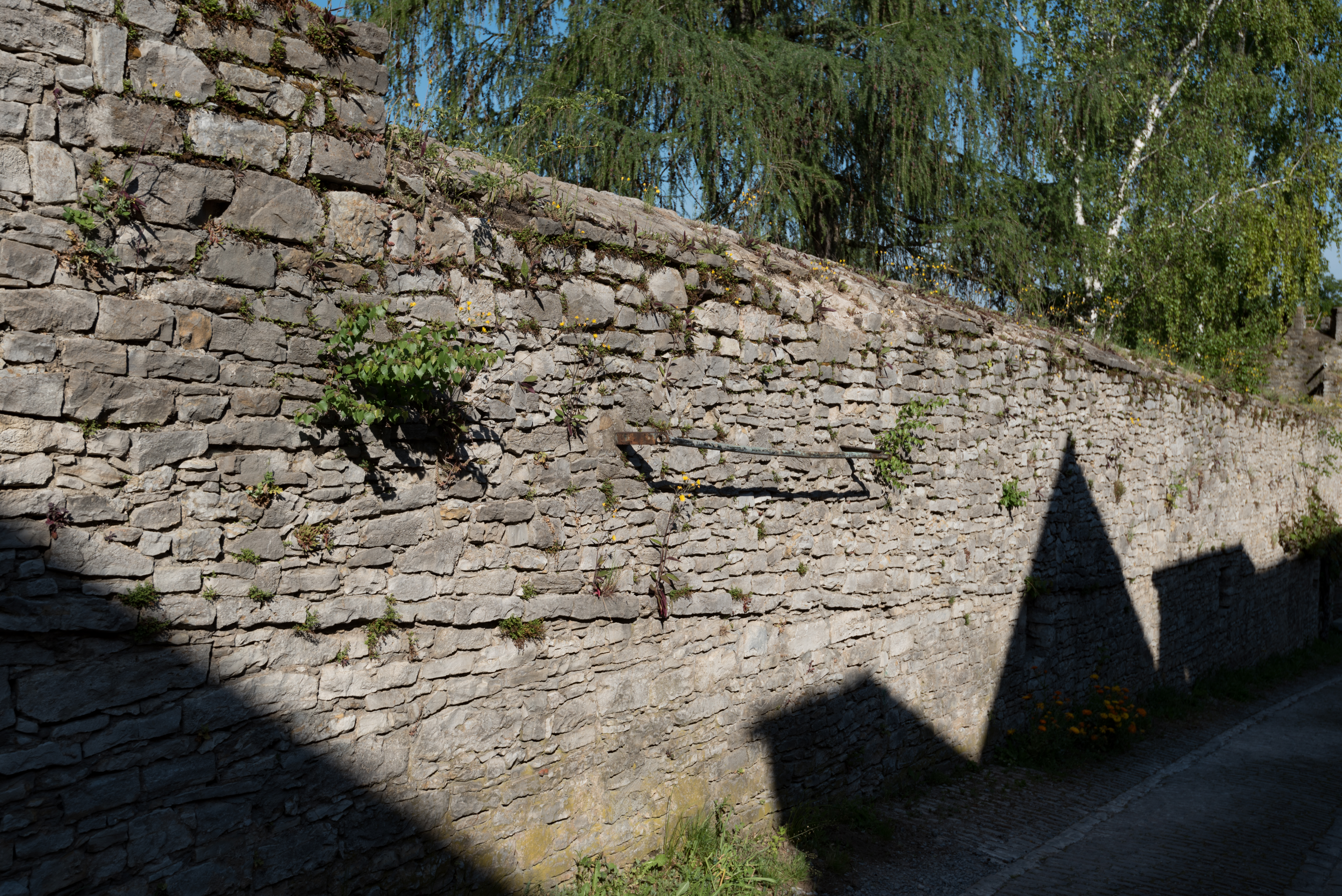
Ortsmauer Graben Nord 2a weitere Bilder
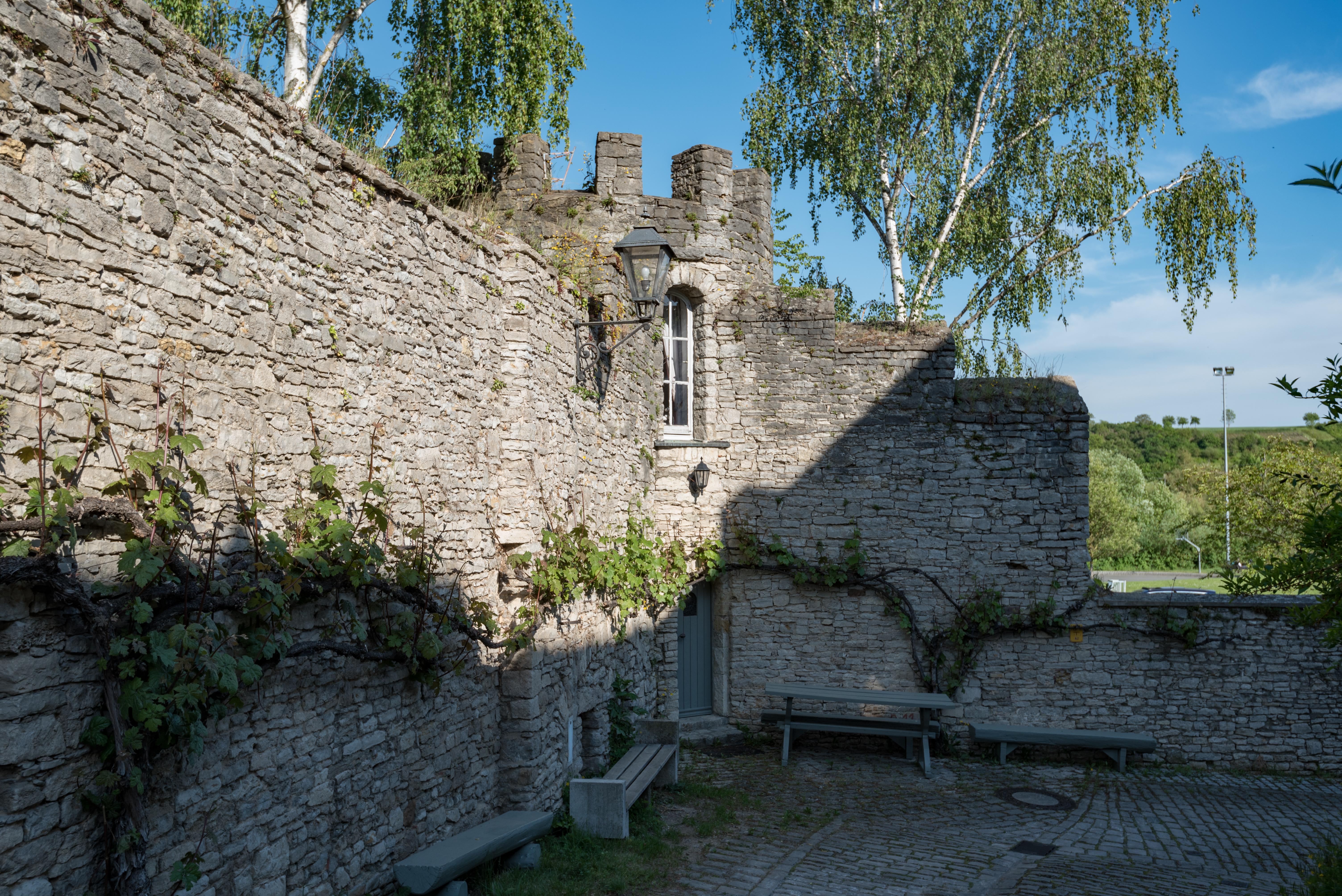
Ortsmauer Graben Nord 2a weitere Bilder
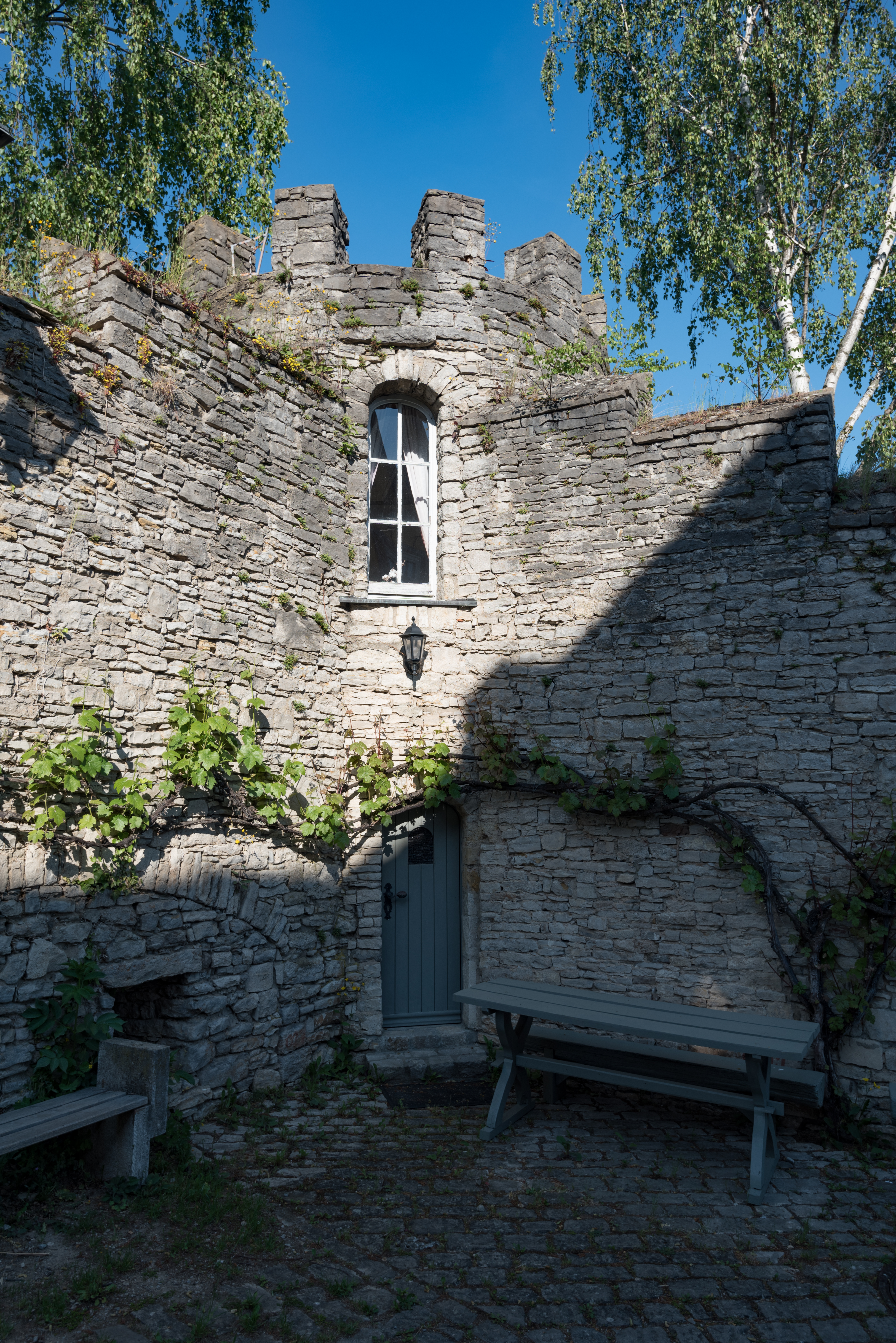
Ortsmauer Graben Nord 2a weitere Bilder

## Baudenkmäler
| Lage                                                             | Objekt                                                    | Beschreibung | Akten-Nr.      | Bild                          |
| ---------------------------------------------------------------- | --------------------------------------------------------- | --- | -------------- | ----------------------------- |
| Alte Schulgasse 2 (Standort)                                     | Wohnhaus                                                  | Zweigeschossiger Steilsatteldachbau mit Spitzgiebel in Ecklage, vorkragendes Fachwerkobergeschosses, 16./17. Jahrhundert                                                                       | D-6-75-170-3   | weitere Bilder                |
| Cyriakusberg; an der Straße nach Kitzingen (Standort)            | Bildhäuschen                                              | Mit Bildnische und Bildtafel mit Darstellung der Kreuzigung, bezeichnet „1596“ | D-6-75-170-92  | BW                            |
| Erlacher Straße 6; an der Fachwerkscheune (Standort)             | Steinrelief                                               | Kreuzigung Christi, 18. Jahrhundert | D-6-75-170-5   | BW                            |
| Erlacher Straße 36 (Standort)                                    | Bildstock                                                 | Darstellung der Dreifaltigkeit, bezeichnet „1708“ | D-6-75-170-95  | BW                            |
| Eselshof I 4 (Standort)                                          | Unterer Eselshof, Wohnhaus                                | Massives Giebelhaus, 18./19. Jahrhundert, über älterem Kern | D-6-75-170-6   | weitere Bilder                |
| Eselshof I 4 (Standort)                                          | Hausfigur                                                 | Christus mit den Wundmalen, wohl spätgotisch | D-6-75-170-6   | BW                            |
| Eselshof I 5 (Standort)                                          | Wohnhaus                                                  | Schmales zweigeschossiges Giebelhaus in Ecklage, teilweise verputztes Fachwerk, 17./18. Jahrhundert                                                                                            | D-6-75-170-7   | weitere Bilder                |
| Eselshof I 6 (Standort)                                          | Hausfigur                                                 | Madonna mit Kind, 19. Jahrhundert | D-6-75-170-8   | weitere Bilder                |
| Eselshof I 8 (Standort)                                          | Inschrift                                                 | Von 1788, Sandstein | D-6-75-170-9   | weitere Bilder                |
| Eselshof I 10 (Standort)                                         | Hausfigur                                                 | Madonna mit Kind, 19. Jahrhundert | D-6-75-170-10  | BW                            |
| Fellriegel; am Viehweg (Standort)                                | Martersäule                                               | Mit Darstellung der Kreuzigung; Inschrift auf der Rückseite | D-6-75-170-100 | BW                            |
| Friesengasse 10 (Standort)                                       | Hausfigur                                                 | Heiliger Sebastian, 18. Jahrhundert, Sandstein | D-6-75-170-11  | BW                            |
| Friesengasse 11 (Standort)                                       | Wohnhaus                                                  | Zweigeschossiger Satteldachbau mit Fachwerkobergeschoss und profilierten Fensterrahmungen im massiven Erdgeschoss, 17./18. Jahrhundert                                                         | D-6-75-170-12  | weitere Bilder                |
| Friesengasse 14 (Standort)                                       | Wohnhaus                                                  | Zweigeschossiger Walmdachbau in Ecklage mit Fachwerkobergeschoss und geohrten Fensterrahmungen, 18. Jahrhundert                                                                                | D-6-75-170-13  | weitere Bilder                |
| Friesengasse 14 (Standort)                                       | Hausfiguren                                               | Plastische Gruppe über Eckkonsole, Heilige Dreifaltigkeit, Mitte 18. Jahrhundert | D-6-75-170-13  | weitere Bilder                |
| Friesengasse 15 (Standort)                                       | Bauernhaus                                                | Zweigeschossiges Giebelhaus mit überbauter Toreinfahrt, im massiven Erdgeschoss geohrte Fensterrahmungen, Obergeschoss verputztes Fachwerk, bezeichnet „1570“, im 17./18. Jahrhundert erneuert | D-6-75-170-14  | weitere Bilder                |
| Kettengasse 1 (Standort)                                         | Bauernhaus                                                | Zweigeschossiger giebelständiger Satteldachbau mit vorkragendem verputztem Fachwerkobergeschoss und überbauter Toreinfahrt, 17. Jahrhundert                                                    | D-6-75-170-25  | weitere Bilder                |
| Kettengasse 1 (Standort)                                         | Hausfigur                                                 | Immaculata, erste Hälfte 18. Jahrhundert | D-6-75-170-25  | weitere Bilder                |
| Kettengasse 2 (Standort)                                         | Wohnhaus                                                  | Zweigeschossiger traufständiger Satteldachbau mit vorspringendem Fachwerkobergeschoss, 17./18. Jahrhundert                                                                                     | D-6-75-170-26  | weitere Bilder                |
| Kettengasse 2 (Standort)                                         | Hausfigur                                                 | Madonnenstatuette 19. Jahrhundert, in Glaskasten | D-6-75-170-26  | BW                            |
| Kettengasse 5 (Standort)                                         | Ehemalige fürstbischöfliche Kellerei                      | Massives zweigeschossiges Giebelhaus mit Stufengiebel und erneuerter Fassadenmalerei, 16. Jahrhundert                                                                                          | D-6-75-170-28  | weitere Bilder                |
| Kettengasse 5 (Standort)                                         | Ehemalige fürstbischöfliche Kellerei, Hoftor              | Zur Zehntgasse, bezeichnet „1558“ | D-6-75-170-28  | weitere Bilder                |
| Kettengasse 7 (Standort)                                         | Wohnhaus                                                  | Zweigeschossiger Satteldachbau mit verputztem Fachwerkobergeschoss, 18. Jahrhundert | D-6-75-170-29  | weitere Bilder                |
| Kettengasse 7 (Standort)                                         | Hausfigur                                                 | Über Ecksäule Figur des heiligen Josef, 18. Jahrhundert | D-6-75-170-29  | weitere Bilder                |
| Kettengasse 8; Kettengasse 10 (Standort)                         | Wohnhaus                                                  | Zweigeschossiger Halbwalmdachbau aus Bruchsteinmauerwerk, 18./19. Jahrhundert | D-6-75-170-30  | weitere Bilder                |
| Kettengasse 12 (Standort)                                        | Hausfigur                                                 | Mondsichelmadonna, 18. Jahrhundert | D-6-75-170-31  | weitere Bilder                |
| Kettengasse 14 (Standort)                                        | Hausfigur                                                 | Christus als Guter Hirte, 18. Jahrhundert | D-6-75-170-32  | weitere Bilder                |
| Kettengasse 15 (Standort)                                        | Wohnhaus                                                  | Zweigeschossiger traufständiger Satteldachbau mit Fachwerkobergeschoss, 17. Jahrhundert | D-6-75-170-33  | weitere Bilder                |
| Kettengasse 15 (Standort)                                        | Hausfigur                                                 | Ecce Homo, Mitte 18. Jahrhundert | D-6-75-170-33  | weitere Bilder                |
| Kettengasse 16 (Standort)                                        | Hausfigur                                                 | Immaculata, 18. Jahrhundert | D-6-75-170-34  | weitere Bilder                |
| Kettengasse 20 (Standort)                                        | Wohnhaus                                                  | Zweigeschossiger giebelständiger Satteldachbau mit verputztem Fachwerkobergeschoss, geohrte Türrahmung, Steintreppe, 18. Jahrhundert                                                           | D-6-75-170-35  | weitere Bilder                |
| Kettengasse 24 (Standort)                                        | Hausfigur in Nische                                       | Heiliger Sebastian, barock, 18. Jahrhundert | D-6-75-170-36  | BW                            |
| Kindergartenweg 4 (Standort)                                     | Wohnhaus                                                  | Zweigeschossiger Satteldachbau mit Fachwerkobergeschoss, bezeichnet „1725“ | D-6-75-170-37  | weitere Bilder                |
| Kirchplatz 2; Nähe Kirchplatz (Standort)                         | Katholische Pfarrkirche St. Sebastian                     | Chor, Turm und Sakristei 1482, Langhaus um 1602 verändert; mit Ausstattung. Am Außenbau Epitaphien, 1602 und um 1700.                                                                          | D-6-75-170-38  | weitere Bilder                |
| Kirchplatz 2; Nähe Kirchplatz (Standort)                         | Katholische Pfarrkirche St. Sebastian, am Außenbau Ölberg | 1497 | D-6-75-170-38  | weitere Bilder                |
| Kirchplatz 2; Nähe Kirchplatz (Standort)                         | Reste der ehemaligen Kirchenbefestigung                   | | D-6-75-170-38  | weitere Bilder                |
| Kitzinger Straße; St 2270; an der Straße nach Segnitz (Standort) | Martersäule                                               | Mit Schmerzensmann, bezeichnet „1701“ | D-6-75-170-99  | Martersäule                   |
| Klostergasse 5 (Standort)                                        | Ehemaliges Beginenkloster, heute Wohnhaus                 | Kloster bis 1437, zweigeschossiger Walmdachbau in Ecklage mit verputztem Fachwerkobergeschoss, bezeichnet „1733“ und „1737“, über älterem Kern                                                 | D-6-75-170-39  | weitere Bilder                |
| Klostergasse 5 (Standort)                                        | Hausfigur                                                 | Immaculata, 18. Jahrhundert | D-6-75-170-39  | weitere Bilder                |
| Langengasse 2 (Standort)                                         | Gasthof Zum Goldenen Löwen                                | Zweigeschossiger Walmdachbau mit geohrten Fensterrahmungen, 18./19. Jahrhundert | D-6-75-170-40  | weitere Bilder                |
| Langengasse 3 (Standort)                                         | Wohnhaus                                                  | Zweigeschossiger Satteldachbau, 18. Jahrhundert, mit großem Zwerchhaus, 19. Jahrhundert | D-6-75-170-106 | BW                            |
| Langengasse 5 (Standort)                                         | Bauernhaus                                                | Zweigeschossiger Schopfwalmdachbau mit Fachwerkgiebel und überbauter Toreinfahrt, spätgotische Türrahmung, sonst 18. Jahrhundert                                                               | D-6-75-170-42  | weitere Bilder                |
| Langengasse 6 (Standort)                                         | Wohnhaus                                                  | Zweigeschossiger giebelständiger Satteldachbau mit Zierfachwerkgiebel, bezeichnet „172“8, im Kern zweite Hälfte 16. Jahrhundert                                                                | D-6-75-170-43  | weitere Bilder                |
| Langengasse 7 (Standort)                                         | Zweiflügelbau                                             | Mit Walm- und Satteldach, geohrte Fensterrahmung, 1496 (dendrochronologisch datiert), im 18. Jahrhundert verändert                                                                             | D-6-75-170-44  | weitere Bilder                |
| Langengasse 8 (Standort)                                         | Wohnhaus                                                  | Zweigeschossiger giebelständiger Satteldachbau mit verputztem Fachwerkgiebel und geohrter Türrahmung, bezeichnet „1724“                                                                        | D-6-75-170-45  | weitere Bilder                |
| Langengasse 12 (Standort)                                        | Wohnhaus                                                  | Zweigeschossiger traufständiger Satteldachbau mit Treppengiebel und Zierfachwerkobergeschoss, bezeichnet „1580“                                                                                | D-6-75-170-46  | weitere Bilder                |
| Langengasse 14 (Standort)                                        | Wohnhaus                                                  | Zweigeschossiger giebelständiger Satteldachbau mit Schwalbenschwanzgiebel und profilierten Fensterrahmungen, die offene Traufseite mit Fachwerkobergeschoss, bezeichnet „1568“                 | D-6-75-170-47  | weitere Bilder                |
| Maingasse 17 (Standort)                                          | Wohnhaus                                                  | Zweigeschossiger giebelständiger Satteldachbau mit verputztem Fachwerkgiebel, 18. Jahrhundert                                                                                                  | D-6-75-170-55  | BW                            |
| Maingasse 18 (Standort)                                          | Wohnhaus                                                  | Zweigeschossiger giebelständiger Satteldachbau mit verputztem Fachwerkgiebel, 17./18. Jahrhundert                                                                                              | D-6-75-170-56  | BW                            |
| Maingasse 19 (Standort)                                          | Wohnhaus                                                  | Zweigeschossiger giebelständiger Satteldachbau mit verputztem Fachwerkobergeschoss, 17./18. Jahrhundert                                                                                        | D-6-75-170-57  | BW                            |
| Maingasse 19 (Standort)                                          | Steinportal                                               | Spitzbogig, im rückwärtigen Teil, 16. Jahrhundert | D-6-75-170-57  | BW                            |
| Marktplatz 2 (Standort)                                          | Wohnhaus                                                  | Zweigeschossiger traufständiger Satteldachbau aus Bruchsteinmauerwerk mit geohrten Fenster- und Türrahmungen, 18. Jahrhundert                                                                  | D-6-75-170-60  | weitere Bilder                |
| Marktplatz 3 (Standort)                                          | Rathaus                                                   | Dreigeschossiger giebelständiger Satteldachbau mit reich verziertem Volutengiebel, von Peter Meurer, um 1609 vollendet                                                                         | D-6-75-170-61  | weitere Bilder                |
| Marktplatz 3; vor dem Rathaus (Standort)                         | Mariensäule                                               | Bezeichnet „1724“ | D-6-75-170-61  | weitere Bilder                |
| Erlacher Höhe ()                                                 | Martersäule                                               | Mit Kreuzigung, bezeichnet „1762“; nicht nachqualifiziert, im Bayerischen Denkmal-Atlas nicht kartiert                                                                                         | D-6-75-170-103 |                               |
| Am Erlacher Weg ()                                               | Martersäule                                               | Mit Pietà; nicht nachqualifiziert, im Bayerischen Denkmal-Atlas nicht kartiert | D-6-75-170-101 |                               |
| Nähe Burgweg; am Viehweg (Standort)                              | Martersäule                                               | Mit Geißelung Christi, bezeichnet „1704“, erneuert 1959 | D-6-75-170-97  | BW                            |
| Nähe Erlacher Straße; Erlacher Straße 2 (Standort)               | Friedhof                                                  | Ummauerte Anlage, Portalbogen bezeichnet „1668“ | D-6-75-170-4   | weitere Bilder                |
| Nähe Erlacher Straße; Erlacher Straße 2 (Standort)               | Friedhofskapelle Heilig Kreuz                             | Kreuzförmiger Zentralbau, von Johann Anton Schumm 1752 | D-6-75-170-4   | Friedhofskapelle Heilig Kreuz |
| Nähe Erlacher Straße; Erlacher Straße 2 (Standort)               | Friedhof, Kreuzigungsrelief                               | Eingemauert, bezeichnet „1596“ | D-6-75-170-4   | BW                            |
| Nähe Erlacher Straße; Erlacher Straße 2 (Standort)               | Friedhofskanzel                                           | Mit Kreuzigungsgruppe, zweite Hälfte 19. Jahrhundert | D-6-75-170-4   | BW                            |
| Nähe Eselshof I (Standort)                                       | Scheunengebäude                                           | Mit Stufengiebeln, 16./17. Jahrhundert | D-6-75-170-41  | BW                            |
| Papiusgasse 1 (Standort)                                         | Wohnhaus                                                  | Zweigeschossiges Giebelhaus mit Satteldach und verputztem Fachwerkobergeschoss, 16. Jahrhundert; mit zugehörigem anschließenden spätmittelalterlichen Keller                                   | D-6-75-170-177 | BW                            |
| Papiusgasse 3 (Standort)                                         | Bauernhaus                                                | Zweigeschossiger traufständiger Satteldachbau mit Fachwerkgiebel und geohrten Fenster- und Türrahmungen, 17./18. Jahrhundert                                                                   | D-6-75-170-62  | weitere Bilder                |
| Papiusgasse 3 (Standort)                                         | Wappenstein                                               | Über der Tür | D-6-75-170-62  | BW                            |
| Papiusgasse 3 (Standort)                                         | Auszugshäuschen und Hofmauer                              | Ans Bauernhaus angebaut | D-6-75-170-62  | weitere Bilder                |
| Papiusgasse 7 (Standort)                                         | Weingut                                                   | Zweigeschossiger Walmdachbau mit profilierten Fensterrahmungen, 17. Jahrhundert | D-6-75-170-63  | weitere Bilder                |
| Papiusgasse 7 (Standort)                                         | Weingut, Nebengebäude                                     | | D-6-75-170-63  | weitere Bilder                |
| Papiusgasse 7 (Standort)                                         | Weingut, Toreinfahrt                                      | Bezeichnet „1792“ | D-6-75-170-63  | weitere Bilder                |
| Papiusgasse 7 (Standort)                                         | Weingut, Inschrift                                        | Von 1479 | D-6-75-170-63  | BW                            |
| Peuntgasse 5 (Standort)                                          | Wohnhaus                                                  | Zweigeschossiger giebelständiger Satteldachbau mit Fachwerkobergeschoss (jetzt überbrettert) bezeichnet „1697“                                                                                 | D-6-75-170-64  | weitere Bilder                |
| Peuntgasse 5 (Standort)                                          | Hausfigur                                                 | Heiliger Josef mit Kind, 18. Jahrhundert | D-6-75-170-64  | BW                            |
| Peuntgasse 7 (Standort)                                          | Wohnhaus                                                  | Zweigeschossiger giebelständiger Satteldachbau, Obergeschoss verputztes Fachwerk, 18. Jahrhundert, erneuert                                                                                    | D-6-75-170-65  | weitere Bilder                |
| Peuntgasse 11 (Standort)                                         | Bauernhaus                                                | Zweigeschossiger giebelständiger Satteldachbau mit verputztem Fachwerkobergeschoss und rundbogiger Tordurchfahrt, 18. Jahrhundert                                                              | D-6-75-170-66  | weitere Bilder                |
| Peuntgasse 13 (Standort)                                         | Wohnhaus                                                  | Zweigeschossiger Satteldachbau mit überbauter Toreinfahrt, Obergeschoss verputztes Fachwerk, bezeichnet „1761“, über älterem Kern                                                              | D-6-75-170-67  | weitere Bilder                |
| Peuntgasse 13 (Standort)                                         | Hausfigur                                                 | Immaculata, 18. Jahrhundert | D-6-75-170-67  | weitere Bilder                |
| Peuntgasse 17 (Standort)                                         | Bauernhaus                                                | Zweigeschossiger giebelständiger Satteldachbau mit rundbogiger Toreinfahrt und verputztem Fachwerkobergeschoss, 18. Jahrhundert                                                                | D-6-75-170-68  | weitere Bilder                |
| Peuntgasse 17 (Standort)                                         | Hausfiguren                                               | Plastische Gruppe an der Hauswand, heiliger Theodor von Octodurum und zwei Priester, 18. Jahrhundert                                                                                           | D-6-75-170-68  | BW                            |
| Peuntgasse 19 (Standort)                                         | Wohnhaus                                                  | Zweigeschossiger Mansarddachbau mit geohrten Fensterrahmungen, 17./18. Jahrhundert | D-6-75-170-69  | weitere Bilder                |
| Peuntgraben 12 (Standort)                                        | Wohnhaus                                                  | Zweigeschossiger traufständiger Mansarddachbau mit geohrten Fensterrahmungen, 17./18. Jahrhundert                                                                                              | D-6-75-170-77  | weitere Bilder                |
| Peuntgraben 13 (Standort)                                        | Kleinhaus                                                 | Eingeschossiger, an die Ortsmauer angelehnter Satteldachbau, 18. Jahrhundert | D-6-75-170-78  | BW                            |
| Peuntgraben 15 (Standort)                                        | Kleinhaus                                                 | Eingeschossiger, an die Ortsmauer angebauter Satteldachbau mit Fachwerkgiebel, 18. Jahrhundert.                                                                                                | D-6-75-170-79  | BW                            |
| Pfarrgasse 1 (Standort)                                          | Katholische Pfarrhaus                                     | Zweigeschossiger Walmdachbau mit geohrten Fensterrahmungen, vorspringender Kellereingang, 1702/1703                                                                                            | D-6-75-170-80  | BW                            |
| Pfarrgasse 1 (Standort)                                          | Nischenfigur                                              | Christus als Guter Hirte, bezeichnet „1732“ | D-6-75-170-80  | BW                            |
| Pfarrgasse 6 (Standort)                                          | Wohnhaus                                                  | Eingeschossiger Satteldachbau mit Treppen- und Schweifgiebeln, Traufseite Fachwerk, geohrte Fensterrahmungen, 16. Jahrhundert                                                                  | D-6-75-170-81  | weitere Bilder                |
| Pfarrgasse 6 (Standort)                                          | Zwei Wappensteine                                         | Ins Wohnhaus eingemauert | D-6-75-170-81  | BW                            |
| Raiffeisenstraße (Standort)                                      | Kreuzschlepper                                            | Sandsteinfigur auf hohem Sockel, 18. Jahrhundert, an der südlichen Stadtmauer | D-6-75-170-94  | weitere Bilder                |
| Raiffeisenstraße (Standort)                                      | Figur des heiligen Johannes Nepomuk                       | Mit kleinem Engel, auf gebauchtem Sockel, Sandstein, barock, um 1730 | D-6-75-170-104 | weitere Bilder                |
| Raitzengasse 2 (Standort)                                        | Wohnhaus                                                  | Zweigeschossiger Walmdachhaus mit Anbau, Kalkbruchsteinmauerwerk, Ende 18. Jahrhundert | D-6-75-170-82  | Wohnhaus                      |
| Raitzengasse 2 (Standort)                                        | Türstock                                                  | Bezeichnet „1856“ | D-6-75-170-82  | weitere Bilder                |
| Raitzengasse 3 (Standort)                                        | Wohnhaus                                                  | Zweigeschossiger giebelständiger Satteldachbau mit verputztem Fachwerkobergeschoss, 18. Jahrhundert                                                                                            | D-6-75-170-83  | weitere Bilder                |
| Segnitzer Straße (Standort)                                      | Martersäule                                               | Mit Pietà, bezeichnet „1678“ | D-6-75-170-98  | BW                            |
| Sonnenberg; 300 m westlich der Pfarrkirche (Standort)            | Bildstock                                                 | Darstellung der Heiligen Familie, bezeichnet „1776“, erneuert 1959 | D-6-75-170-96  | BW                            |
| Uptal; 750 m nordwestlich der Pfarrkirche (Standort)             | Martersäule                                               | Mit Darstellung der Pietà, bezeichnet „1657“ | D-6-75-170-102 | BW                            |
| Zehntgasse 1 (Standort)                                          | Gasthof zum Hirschen                                      | Zweigeschossiger traufständiger Mansarddachbau mit geohrten Fenster- und Türrahmungen, 18. Jahrhundert                                                                                         | D-6-75-170-85  | weitere Bilder                |
| Zehntgasse 2 (Standort)                                          | Weinstube                                                 | Zweigeschossiges Fachwerkgiebelhaus mit Vorbau, bezeichnet „1669“ | D-6-75-170-86  | weitere Bilder                |
| Zehntgasse 2 (Standort)                                          | Profilierte Türrahmung                                    | Mit Relief des heiligen Michael | D-6-75-170-86  | BW                            |
| Zehntgasse 4 (Standort)                                          | Hausfigur                                                 | Immaculata in Rundnische, Sandstein, 18. Jahrhundert | D-6-75-170-87  | weitere Bilder                |
| Zehntgasse 6 (Standort)                                          | Hausfigur                                                 | Heilige Barbara, 18. Jahrhundert | D-6-75-170-88  | weitere Bilder                |
| Zehntgasse 8 (Standort)                                          | Wohnhaus                                                  | Zweigeschossiger giebelständiger Satteldachbau mit verputztem Fachwerkobergeschoss, 18. Jahrhundert                                                                                            | D-6-75-170-89  | weitere Bilder                |
| Zehntgasse 8 (Standort)                                          | Hausfigur                                                 | Heiliger Sebastian, 18. Jahrhundert | D-6-75-170-89  | weitere Bilder                |
| Zehntgasse 9a (Standort)                                         | Hausfigur                                                 | Madonna mit Kind, zweite Hälfte 15. Jahrhundert | D-6-75-170-90  | weitere Bilder                |
| Zehntgasse 11 (Standort)                                         | Wohnhaus                                                  | Zweigeschossiger giebelständiger Satteldachbau mit verputztem Fachwerkgiebel, bezeichnet „1671“                                                                                                | D-6-75-170-91  | weitere Bilder                |
| Zehntgasse 13 (Standort)                                         | Winzerhof                                                 | Zweigeschossiger Satteldachbau mit Fachwerkobergeschoss und Kelleranbau, bezeichnet „1683“ | D-6-75-170-1   | weitere Bilder                |
| Zehntgasse 13 (Standort)                                         | Winzerhof, zugehörige Scheune                             | | D-6-75-170-1   | weitere Bilder                |

## Ehemalige Baudenkmäler
| Lage                                                  | Objekt          | Beschreibung                                                                             | Akten-Nr.     | Bild |
| ----------------------------------------------------- | --------------- | ---------------------------------------------------------------------------------------- | ------------- | ---- |
| Grabenschütt                                          | Bildnische      | 15./16. Jahrhundert                                                                      | D-6-75-170-16 | BW   |
| in einer Weinbergsmauer, an der Straße nach Kitzingen | Sandsteinplatte | Mit Darstellung eines geflügelten Engelkopfes, bezeichnet „1708“; nicht nachqualifiziert | D-6-75-170-93 | BW   |